# Babilónia
Babilónia (português europeu) ou Babilônia (português brasileiro) (em aramaico: בבל; romaniz.: Babel; em hebraico: בָּבֶל; Bavel; em árabe: بابل; Bābil; em acádio: Bāb-ili(m); em sumério: KÁ.DINGIR.RA) foi a cidade central da civilização babilónica, na Mesopotâmia, situada nas margens do rio Eufrates. As suas ruínas encontram-se a norte do centro da cidade atual de Hila, capital da província de Babil, no Iraque, situada 100 km a sul de Bagdade. Em pelo menos duas ocasiões, a primeira no século XVIII a.C. e a segunda no século VI a.C., foi capital da principal potência da Mesopotâmia e, nesses períodos, é possível que tenha sido a maior cidade do mundo, na qual existiam alguns dos monumentos mais impressionantes da Antiguidade e que ocupava uma área de cerca de 10 km² defendida por várias cercas de imponentes muralhas. O seu sítio arqueológico foi classificado pela UNESCO como Património Mundial em 2019.

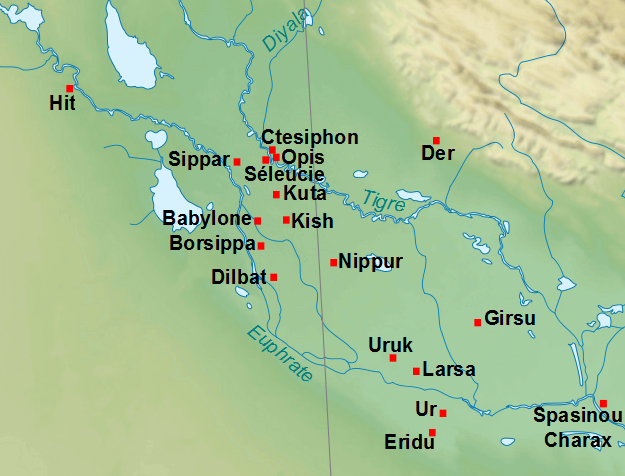
Localização das principais cidades da região da Babilónia do

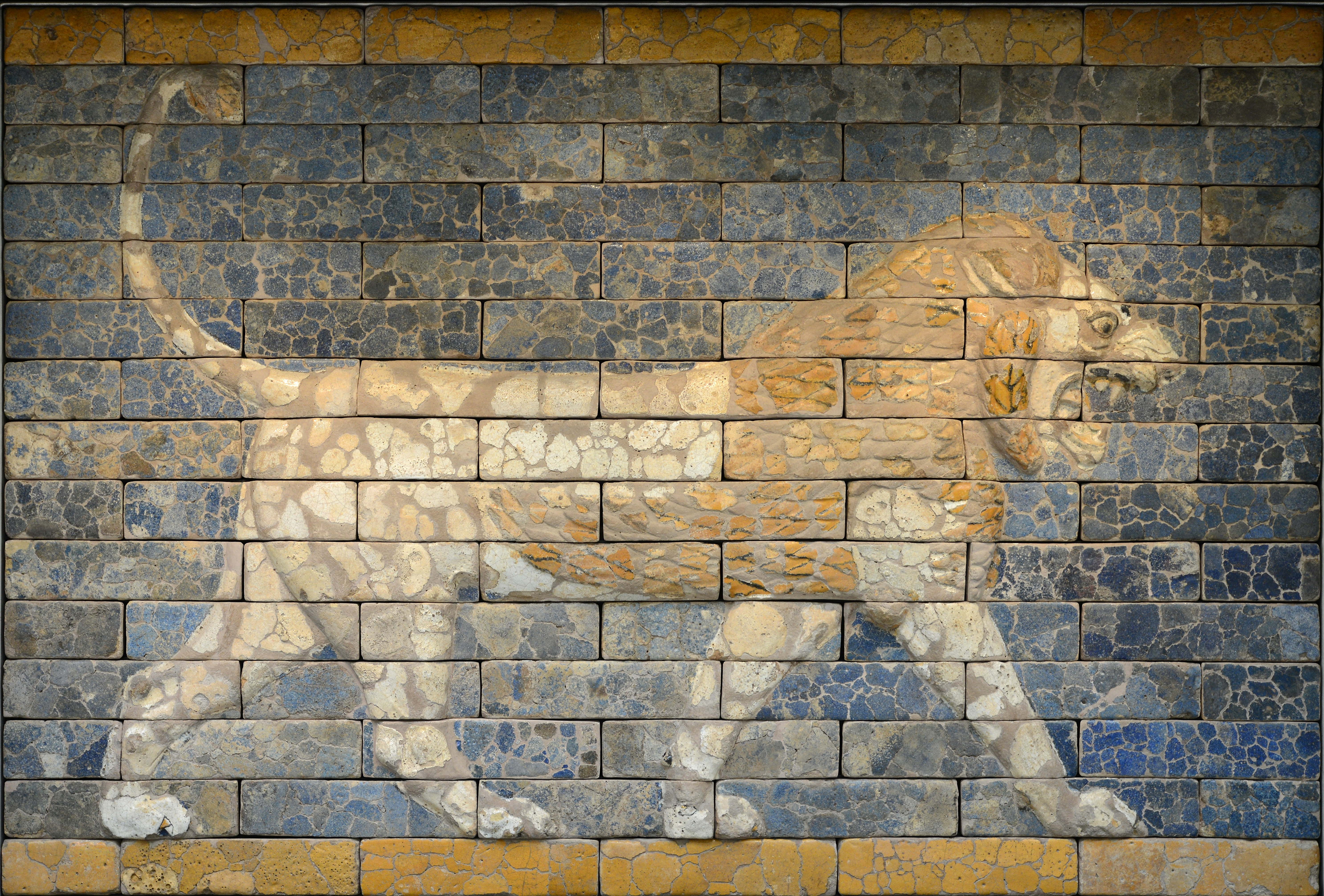
Representação de um leão rugindo numa parede da sala do trono de, atualmente no Museu Britânico

Localizada numa região fértil e num entroncamento de importantes rotas comerciais, Babilónia tornou-se um destacado centro económico e cultural, desenvolvendo uma civilização complexa, sofisticada e cosmopolita, documentada por muitos registos arqueológicos que atestam o cultivo da educação, do comércio, da ciência, de diversas técnicas e da arte, florescendo num vasto conjunto urbanístico cortado por canais e rico em monumentos, templos e edificações imponentes. A sua sociedade era estratificada, dominada por uma nobreza e por altos funcionários do governo, embora pouco se saiba sobre a sua organização social. Foi também um ativo centro de culto, e a religião, de caráter politeísta, liderada por um clero rico e poderoso, exercia grande influência em vários aspetos da vida pública e privada e nas atividades de Estado.
É provável que no século XXVI a.C. já existisse um povoado no local e no século XXIII ou XXII a.C. era uma cidade menor do Império Acádio. No século XXII a.C. foi um centro administrativo secundário do Império de Ur. No início do século XIX a.C., tornou-se independente sob uma dinastia amorita, convertendo-se na capital do que é conhecido como Império Paleobabilónico, a maior potência do seu tempo na Mesopotâmia, cujos territórios chegaram a incluir toda a Baixa Mesopotâmia e o vale do Eufrates até Mari. A cidade atingiu então o seu primeiro apogeu, que culminou com o reinado de Hamurábi na primeira metade do século XVIII a.C.. Contudo, declinou a partir da segunda metade do século XVII a.C., devido a vários fatores internos e externos, e em 1 595 a.C. foi saqueada pelos hititas. Seguiu-se uma fase particularmente mal conhecida, durante a qual Babilónia foi governada por uma dinastia cassita, que se manteria no poder até ao século XII a.C. Seguiu-se um breve período em que grande parte do reino cassita esteve sob o domínio do Império Elamita, sucedendo-se um período em que voltou a ser a capital de uma grande potência regional sob a segunda dinastia de Isim, entre o último quartel do século XII a.C. e c. 1 025 a.C., quando se iniciou um período de grande instabilidade política e militar, que durou até à conquista pelos assírios no final do século VIII a.C. Sob o domínio assírio, Babilónia retomou alguma da sua importância no século seguinte e tornou-se novamente capital dum reino independente sob Nabopolasar, originalmente governador assírio, que, no final da década de 620 a.C., derrubou o Império Assírio. A cidade conheceu então um novo apogeu, principalmente durante o reinado de Nabucodonosor II (r. 605–562 a.C.), filho de Nabopolasar. Embora tenha perdido alguma importância durante os reinados que se seguiram, o império babilónico só cairia com a conquista da sua capital em 539 a.C. pelo Império Aqueménida.
Não obstante ter perdido muito do seu protagonismo anterior, Babilónia foi uma cidade importante no Império Aqueménida e durante o curto reinado de Alexandre na segunda metade do século IV a.C., que lá viveu durante alguns meses e patrocinou a restauração de monumentos e canais. Após a morte do imperador macedónio, a cidade foi duramente afetada pelas Guerras dos Diádocos. Durante o Império Selêucida, perdeu o seu estatuto de capital e helenizou-se. Embora mantendo alguma importância regional, foi declinando lentamente e, durante o Império Parta, em meados do século III a.C., começou a despovoar-se. Embora os seus grandes templos continuassem ativos e ainda fosse um centro de comércio no início do século I d.C., o local então já estava em ruínas. O templo principal ainda funcionava no início século III, mas desconhece-se quando a região foi completamente abandonada, o que sucedeu durante o Império Sassânida. No início do período islâmico, no século VII, não era mais do que uma pequena aldeia no meio de extensas ruínas.
Devido possivelmente à sua grande importância e esplendor numa região onde floresceram algumas das maiores civilizações da Antiguidade, às menções na Bíblia e ao seu desaparecimento relativamente precoce, Babilónia tornou-se gradualmente um mito, ainda durante o período clássico, que perdurou e ganhou contornos cada vez mais imaginários durante a Idade Média. Para a propagação dessa lenda, pode ter contribuído o facto de, até ao século XIX, Babilónia só ser conhecida através das menções bíblicas, nas quais a cidade aparece como símbolo do pecado e decadência, e por relatos de autores greco-romanos, os quais, ou nunca a visitaram ou só o fizeram quando dela mais não restavam nada além do que ruínas. Apesar da sua localização nunca ter sido esquecida, só no início do século XX é que se realizaram as primeiras escavações importantes, sob a direção do arqueólogo alemão Robert Koldewey, que desenterrou os principais monumentos. A importante documentação arqueológica e epigráfica descoberta na cidade, completada por informações provenientes de outros sítios arqueológicos antigos que tiveram relações com Babilónia, permitiram formar uma representação mais precisa da urbe, para além dos mitos. Tal não obsta a que haja grandes lacunas no conhecimento que se tem daquele que é um dos sítios arqueológicos mais importantes do Antigo Próximo Oriente, lacunas essas que persistem devido aos trabalhos arqueológicos estarem parados por causa da instabilidade política no Iraque desde 1990.

## Fases da história de Babilónia
Babilónia aparece tardiamente na história da Mesopotâmia antiga, em comparação com outras grandes cidades dessa civilização, como Quis, Uruque, Ur, Nipur ou Nínive. Por isso, a sua rápida ascensão é ainda mais notável. A cidade é pouco mencionada na documentação da segunda metade do 2.º milénio a.C., mas cresceu rapidamente sob o impulso de uma dinastia amorita que obteve vários êxitos militares importantes, durante o período dito "paleobabilónico" (2004–1595 a.C.). Durante o período seguinte, dito "médio-babilónico" (1595–fim do século XI a.C.), Babilónia afirmou-se de forma permanente como capital da Mesopotâmia meridional, tornando-se um grande centro religioso além de um centro político, sob a dinastia cassita e a Segunda dinastia de Isim (1154–1027 a.C.).

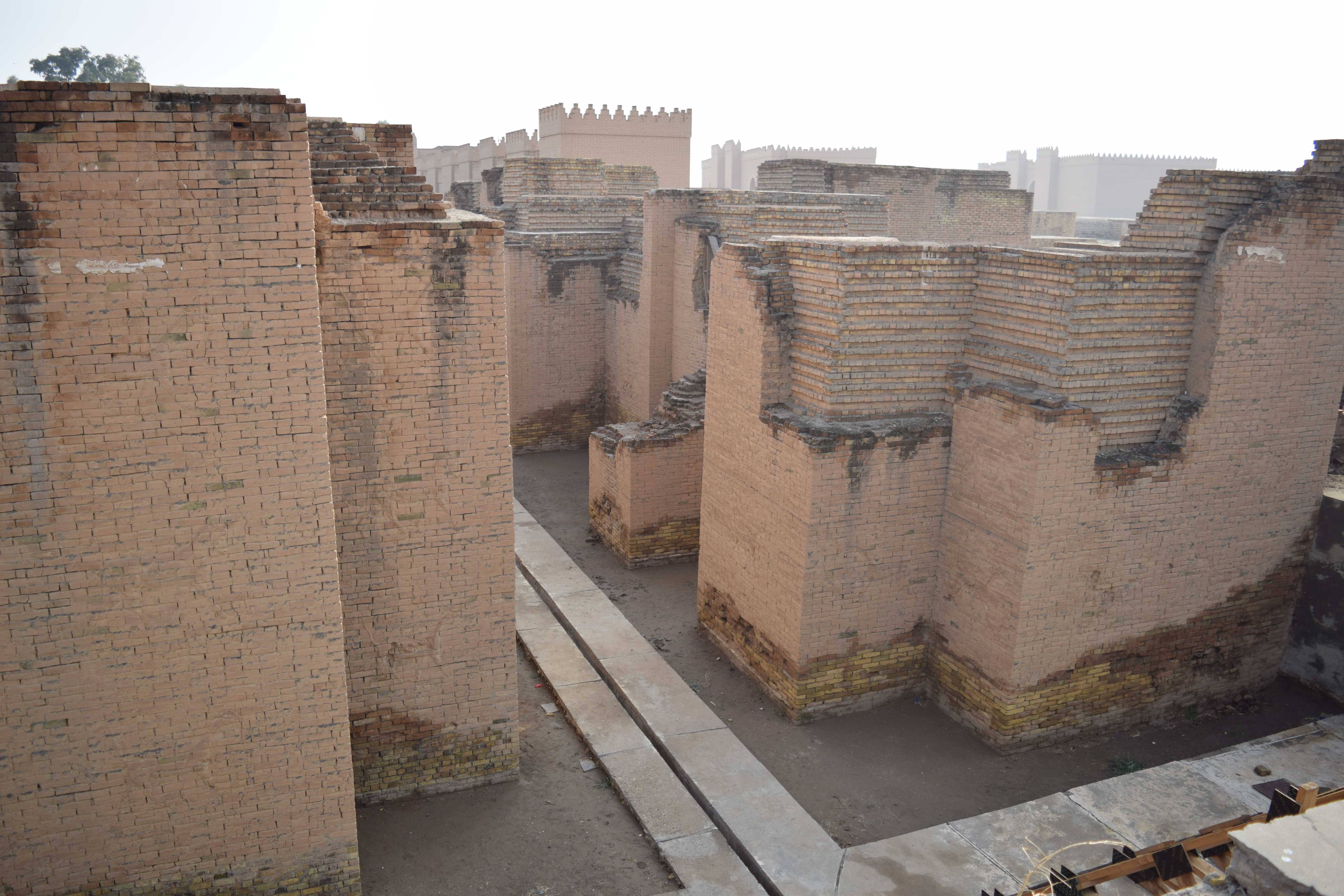
A cidade de Babilónia atualmente

O início do 1.º milénio a.C. foi marcado por períodos turbulentos, que se prolongaram nas guerras provocadas pelas tentativas de controlo da região da Babilónia pelos reis assírios. Estes foram finalmente derrotados pelos reis que fundaram o poderoso império dito neobabilónico (626–539 a.C.) e que empreenderam as obras que tornaram Babilónia a cidade mais prestigiada do seu tempo. Depois da queda deste império, sucederam-se várias dinastias estrangeiras; apesar da cidade não ser a capital, ela conservou uma importância considerável até aos últimos séculos antes de Cristo, durante as fases mais tardias da história babilónica, antes de ser abandonada nos primeiros séculos da nossa era.

### Origens da cidade e do seu nome
A menção mais antiga ao que pode ter sido o nome da cidade de Babilónia encontra-se numa tábua datada por critérios paleográficos de c. 2 500 a.C. (Período Dinástico Arcaico). Esse texto menciona uma cidade chamada BA7.BA7 ou BAR.KI.BAR cujo soberano (ENSÍ) comemora a construção do templo do deus AMAR.UTU, que em períodos ulteriores é a forma suméria do nome de Marduque, a divindade tutelar de Babilónia, o que aparentemente dá força à hipótese do texto se referir aquela cidade.

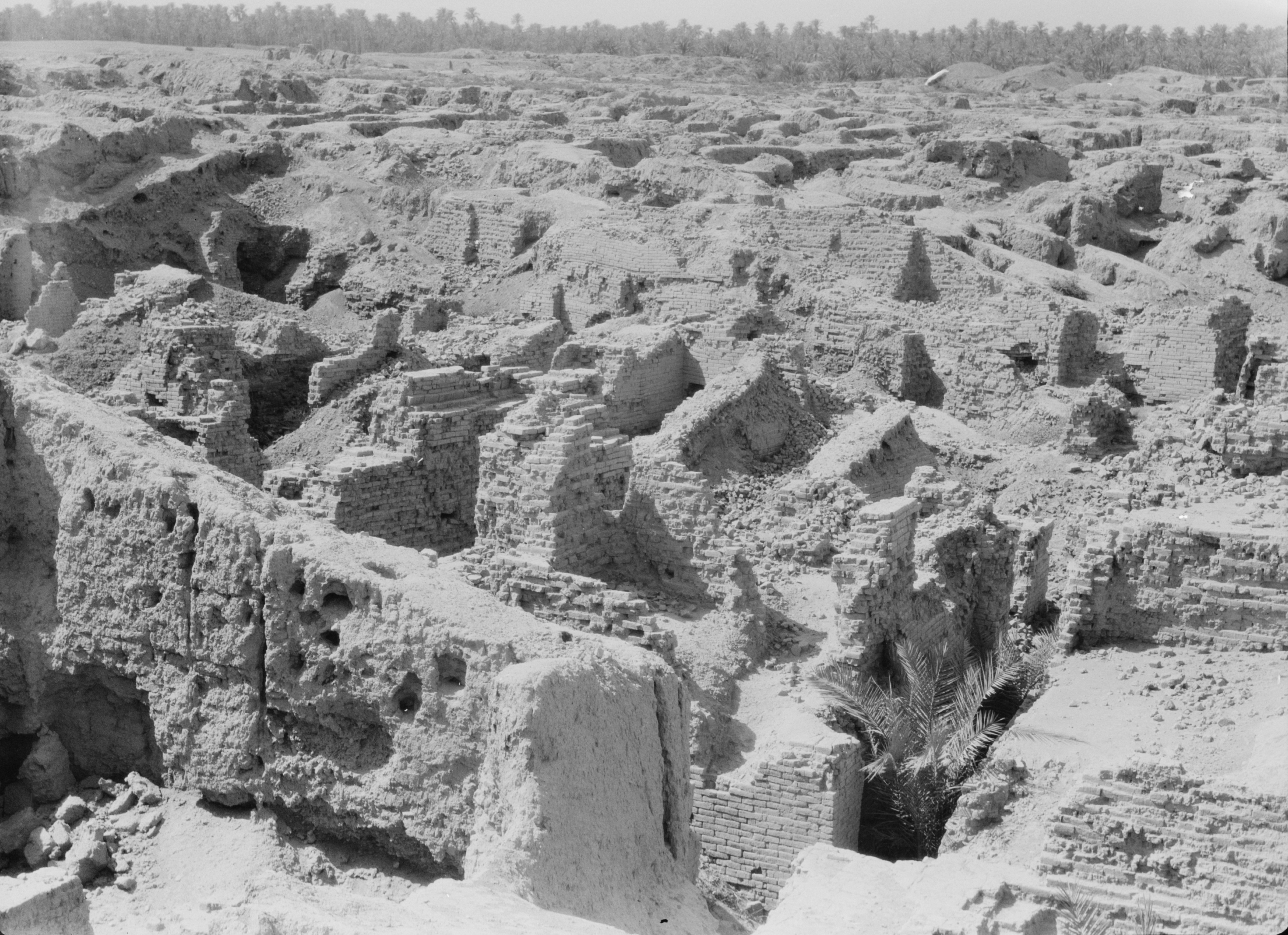
Fotografia de 1932 de ruínas de Babilónia

O nome "Babilónia" provém do grego, que por sua vez provém do acádio bāb-ili(m), que significa "porta (bābu(m)) do deus (ili(m))", que se encontra também nos textos sob a forma bāb-ilāni ("porta dos deuses"). Terá tido origem no termo babal ou babulu, que sem dúvida fazia parte da língua, atualmente desconhecida, de uma população anterior à presença suméria e semita na Mesopotâmia, pelo que se desconhece o seu significado. Uma outra hipótese é que se trate de um termo de origem suméria, que talvez signifique "pequeno bosque". Esse termo original teria sido interpretado, devido à proximidade fonética, pelos falantes de acádio que povoaram a cidade como significando "porta do deus", pois ele aparece com frequência nos textos  mais antigos em logogramas sumérios, sob a forma KÁ.DINGIR ou KÁ.DINGIR.RA, que tem o mesmo sentido (KÁ, "porta"; DINGIR "deus"; -RA como marca do dativo) e é uma tradução e não apenas uma simples transposição fonética como acontece com outras adaptações da palavra noutras línguas. O nome acádio da cidade, por sua vez, deu origem ao hebraico Babel e ao árabe Bābil, que designa a cidade nessas línguas.
A primeira menção segura do nome Babilónia encontra-se na forma suméria KÁ.DINGIR, num texto cuneiforme datado do reinado de Sarcalisarri (r. 2218–2193 a.C.), soberano do Império Acádio que mandou restaurar dois templos de Babilónia, que fazia parte do seu império. Depois disso, Babilónia aparece em vários textos do período da 3.ª dinastia de Ur, no século XXII a.C., quando a cidade era um centro administrativo secundário do Império de Ur, dirigida por um governador que ostentava o antigo título real ENSÍ. Trata-se principalmente de documentos fiscais, dos quais se deduz que se tratava de uma cidade pouco importante. Os estratos das ruínas do 3.º milénio a.C. não foram escavados, pelo que é difícil datar as origens da cidade, apesar de terem sido recuperados alguns objetos desse milénio durante prospecções.

### Dinastia amorita

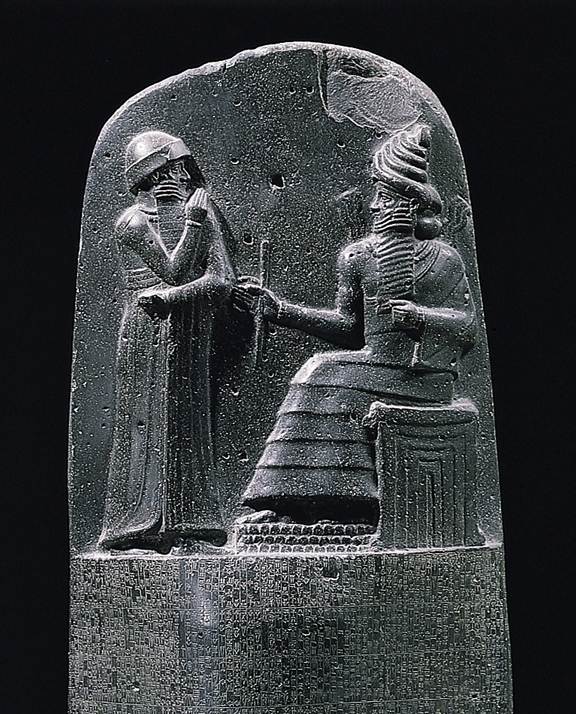
O rei da Babilónia Hamurábi em frente ao deus Samas, num detalhe da estela do Código de Hamurábi (século XVIII a.C.)

A ascensão de Babilónia dá-se com o surgimento de uma dinastia de origem amorita, que se inicia em 1 894 a.C. com um soberano de nome Samuabum (r. 1894–1881). Este período é designado como " paleobabilónico" ou "babilónico antigo". Samulael (r. 1880–1845) foi o verdadeiro ancestral da primeira dinastia da Babilónia, pois não era da família do seu predecessor e todos os seus sucessores foram seus descendentes. Estes aumentaram progressivamente o reino, que no início estava limitado à cidade e aos seus arredores. Durante o reinado de Sim-Mubalite (r. 1812–1793), Babilónia torna-se uma potência capaz de rivalizar com os outros grandes reinos amoritas vizinhos de Larsa, Esnuna, Isim e Uruque. O seu filho Hamurábi (r. 1793–1750) desempenhou com inteligência o seu papel no cenário internacional do seu tempo e foi sob o seu reinado que esta primeira dinastia babilónica se tornou uma potência regional dominante. Durante a primeira parte do seu reinado não obteve qualquer vitória, mas depois logrou submeter os reinos que em sua volta: Larsa, Esnuna e, mais tarde, Mari.
O reino babilónico tornou-se então a maior potência política da Mesopotâmia. O filho e sucessor de Hamurábi, Samsiluna (r. 1749–1712), manteve durante algum tempo essa supremacia, mas enfrentou várias revoltas que enfraqueceram o seu reino. Os monarcas seguintes viram o seu território desagregar-se devido a rebeliões e ataques de povos inimigos, principalmente os cassitas, mas também os hurritas, ao que se somou uma crise agrária. O último soberano da dinastia, Samsi-Ditana (r. 1625–1595), governou praticamente encurralado um território que incluía pouco mais do que a cidade e os seus arredores. Segundo a tradição babilónica ulterior, o golpe fatal a Samsi-Ditana foi infligido pelo rei hitita Mursilis I que comandou um raide à cidade em 1 595 a.C. A cidade foi saqueada, a dinastia amorita foi extinta e as estátuas de culto ao deus Marduque e da sua consorte Sarpanitu foram levadas pelos vencedores como símbolo da submissão dos vencidos.

Mapa do Império Paleobabilónico durante o reinado de Hamurábi

Sabe-se pouco deste período da primeira dinastia babilónica. O grande desenvolvimento da cidade e do reino nesse período deveu-se a vários fatores: em primeiro lugar, ao governo de uma dinastia poderosa, mas também à situação geográfica que os governantes souberam aproveitar, numa rica região agrícola irrigada, ao longo de um braço do rio Eufrates e perto do rio Tigre, a qual constitui um eixo de comunicação importante entre a Síria, a Alta Mesopotâmia, o planalto iraniano e o sul da Mesopotâmia, que dá para o golfo Pérsico. A cidade tornou-se uma cruzamento de rotas comerciais importantes.
Os estratos arqueológicos dessa época só foram estudados numa área residencial, pois em geral estão cobertos pelo lençol freático e irremediavelmente danificados. Os dados arqueológicos são escassos e os achados mais significativos são vários conjuntos de tábuas escolares, religiosas e económicas encontradas na zona do Merkes. A organização geral da cidade fazia-se já em redor da zona religiosa, situada na margem esquerda (leste) do Eufrates, que já existia, mas ainda se desconhece a extensão exata da cidade. Não se sabe se a muralha já passava por algumas portas que um milénio depois já se situavam no interior da cidade, como a porta de Lugalirra ou porta do mercado, ou se já rodeava uma área mais vasta, correspondente à cidade interior do tempo de Nabucodonosor II. Contudo, aparentemente a cidade neste período já se estendia sobre a margem direita (a oeste, futuro bairro de Cumar), onde a existência de vários templos é atestada por textos. As melhores fontes de informação sobre as construções da cidade são as inscrições de fundação e os nomes dos anos dos reis paleobabilónicos, comemorativos dos seus trabalhos de construção.

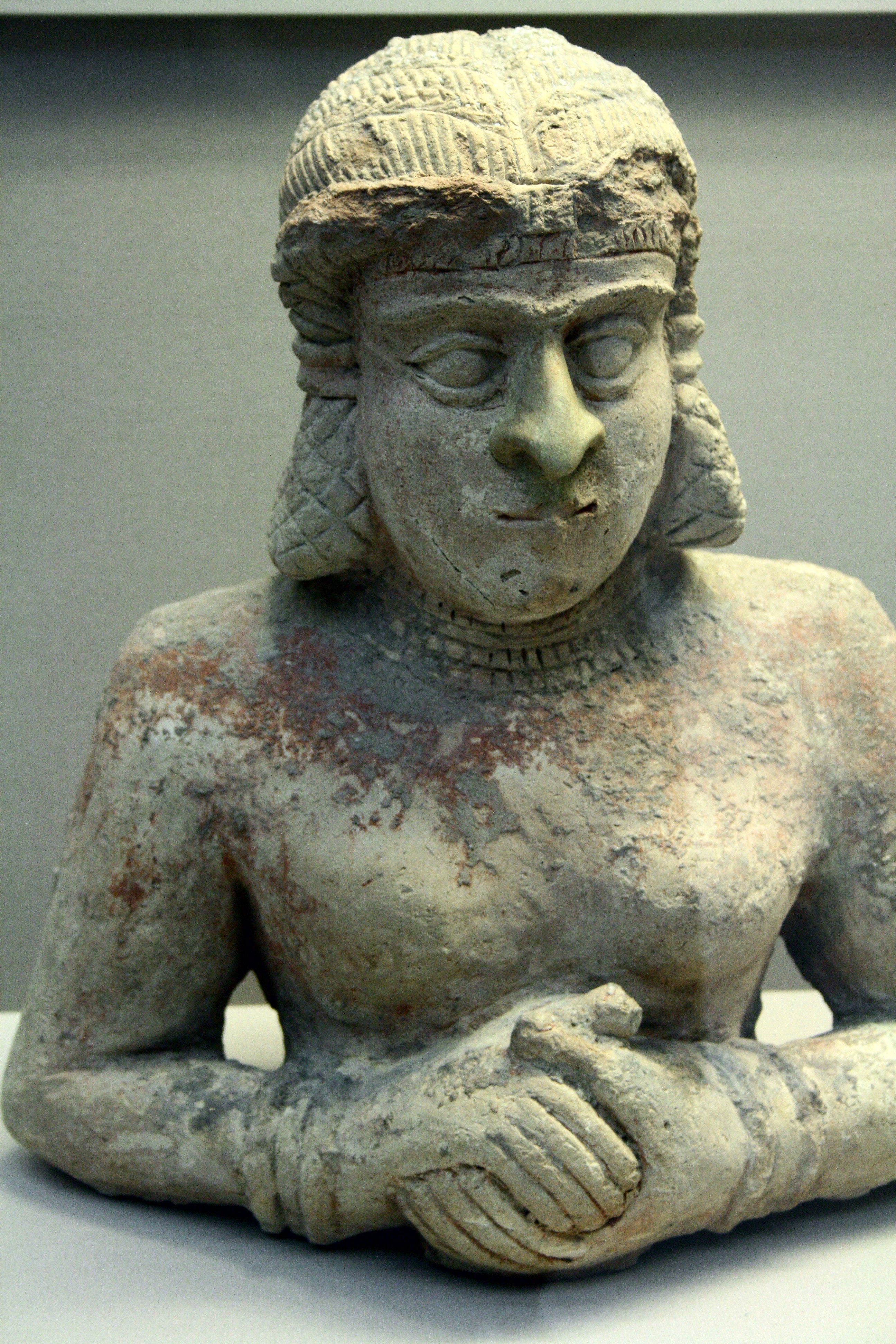
Estátua babilónica em terracota

O primeiro rei da dinastia, Samulael, construiu uma nova muralha e o palácio real que também foi ocupado pelos seus sucessores, até que Amiditana (r. 1683–1647 a.C.) aparentemente construiu outro (a menos que se trate de um restauro, pois os textos não distinguem claramente os dois palácios). A vida no palácio real de Babilónia só é conhecida por algumas tábuas do tempo de Hamurábi, provenientes de correspondência diplomática do rei de Mari, que mencionam sobretudo transações que interessavam a este rei. Além das obras na sua moradia, os reis paleobabilónicos empreenderam regularmente obras na sua capital, sobretudo nas muralhas, nas portas e nos numerosos templos, muitos deles localizáveis pois são mencionados em textos de obras de épocas posteriores. Além das construções, os reis faziam ofertas sumptuosas a algumas divindades da cidade. O Esagila, o templo do grande deus local Marduque, era objeto de atenções especiais. O seu zigurate não é mencionado, mas há dados arqueológicos que podem sustentar a hipótese dele datar deste período. Os textos do Merques indicam que o bairro situado naquele local se chamava "cidade nova oriental" e que era habitado por uma categoria de sacerdotisas chamadas nadītum, caraterísticas da época paleobabilónica.

### Dinastia cassita
Depois da tomada de Babilónia pelos hititas, a situação política na região babilónica é particularmente obscura. A região ficou sob o controlo de uma dinastia de origem cassita em condições mal conhecidas. Um texto do século VII a.C. encontrado em Nínive, na Assíria, apresenta-se como uma cópia de uma inscrição do rei cassita Agum II (início do século XVI a.C.), onde se lê que restituiu as estátuas de culto de Marduque e Sarpanitu a Babilónia e restaurou o Esagila. Nada se sabe quanto à autenticidade desse texto, tanto mais que esse rei Agum só é mencionado em textos posteriores ao seu reinado.

Mapa do Império Cassita no século XIII a.C.

Os conhecimentos atuais acerca do domínio cassita sobre a Babilónia só são seguros a partir do início do século XV a.C. (um século depois do ataque hitita e do suposto reinado de Agum II), com o reinado de Burnaburias I e principalmente dos seus sucessores Ulamburias e Agum III. Os reis desta dinastia, que se apresentam como monarcas de Cardunias (correspondente à região da Babilónia), mais frequentemente do que como "reis de Babilónia", raramente aparecem relacionados com a cidade, onde as suas obras são pouco ou nada mencionadas. O estatuto da cidade como centro político não é claro: durante o reinado de Curigalzu I ou Curigalzu II, no início do século XIV a.C., foi fundada uma nova capital em Dur-Curigalzu ("forte Curigalzu", do nome do seu fundador), situada a norte de Babilónia, num local onde os rios Eufrates e Tigre estão mais perto um do outro, à semelhança de outras futuras capitais de reinos estabelecidos na Mesopotâmia, como Selêucia do Tigre, Ctesifonte ou, mais tarde, Bagdade.
Não obstante, Babilónia continuou a ser uma cidade muito importante e prestigiada durante o período cassita, nomeadamente porque o seu papel como centro religioso se desenvolveu, como é atestado pelo facto de o Esagila receber doações de terras e de Marduque se afirmar gradualmente como figura divina soberana nos textos desse período. Significativamente, as fontes consideram a tomada de Babilónia pelos seus inimigos os revezes mais marcantes dos reis cassitas. Em 1 235 a.C., a cidade é saqueada pelo rei Tuculti-Ninurta I da Assíria. Segundo a crónica histórica babilónica “Crónica P”, esse rei derrubou as muralhas e levou a estátua de Marduque, tendo depois mandado redigir no seu país um longo texto celebrando a sua vitória. Os conflitos entre a Babilónia e a Assíria sucederam-se até à intervenção de uma terceira potência, a dos reis de Elão Sutruque-Nacunte (r. ca 1185–1155) e do seu filho Cutir-Nacunte III (r. ca 1155–1150), que se apoderaram de Babilónia em 1 158 a.C. e em 1 155 a.C. e roubaram os  tesouros da cidade, entre os quais a estátua do grande deus.
O aspeto da cidade de Babilónia durante o período cassita é ainda menos conhecido do que durante o período paleobabilónico, já não se conhecem inscrições de fundação comemorativas de obras na cidade e os estratos arqueológicos dessa época não foram escavados pelas mesmas razões que os da época precedente, à exceção de alguns níveis no setor do Merques, onde foram descobertos vários lotes de tábuas sobre negócios privados e um com textos religiosos pertencentes a uma adivinho. É possível que tenha sido neste período que a planta da cidade, com a sua muralha principal, se tenha consolidado, se é que isso não aconteceu ainda no período precedente.

### Segunda dinastia de Isim e período de declínio

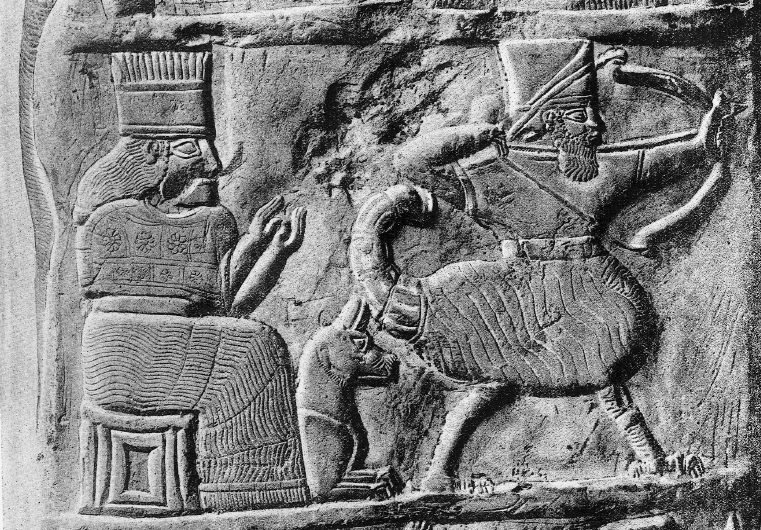
Cudurru de

Os elamitas foram finalmente expulsos de Babilónia por uma nova dinastia com origens em Isim, que logrou retomar a cidade. O seu maior rei, Nabucodonosor I (r. 1126–1105 a.C.), derrotou depois os elamitas no seu próprio país e trouxe de volta triunfalmente a estátua de Marduque, um acontecimento que é relatado num longo texto que figura numa ata de doação. Este ato é particularmente importante para a história religiosa de Babilónia, pois é neste período que se estabeleceu a primazia de Marduque sobre as outras divindades mesopotâmicas, com a redação da “Epopeia da Criação” (Enūma eliš), que narra como ele se tornou rei dos deuses. Nesta história, Babilónia aparece como uma cidade construída pelos deuses e situada no centro do mundo, no ponto de contacto entre o Céu e a Terra (materializado pelo zigurate, cujo nome significa "Casa-ligação do Céu e da Terra"). Geralmente considera-se que foi também nessa época que foi redigido o texto topográfico chamado TINTIR (o mesmo que Babilu), devido ao seu incipit, onde está descrita a localização de todos os locais de culto da cidade, que tinha então o estatuto de cidade santa. Acredita-se por isso que a cidade já tinha então a sua planta praticamente definitiva, mesmo sendo possível que o texto (e por conseguinte a organização interior final da cidade) seja mais tardio.
O retorno do reino babilónico ao primeiro plano político foi, no entanto, de curta duração. A partir de cerca de 1 050 a.C., a região sofreu incursões de vários povos nómadas, como os arameus. O fim do reinado de Nabusumulibur (r. 1032–1025) marca o início de um período de caos e de mudanças dinásticas frequentes, sobre o qual escasseiam fontes sobre a Babilónia. Aparentemente, as grandes cidades da região passaram por períodos de grande violência e a cidade de Babilónia não deve ter sido exceção.

### Babilónia e o domínio assírio

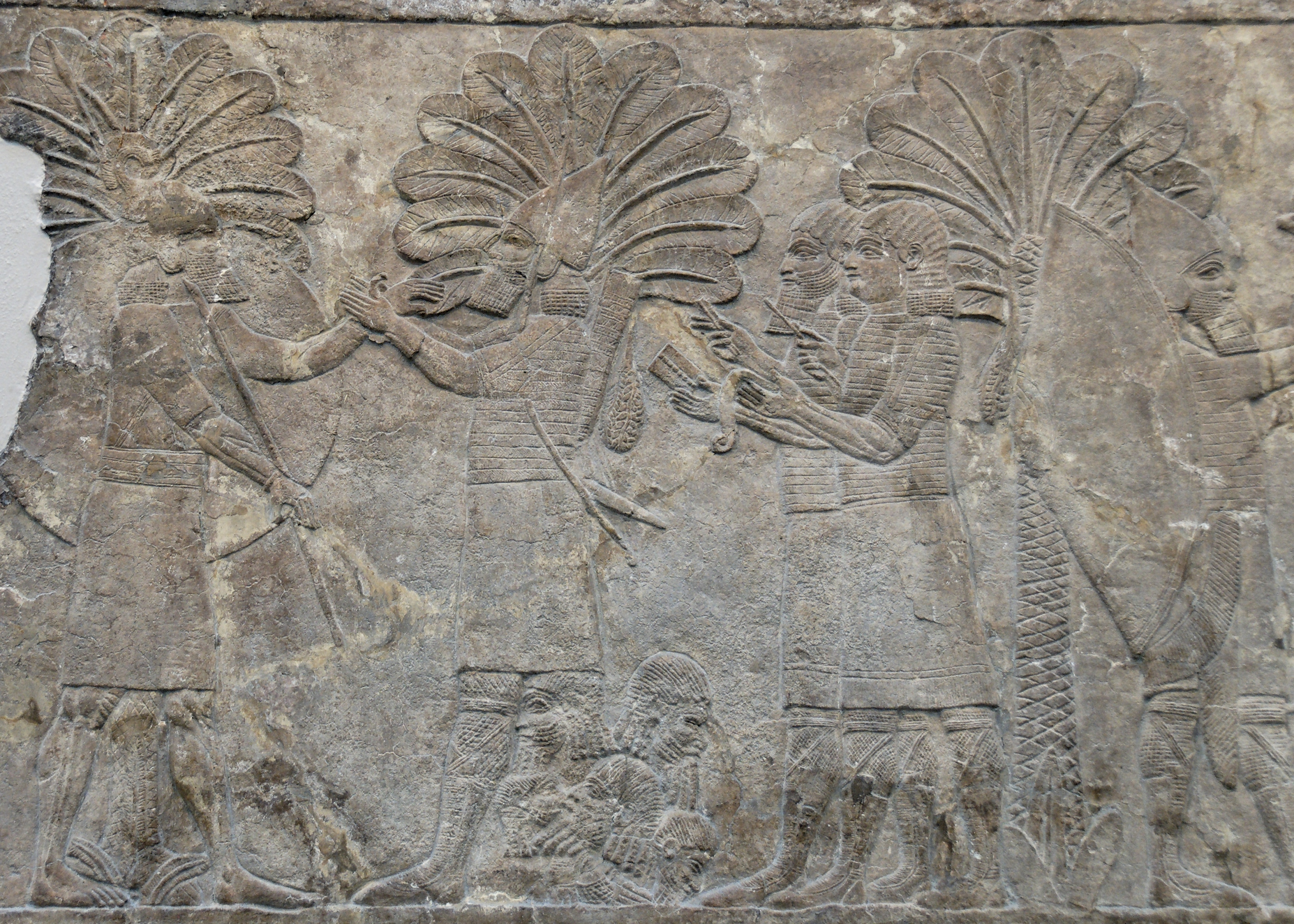
Baixo-relevo do palácio real de Nínive, representando soldados assírios contabilizando o butim no decurso de uma campanha na Babilónia

A situação começou a estabilizar a partir do século IX a.C., apesar de continuar muito agitada. Os reis de Babilónia lutaram para afirmar o seu domínio sobre a região, mas as dinastias eram muito instáveis. A estes problemas somou-se o reinício das guerras contra a Assíria, que se encontrava numa posição de força devido à sua maior estabilidade interna. A degradação da situação acelerou-se durante o reinado do rei assírio Tiglate-Pileser III (r. 745–727 a.C.), que após vários anos de combates conseguiu conquistar Babilónia em 728 a.C., onde se proclamou rei.
O domínio assírio, porém, não ficou assegurado, e Sargão II (r. 722–705 a.C.), que restaurou templos e as muralhas de Babilónia, teve que enfrentar um duro adversário na Babilónia, Merodaque-Baladã II, que por duas vezes reinou na cidade. Senaqueribe, o sucessor de Sargão II, tentando fazer face a várias revoltas em Babilónia, colocou um dos seus filhos no trono da cidade. Este ficou pouco tempo no poder — foi capturado durante outra revolta e foi entregue aos aliados dos revoltosos, os elamitas, que o executaram. A resposta de Senaqueribe foi terrível e o relato que se conhece deixa claro o ódio contra os babilónios. O rei assírio teria massacrado uma grande parte da população e destruiu grande parte da cidade mudando o curso das águas para a inundar. Depois destruiu as muralhas e o santuário de Marduque, de onde levou a estátua. Segundo o relato, a destruição teria sido ordenada pelo deus Marduque, zangado com os babilónios, e Senaqueribe foi apenas o braço da vingança divina. A verdadeira amplitude das destruições é controversa e tudo indica que a cidade não foi completamente destruída como o rei assírio queria fazer crer.
Assaradão (r. 681–669 a.C.), o filho e sucessor de Senaqueribe, escolheu a via da pacificação e iniciou a reconstrução da cidade, apesar disso ter sido supostamente proibido durante 70 anos por Marduque. Esta proibição foi contornada com um artifício: o número 70 em cuneiforme é escrito com dois símbolos; se for invertida a ordem desses símbolos, o número representado passa a ser 11. Como já tinham passado mais de 11 anos, a reconstrução podia ser realizada.
A sucessão de Assaradão em 668 a.C. deu origem a uma organização política especial: Assurbanípal reinava na Assíria, enquanto que o seu irmão Samassumauquim ocupava o trono da Babilónia, em posição de vassalo, mas ao mesmo tempo guardião da estátua sagrada de Marduque, que voltou à cidade para a sua entronização. Samas acabou por revoltar-se contra o irmão em 652 a.C., mas foi derrotado depois de uma guerra de quatro anos e do cerco da cidade durante vários meses em 648 a.C. Foi morto durante o cerco, queimado no incêndio do seu palácio, um acontecimento que deu origem ao mito grego de Sardanápalo. Após uma primeira fase de repressão, Assurbanípal revelou-se menos brutal do que o seu avô e mandou restaurar a cidade, à frente da qual colocou um governante fantoche, Candalanu. Os reis assírios marcaram profundamente a história de Babilónia e a sua paisagem urbana.

### Império Neobabilónico e apogeu de Babilónia

Mapa aproximado do Império Neobabilónico

A sucessão de revoltas na Babilónia enfraqueceu a Assíria, ao mesmo tempo que na cidade o espírito de resistência ficou cada vez mais forte e os resistentes ficaram cada vez mais ativos e mais unidos. Após a morte de Assurbanípal em 627 a.C., os seus sucessores envolveram-se em querelas que acabaram por ser fatais para o reino assírio. Nabopolassar, governador em nome dos assírios do "País do Mar", provavelmente de origem caldeia, aproveitou os tumultos na Assíria para tomar o poder em Babilónia em 625 a.C. e após isso entrou gradualmente em conflito com o seu vizinho do norte. Após alguns anos de conflitos, ele conseguiu finalmente derrubar o Império Assírio com a ajuda do rei dos Medos, Ciaxares, entre 614 e 610 a.C.
O filho de Nabopolassar, Nabucodonosor II (r. 605–562 a.C.) sucedeu ao pai. Foi com ele que Babilónia conheceu o seu apogeu, com o chamado Império Neobabilónico, que chegou a cobrir grande parte do Oriente Próximo, desde o Egito até aos montes Tauro, na Anatólia, e aos limites da Pérsia. Os reinados de Nabopolassar e de Nabucodonosor II foram um período de profundas transformações na cidade, iniciadas pelo primeiro e prosseguidas pelo segundo, que são conhecidas por numerosas inscrições de fundação. Foram essas obras que contribuíram para a imagem lendária da cidade, reproduzida por autores estrangeiros como Heródoto, Ctésias ou os redatores da Bíblia hebraica, de uma cidade rodeada de muralhas impressionantes, dominada por monumentos notáveis, que nessa época foram aumentados ou restaurados: os palácios reais, templos, o zigurate, as ruas principais, entre elas a Via Processional que saía da Porta de Istar, etc. A vida económica e social da cidade transparece igualmente nos textos económicos, administrativos e escolares desse período.
Os sucessores de Nabucodonosor lograram manter de alguma forma o seu império, mas não tiveram a tenacidade dos fundadores da dinastia. O último rei da Babilónia, Nabonido (r. 556–539 a.C.) é um personagem enigmático, que começou por desdenhar uma parte da elite do seu reino, nomeadamente o clero de Marduque, pois aparentemente desinteressou-se deste deus em favor do deus lunar Sim. Nabonido deixou a cidade de Babilónia e instalou o seu governo na cidade-oásis de Teimam e a sua ausência de Babilónia na prática impedia que os sacerdotes de Marduque de realizarem as celebrações do Ano Novo, que requeriam a presença do rei.

### Domínio estrangeiro

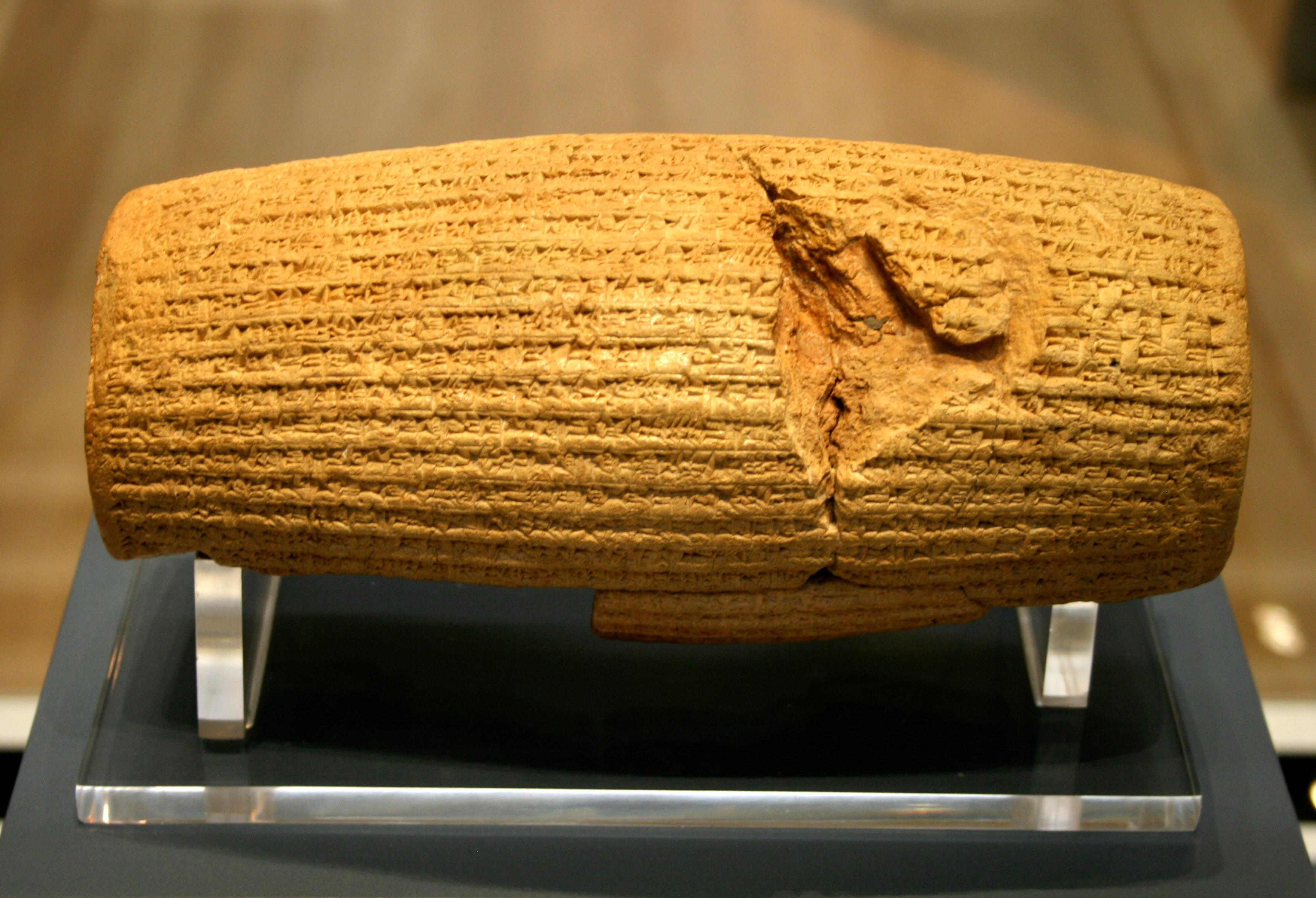
O Cilindro de Ciro, Museu Britânico

Quando o rei persa aqueménida Ciro II atacou  Babilónia em 539 a.C., com uma ofensiva de surpresa contra a Porta de Enlil, no noroeste da cidade, os combates foram breves e cidade caiu nas suas mãos juntamente com todo o império. A cidade perdeu a sua independência, mas o novo soberano proclamou o seu desejo de preservar a cidade e ganhou os favores do clero local proclamando um decreto que lhes era muito favorável, que se encontra escrito num cilindro de barro conhecido como Cilindro de Ciro, o qual foi descoberto nas ruínas de Babilónia. A queda do reino babilónico e o fim da independência política não significaram o declínio da metrópole mesopotâmica, que se revoltou em várias ocasiões: contra Dario I em 521 a.C. e mais tarde contra o seu filho Xerxes I (r. 518–465 a.C.), a quem autores gregos posteriores atribuíram a decisão de destruir o santuário de Marduque como represália, algo cuja amplitude real é controversa.
Babilónia continuou a ser uma cidade importante no Império Aqueménida, apesar de não ser a capital, e a região babilónica era um território crucial, onde a nobreza persa dispunha de vastos domínios. Em 331 a.C., Babilónia abriu as suas portas ao rei macedónio Alexandre, o Grande depois da sua vitória em Gaugamela e os invasores são manifestamente bem acolhidos pela população. Alexandre patrocinou a restauração de canais e do Esagila; depois da sua expedição à Índia, instalou-se na cidade durante alguns meses, antes de morrer em junho de 323 a.C.

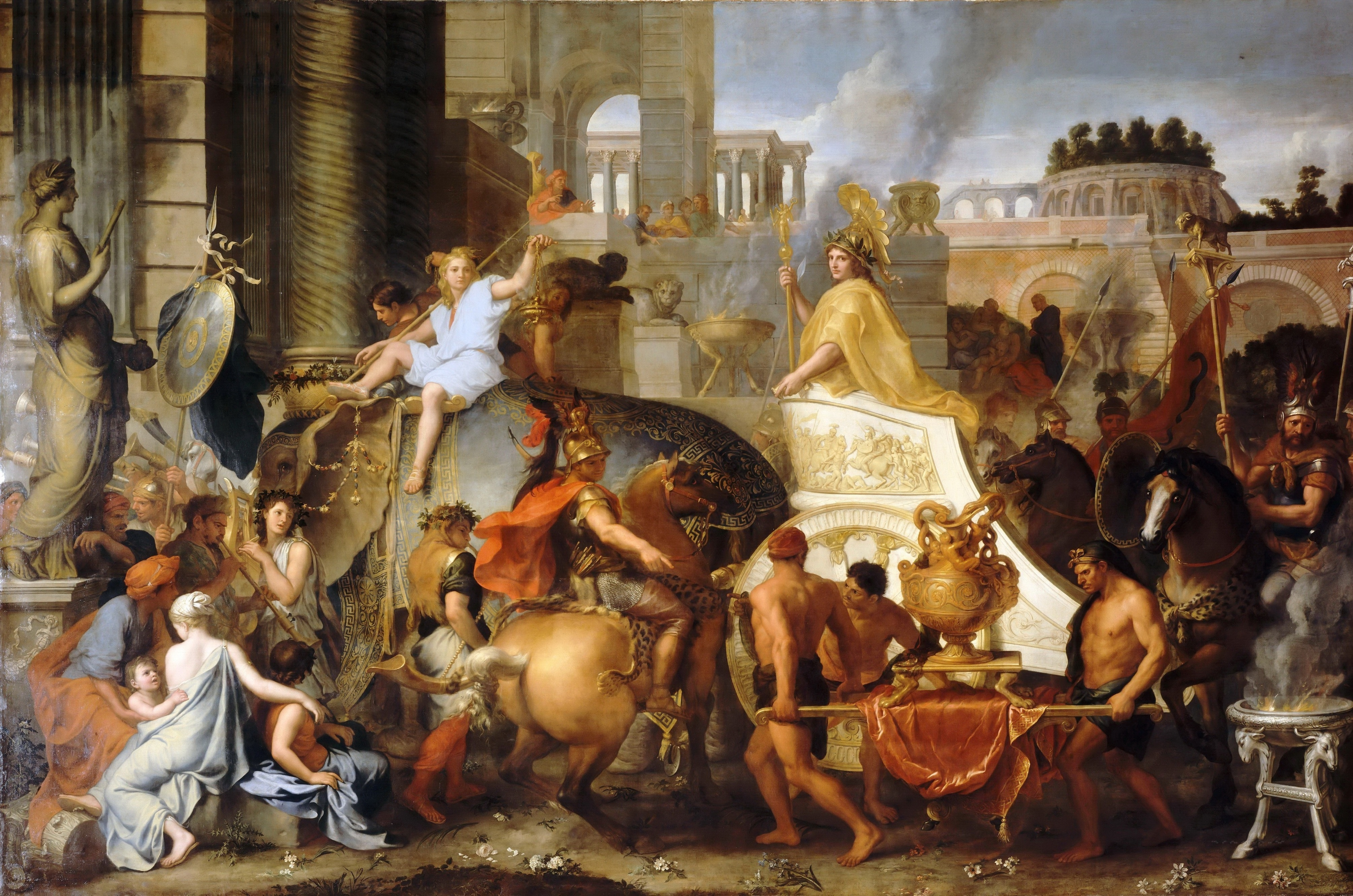
Entrada de Alexandre em Babilónia, pintura de Charles Le Brun de 1665

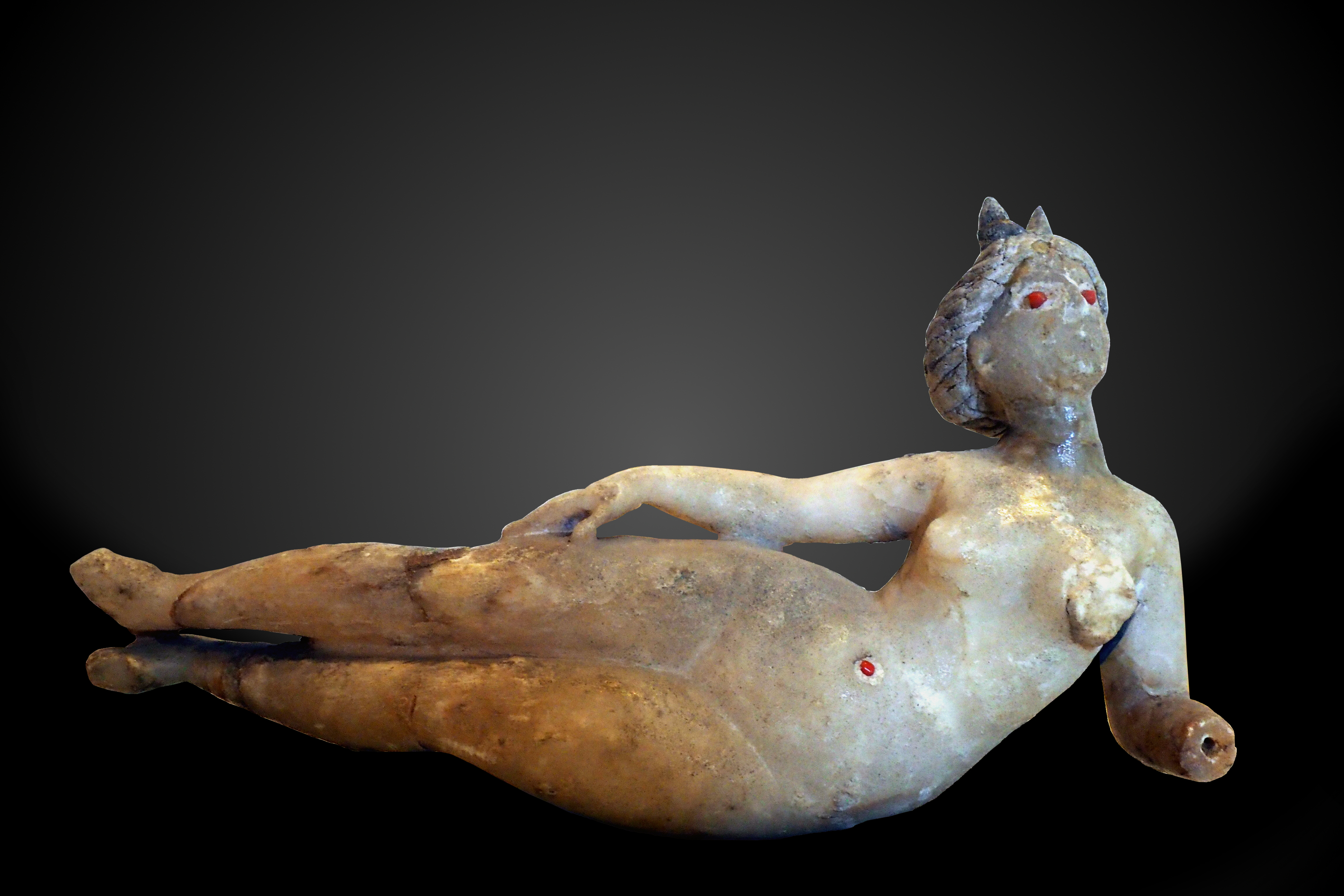
Estatueta em alabastro, terracota e vidro duma figura feminina, possivelmente duma grande deusa babilónica

Foi na Babilónia que se esboçou a primeira partição do império de Alexandre entre os seus generais, os diádocos, que rapidamente se fragmentou em lutas que afetaram duramente a Babilónia e a sua maior cidade. Esta encontrava-se enxague quando Seleuco I conseguiu consolidar o seu domínio na região em 311 a.C. O novo soberano não manteve Babilónia como capital, pois construiu uma nova cerca de 60 km a nordeste, Selêucia do Tigre. Apesar de tudo, Babilónia continuou a ser importante, como testemunha, por exemplo, o facto de o filho de Seleuco, Antíoco I, lá ter residido vários anos antes de tomar o poder sozinho. Os novos governantes continuaram a reconhecer o prestígio da cidade. Os dois primeiros imperadores selêucidas mandaram reconstruir vários edifícios religiosos em Babilónia. Mais tarde o centro de gravidade do império mudou-se para ocidente e Antioquia tornou-se a capital principal dos sucessores selêucidas, que foram perdendo gradualmente a região babilónica devido ao avanço dos partas. Estes acabaram por dominar definitivamente a região durante o reinado de Mitrídates II (r. 123–88 a.C.). Estes conflitos afetaram fortemente Babilónia e a região, principalmente devido às extorsões e atos violentos do general parta Himério.
Babilónia continuou a ser uma cidade importante sob o domínio dos impérios estrangeiros da segunda metade do 1.º milénio a.C. Sob a administração aqueménida, o governador da Babilónia — que nos textos em cuneiforme é chamado pahāt e não pelo nome persa "sátrapa" — dirigia uma vasta província que cobria todos os territórios do antigo império babilónico, que ia até ao mar Mediterrâneo. Mais tarde, a província foi reduzida para conter apenas a Mesopotâmia.
No Império Selêucida, Babilónia foi suplantada por Selêucia como principal centro administrativo e tornou-se uma capital provincial secundária. O imperador era ali representado por um personagem que os textos locais designam šaknu ("oficial" ou "funcionário", um título que era usado por dignitários dos antigos reinos babilónicos) e que dirigia o pessoal do palácio real. A partir de 170 a.C., durante o reinado de Antíoco IV, Babilónia tornou-se uma cidade grega, com uma comunidade de cidadãos (em grego: politai, que nos textos babilónicos aparecem com a designação de puliṭē ou puliṭānu), dirigida por um epístata (em grego: ἐπιστάτης; romaniz.: epistátes, que aparentemente aparece nas fontes cuneiformes como pahāt). Os cidadãos reuniam-se no teatro, que entretanto foi construído na cidade.
A comunidade babilónica indígena, que continuou dominante em número, formava a terceira entidade política desta sociedade complexa. Ela era representada junto das autoridades gregas pelo pessoal encarregado do Esagila, que por isso passou a ter um peso dominante na vida da cidade, pois era a única autoridade tradicional de origem local ainda existente. Esse pessoal era dirigido por uma assembleia (kiništu) cuja autoridade superior era o administrador do santuário (šatammu). Aparentemente, durante o período parta funcionaram autoridades semelhantes — os partas não modificaram a estrutura e política e social da cidade.
Para estes diferentes períodos, chegaram aos nossos dias arquivos de textos em cuneiforme de famílias privadas e de santuários em número considerável em comparação às outras cidades da região, de onde foram desaparecendo progressivamente. Esses textos falam das atividades de culto e económicas da cidade.

### Fim da Babilónia antiga

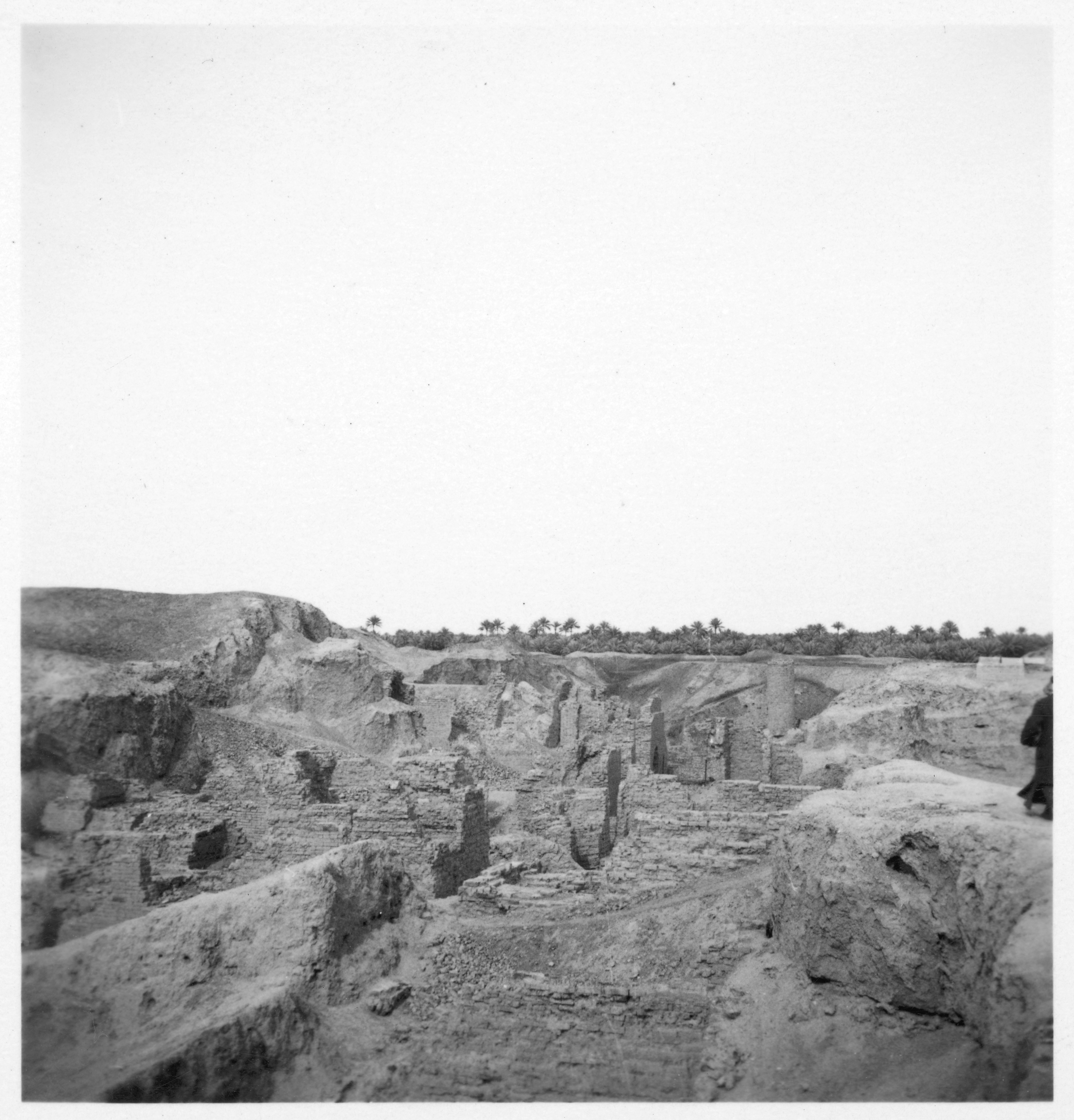
Fotografia de ruínas de Babilónia

Durante o período parta assistiu-se ao declínio de Babilónia, que se despovoou progressivamente. Os grandes centros do poder deslocaram-se definitivamente para norte, para as margens do rio Tigre (Selêucia, Ctesifonte e, bastante mais tarde, Bagdade). Contudo, os seus monumentos principais ainda mantiveram atividade. Plínio, o Velho escreveu no início do século I d.C. que o templo continuava ativo, não obstante a cidade estar em ruínas, e uma inscrição grega do século seguinte indica que o teatro foi restaurado. Quando as primeiras comunidades cristãs se instalaram na região, a cidade continuava a ser um centro de comércio ativo, onde se encontravam comunidades de várias partes do mundo além das comunidades babilónica e grega (que já se encontravam interligadas desde há muito tempo), nomeadamente mercadores de Palmira.
No entanto, textos greco-romanos, como os de Dião Cássio, que relata a visita à região do imperador romano Trajano durante a sua campanha de 115 d.C., descrevem a cidade como um campo de ruínas, o que ilustra a extensão do declínio, que impressionou vários autores que conheciam os relatos sobre o esplendor do passado. O templo principal ainda funcionava no início do século III e desconhece-se quando foi abandonado, nos séculos seguintes, durante o domínio do Império Sassânida, o qual é geralmente considerado como o período do desaparecimento definitivo da antiga cultura mesopotâmica na região babilónica.
Durante o período islâmico, o local da cidade ainda era conhecido, mas Bābil já mais não era do que uma pequena aldeia, segundo o geógrafo Ibne Hauqal (século X). Os autores dos séculos seguintes apenas falam das ruínas, de como estas eram despojadas dos seus tijolos em melhor estado para serem usados na construção de casas nas redondezas e no significado das ruínas e das crenças a elas associadas pelos locais. A antiga cidade passou ser mais uma lenda do que qualquer outra coisa.

## Babilónia no seu apogeu
Os estratos antigos de Babilónia não foram escavados, à exceção de algumas residências paleobabilónicas e os textos não revelam informações suficientes para saber qual seria o aspeto da cidade nos períodos mais antigos. A maior parte dos dados disponíveis sobre Babilónia, quer resultantes de escavações, quer dos diferentes textos locais e exteriores, são referentes ao período neobabilónico (624–539 a.C.) e ao período aqueménida (539–331 a.C.).

### Uma "megacidade" da Antiguidade

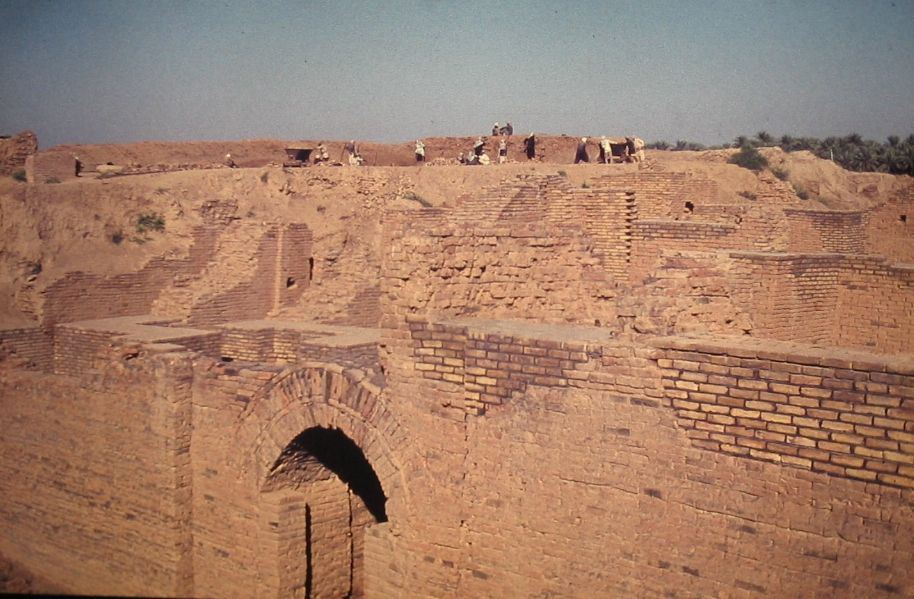
Fotografia de ruínas da cidade (1975)

No seu apogeu, estima-se que a cidade de Babilónia ocupava entre 950 e 975 hectares, o que torna Babilónia o maior conjunto de ruínas da Antiguidade mesopotâmica e mesmo do do Próximo Oriente, que atualmente cobre vários teis. As estimativas do número de habitantes são praticamente impossíveis. Há autores que avançaram com 100 000 habitantes apenas na cidade interior, mas as estimativas não têm bases sólidas. Para dar uma ideia da ordem de grandeza, a população de Nínive no seu apogeu, a segunda maior cidade da Mesopotâmia antiga, foi estimada em aproximadamente 75 000 habitantes, baseada em dados mais seguros. Qualquer que fosse o número de habitantes, tratava-se manifestamente de uma cidade muito povoada entre o período neobabilónico e o período aqueménida, que pode considerar-se a primeira "megacidade" da história, fervilhante de atividade, que inspirou a imaginação de testemunhas exteriores.
O espaço urbano de Babilónia é conhecido de forma muito desigual, pois só foram realizadas escavações numa pequena parte do sítio. Praticamente só as áreas centrais foram escavadas, focando-se as escavações sobretudo nos complexos monumentais. Não obstante, são conhecidos vários aspetos do seu urbanismo, quer por via dos estudos arqueológicos (nas ruínas do espaço urbano, mas também em sepulturas na cidade e nas suas proximidades), quer pelas fontes textuais e epigráficas, nomeadamente os principais monumentos oficiais (palácios e templos), os cursos de água, algumas áreas residenciais, as muralhas e portas. Em grande parte, o conhecimento que se tem da organização urbana da cidade resulta da comparação dos dados arqueológicos com as fontes textuais em cuneiforme, principalmente as tábuas topográficas, sobretudo o texto conhecido como TINTIR, que descreve os diferentes nomes da cidade, a localização dos seus grandes templos, os locais de culto mais modestos e em geral todos os locais relacionados com religião, como por exemplo as portas e muralhas batizadas com nomes de deuses. Esses textos possibilitam uma visão de conjunto da cidade relativamente precisa, que é complementada pelos textos dos autores gregos melhor informados, como Heródoto e Ctésias. Além dos textos topográficos, há diversos textos em cuneiforme que fornecem informações relevantes, como as inscrições reais  comemorativas de obras importantes, ou documentos de natureza administrativa ou comercial, que permitem conhecer aspetos da sociedade, economia e organização política da cidade; ou textos religiosos que descrevem as práticas de culto e ilustram o estatuto sagrado da cidade.

#### Organização geral do sítio arqueológico

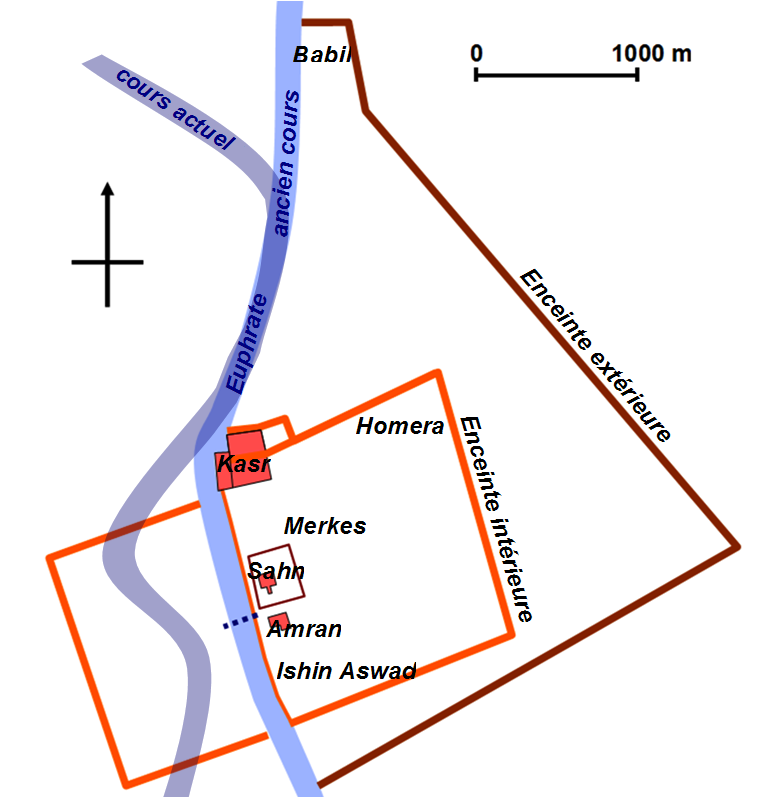
Mapa simplificado do sítio arqueológico de Babilónia, com a localização das principais zonas de escavação

O espaço urbano de Babilónia pode ser dividido em três áreas principais. As duas primeiras foram as que foram ocupadas nas épocas mais antigas e que foram as mais densamente povoadas nos períodos neobabilónico e persa. A terceira área só foi integrada na cidade num período mais recente, no reinado de Nabucodonosor II, ou seja no último quartel do século XII a.C. O centro da cidade situava-se na margem esquerda (leste) do antigo curso do rio Eufrates. O espaço situado nessa margem entre o rio e o limite oriental da muralha interior cobre entre 450 e 500 hectares e é onde se encontram os principais monumentos da cidade, como o setor palacial, situado no tel do Kasr (ou Qasr), e o complexo do Esagila, o templo de Marduque, no Tel Anrã ibne Ali, com o Etemenanki, o seu zigurate, adjacente a norte. Deste apenas resta o traçado no solo numa depressão chamada Sahn. A leste do complexo religioso encontra-se o sítio do Merkes ("centro da cidade" em árabe), onde foi desenterrado um bairro residencial.
Segundo o texto Tintir, esta parte da cidade estava dividida em bairros, a maior parte deles com nomes sumérios: KÁ.DINGIR.RA ("Porta do Deus", ou seja, "Babilónia"), junto ao palácio; ERIDU (nome de uma antiga cidade sagrada da Mesopotâmia, cidade do deus Enqui, pai de Marduque), em volta do complexo do Esagila; ŠU.AN.NA ("Mão do Céu"), ao sul do anterior, em redor do tel Ishin Aswad; TE.EKI, no canto sudeste; KULLAB (nome de uma antiga aldeia que foi integrada na cidade de Uruque), no centro; e a "Cidade Nova" em acádio: ālu eššu, no canto nordeste, em volta do tel Homera. Os três primeiros bairros formavam o núcleo central da cidade e a parte mais antiga da cidade; os seus nomes por vezes serviam para designar toda a cidade.
O segundo conjunto urbano da cidade situava-se na margem direita (ocidental) do antigo curso do Eufrates e cobria cerca de 130 hectares. Não foi escavado porque está parcialmente submerso pelo curso atual do rio e também porque não tinha os monumentos mais relevantes. É impossível determinar se foi ocupado paralelamente à margem esquerda ou se se trata de uma extensão mais tardia da cidade que se expandiu para a outra margem para ocupar mais espaço. Esta parte da cidade era rodeada de uma muralha, que juntamente com a muralha da margem contrária, demarcava a chamada cidade interior (que aparece a vermelho no mapa), a qual formava uma retângulo que era cortado pelo rio na direção norte-sul. O texto Tintir indica que ali havia quatro bairros: Bab-Lugalirra ("Porta de Lugalirra"); KUMAR ou KU'ARA e TUBA, nomes de duas antigas cidades sumérias; e outro cujo nome não foi decifrado.
O terceira área da cidade era um vasto triângulo protegido por uma muralha construída na época neobabilónica em volta da primeira zona, na margem esquerda do rio. Estende-se até 2,5 km para norte, até ao tel Babil, onde se situa o único monumento conhecido nessa parte da cidade, o "palácio de verão". Este terceira área é pouco melhor conhecida do que a segunda, mas pode afirmar-se que não foi completamente urbanizada e que poderia ter espaços agrícolas. Não é mencionada no Tintir, o qual foi redigido antes de ter sido incluída no espaço muralhado. Fora das muralhas havia várias aldeias, que podem considerar-se arrabaldes de Babilónia, povoados por comunidades agrícolas que exploravam os os campos em volta da cidade, os quais são mencionados nos textos económicos.

#### Muralhas e portas

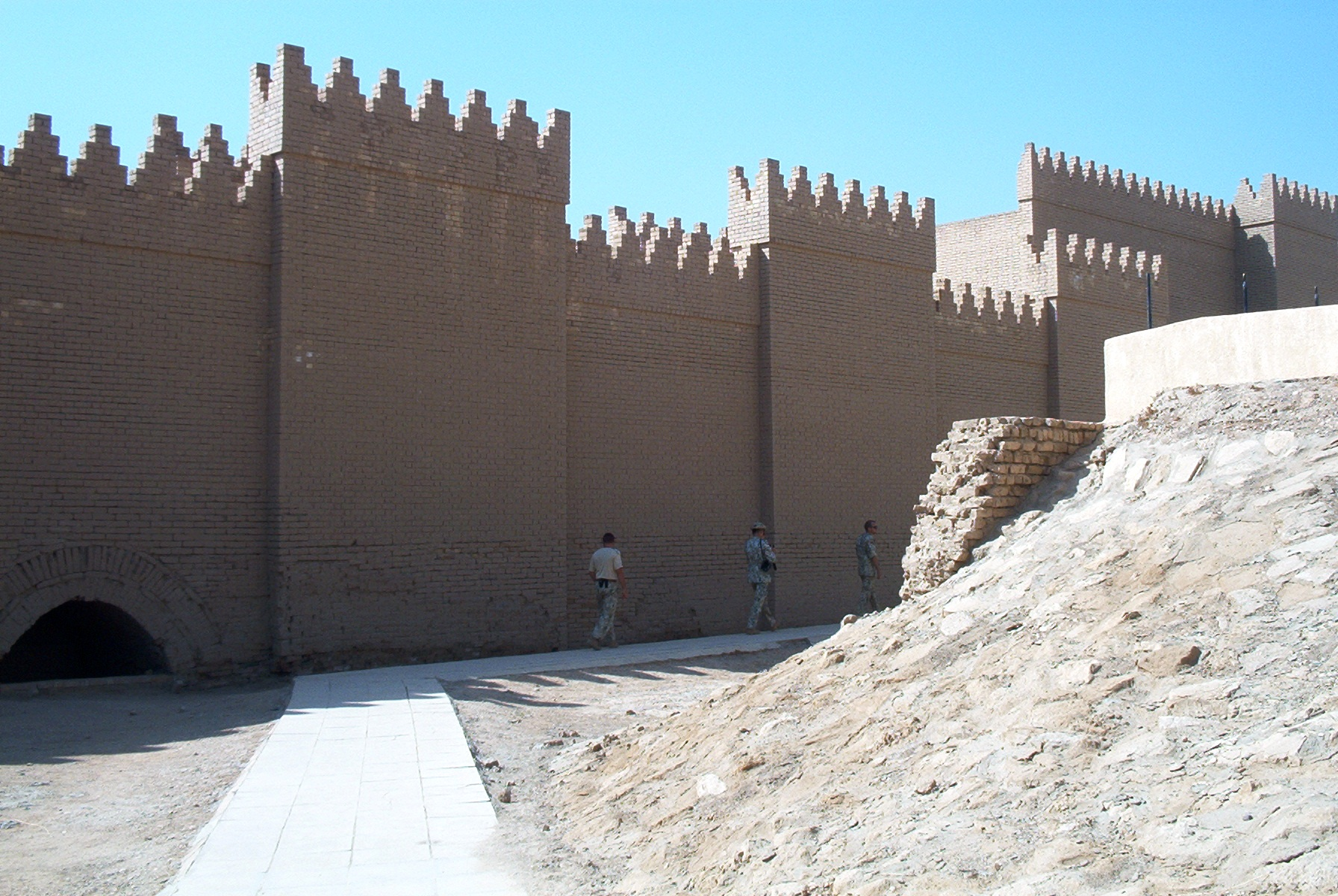
As muralhas de Babilónia depois de uma reconstrução recente

O sistema defensivo de Babilónia era constituído por várias muralhas que cercavam as suas diferentes partes. Um primeiro conjunto de muralhas mais fortes cercava a cidade interior em ambas as margens do Eufrates. Na margem esquerda havia uma segunda linha de muralhas, de forma aproximadamente triangular, que circundava a cidade exterior. Os textos do tempo de Nabucodonosor II indicam que nos arredores havia também várias construções defensivas, que se destinavam a retardar o avanço de eventuais inimigos e que se estendiam até Quis, a leste-sudeste, e até Sipar, a norte, defendendo toda a região babilónica.
A muralha exterior rodeava a cidade na margem oriental (esquerda) do Eufrates. No outro lado do rio não havia muralha exterior e a parte da cidade muralhada desse lado cidade (erigida no tempo de Nabucodonosor II) constituía o primeiro nível defensivo cidade interior oriental. Os contornos da muralha exterior formavam uma espécie de trapézio que na prática é quase um triângulo com perímetro entre 12 e 15 km, dos quais foram escavados pouco mais de 800 metros. As muralhas eram constituídas por três paredes sucessivas, das quais a do meio era a mais sólida, separadas por fossos. Na parte exterior havia outro fosso com cerca de 50 metros de largura e cheio de água. Havia dezenas de torres defensivas repartidas a intervalos regulares de 30 a 50 metros. Um texto refere a existência de um total de 120 torres e 5 portas. O estudo arqueológico das muralhas exteriores suscitou várias interrogações, nomeadamente a inexistência de qualquer extensão ao longo da margem ocidental do Eufrates, o que teria oferecido um ponto de acesso aos atacantes, o que constitui um erro de concessão surpreendente a não ser que no lado ocidental do rio também tivessem existido muralhas exteriores que entretanto desapareceram por completo.
A muralha interior, delimitava um espaço retangular, com aproximadamente 2 por 3 km. Era constituída por dois muros paralelos; o interior é denominado Imgur-Enlil ("Enlil mostrou o seu favor") e o exterior é denominado Nimit-Enlil ("muralha de Enlil") em alguns textos. Foram reconstruídos por Assaradão (r. 681–669 a.C.) e pelo filho deste Assurbanípal e posteriormente pelos reis neobabilónicos Nabopolasar (r. 626–605 a.C.) e Nabucodonosor II (r. 605–562) O muro interno tinha 6,5 metros de espessura e estava separado do muro externo por um espaço com 7,2 m, o qual tinha 3.7 m de espessura. A cerca de 20 metros havia um fosso cheio de água do Eufrates, com mais de 50 m de largura. O conjunto da muralha dupla e fosso constituía um sistema defensivo com mais de 100 m de largura, complementado por torres defensivas a intervalos regulares. Dois fortins defendiam o ponto mais sensível do sistema, o setor dos palácios, nomeadamente o "palácio Norte", situado junto às muralhas no lado norte da cidade interior ocidental, entre o Eufrates e a Porta de Istar. Todo este conjunto constituía um sistema defensivo manifestamente impressionante que inspirou a imaginação de autores estrangeiros. Alguns deles atribuíam às muralhas de Babilónia dimensões ainda mais formidáveis do que as reais, como Heródoto e Diodoro Sículo. Para Estrabão, as muralhas eram uma maravilha do mundo, ao mesmo nível dos Jardins Suspensos.

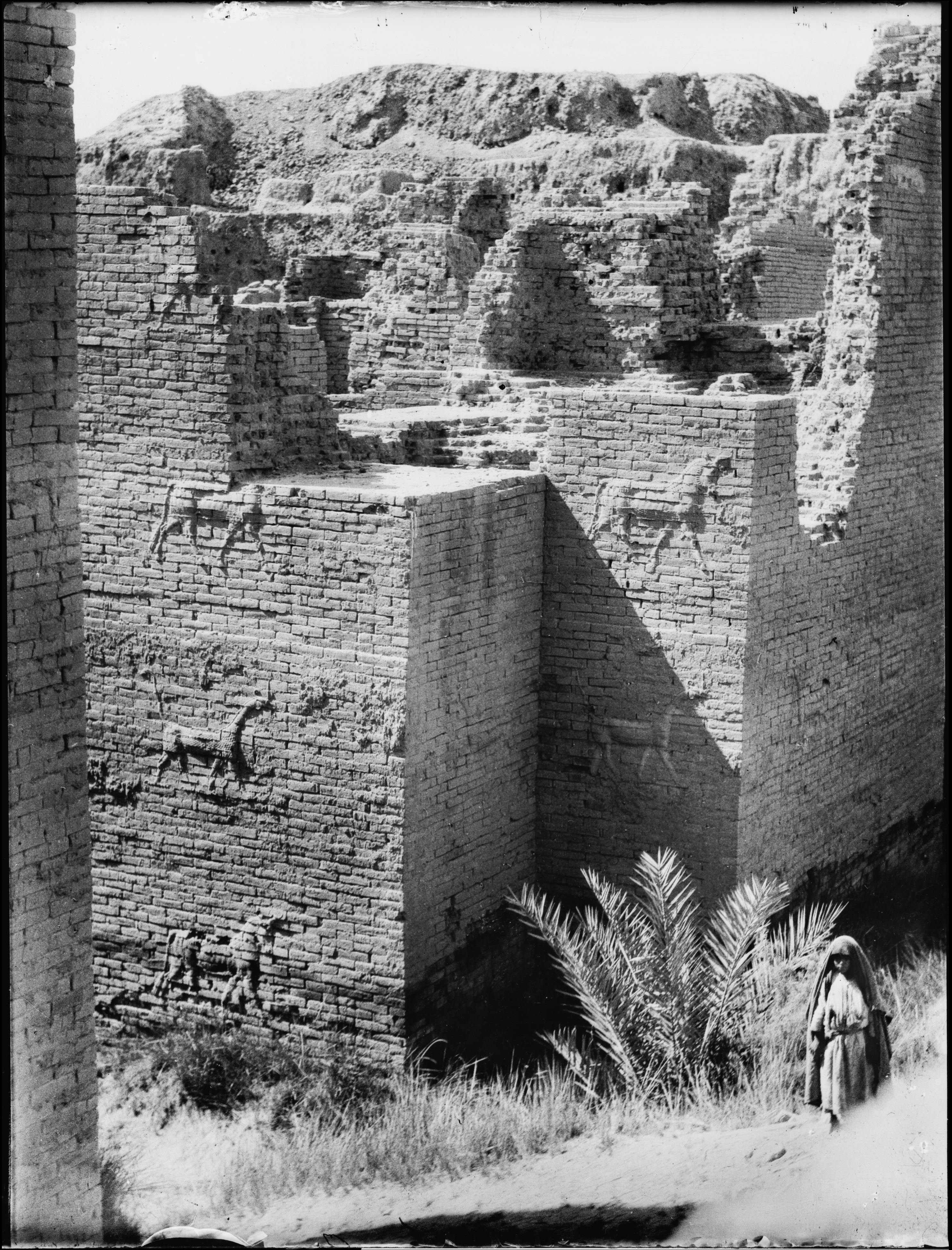
A Porta de Istar em 1932

Segundo o Tintir, as muralhas internas tinham oito portas monumentais, todas  à exceção de uma (a "Porta do Rei") com nomes de divindades, as quais protegiam as respetivas portas. Além do nome da divindade, as portas eram decoradas com um "nome sagrado" que enfatizava o seu papel defensivo: "o inimigo é-lhe repugnante" na porta de Urash, "odeia o seu agressor" na porta de Zababa, "Istar derruba o seu assaltante" na Porta de Istar, etc. Quatro delas, situadas na metade ocidental, foram desenterradas e identificadas (a de Istar, a de Marduque, a de Zababa e a de Urash); as outras, da parte oriental, localizadas de forma imprecisa, eram as portas de Enlil, do Rei, de Adad e de Shamash.
A porta mais célebre é a de Istar, sem dúvida o monumento melhor conservado da antiga Babilónia, que foi levada pelos arqueólogos alemães para o Museu de Pérgamo de Berlim, onde foi reconstituída. Tinha uma importância capital no urbanismo da cidade pois era por ela que passava a Via Processional, o principal eixo de comunicação que ligava o grande santuário da cidade e passava ao lado do palácio real. A sua organização é similar à das outras portas escavadas: uma anteporta de tamanho reduzido e defendida por duas torres avançadas dava acesso à porta principal flanqueada de torres mais imponentes; o conjunto tinha um comprimento de cerca de 50 metros. A porta de Istar é famosa sobretudo pela sua decoração constituída por painéis de tijolos vidrados azuis ou verdes com representações de leões, touros e dragões.

#### O rio e os canais
O centro de Babilónia era a parte ocidental da cidade interior, situada na margem esquerda do Eufrates, que cobria perto de 500 hectares. Ali se encontravam todos os monumentos que fizeram a cidade famosa. Está estruturada em volta de vários eixos principais, a começar nos cursos de água. O Eufrates limita essa parte da cidade e muito provavelmente esteve na origem da implantação de um povoado no local, pois trata-se de um eixo de comunicação importante à escala regional e mesmo internacional. Para facilitar o trânsito de mercadorias e de pessoas, os cais daquela área foram reconstruídos no tempo de Nabucodonosor II. Eram planos, com muros ao longo do rio, e eram perfurados em vários locais por uma espécie de  poternas que permitiam uma comunicação fácil entre o rio e a cidade. A atividade devia ser intensa, pois os cais das cidades mesopotâmicas (kāru) eram tradicionalmente espaços comerciais de primeira importância. Sabe-se por um texto datado de 496 a.C. (do tempo do reinado de Dario I) que era cobrada uma taxa pela administração aos empresários privados sobre as mercadorias que eram ali desembarcadas, a qual era calculada em função do valor das mercadorias.

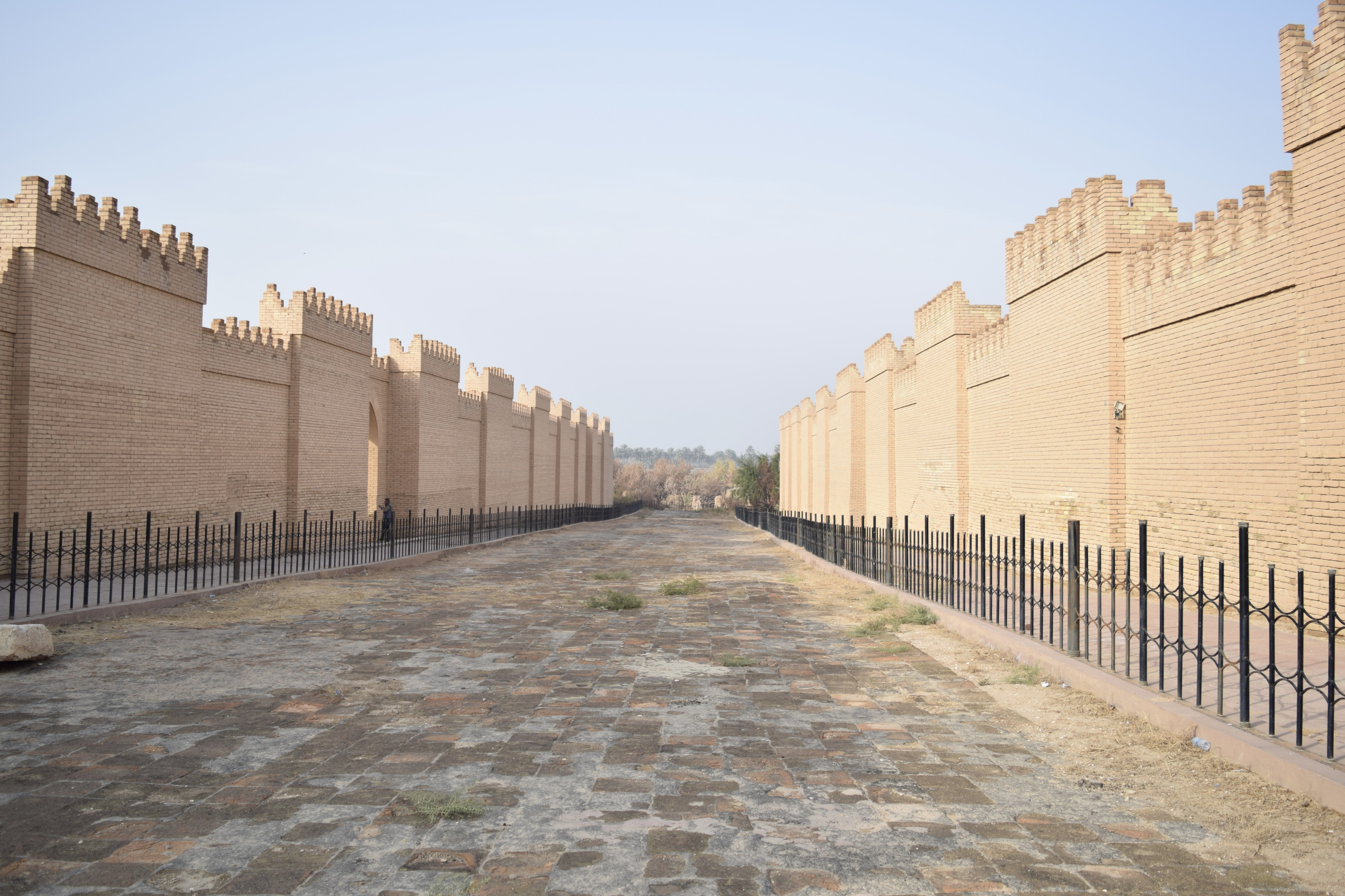
A Via Processional (reconstruída)

Uma das maiores edificações ligadas ao Eufrates era uma ponte com mais de 120 metros de comprimento, que passava por cima do bairro sagrado e ligava as duas partes da cidade interior. A ponte é mencionada por Heródoto e Diodoro Sículo e pode ser escavada pois atualmente encontra-se em terreno seco devido à mudança de curso do rio. Era suportada por sete pilares em tijolo e pedra. Três deles, em forma de barco e medindo 21 por 9 metros, foram completamente desenterrados. O tabuleiro era feito em pranchas de madeira e segundo Heródoto era movido à noite (o que significa que uma parte do tabuleiro era amovível). O texto mencionado acima que refere a taxa de desembarque indica que a ponte também servia de local de trânsito de mercadorias, e que estava sob a responsabilidade de três guardas remunerados por uma parte das taxas que ali eram cobradas.
O curso do rio era parcialmente desviado para canais que serviam de vias de comunicação à escala local e regional, além de permitirem a irrigação dos campos em volta da cidade. Nos textos são mencionados cerca de vinte canais , entre eles o Libil-he(n)galla ("que traz a abundância"), que começava no rio e corria entre a zona dos palácios e a do bairro sagrado em direção ao nordeste da cidade. A manutenção dos canais foi uma preocupação contínua para as autoridades locais e sobretudo para o rei, além do mais porque faziam parte do sistema defensivo da cidade.
A água do rio e dos canais constituía um risco com que os babilónios tiveram que lidar. O curso médio do rio e do lençol freático aparentemente subiram gradualmente ao longo do período neobabilónico, o que levou a que os reis desse período impulsionassem vastos programas de melhoramento das principais construções da cidade. A zona urbana era percorrida por canais de drenagem que levavam as águas usadas e da chuva para o rio. Também havia que combater a erosão das construções erigidas nas margens dos cursos de água, o que esteve na origem de no tempo de Nabucodonosor II se ter construído o forte ocidental, para proteger do rio o setor dos palácios. O Eufrates também podia ser perigoso em períodos de cheias e algumas vezes o seu curso mudava. É possível que durante a época aqueménida tenha surgido um segundo braço do rio, que passava entre o setor do palácio e o de Marduque antes de se voltar a juntar ao leito principal. Mais tarde, o curso principal desviou-se para oeste, onde ainda corre, submergindo uma parte da metade ocidental da cidade interior.

#### O urbanismo da cidade interior: arruamentos e residências

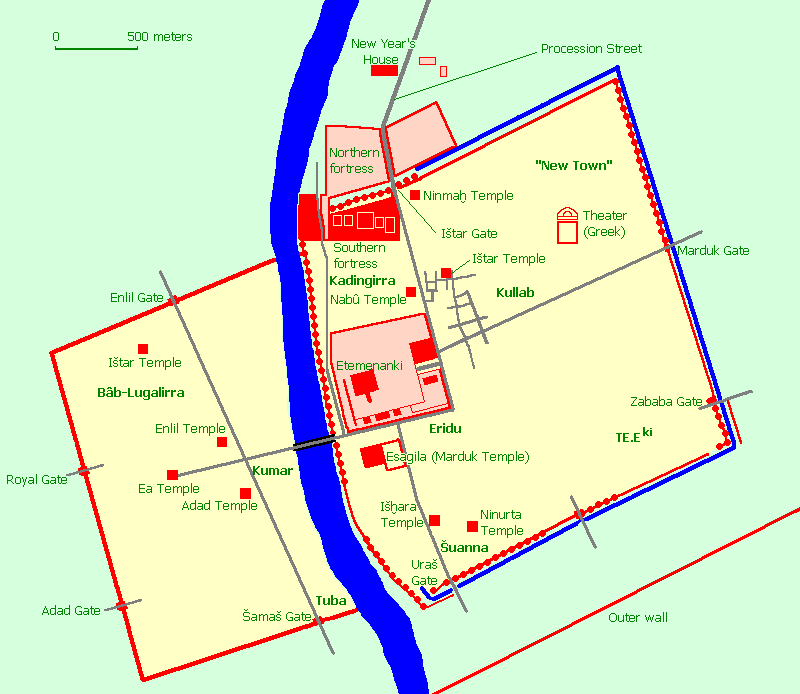
Mapa da cidade interior de Babilónia no século VI a.C., com os dados topográficos do texto 'Tintir

Os eixos de comunicação terrestres eram igualmente importantes na estruturação do espaço urbano. O texto Tintir indica que cada porta se abria para uma grande avenida, mas as únicas avenidas que foram claramente identificadas no local são a Via Processional (Ay-ibur-šabu; "que o inimigo arrogante não passa") e outra que lhe era transversal. A primeira tinha cerca de 900 metros, era retilínea, orientada aproximadamente na direção norte-sul, e ia desde a Porta de Istar até ao bairro sagrado. A segunda cruzava a Via Processional ao nível do complexo religioso, tinha pelo menos 500 metros de comprimento e ia até à ponte, passando entre a muralha do zigurate e  do Esagila. Ambas eram pavimentadas com placas de cerâmica ligadas com betume. A Via Processional, que como o seu nome indica, era um eixo de primeira importância durante as cerimónias religiosas, tinha mais de 20 metros de largura e era decorada, pelo menos em parte, com frisos em tijolos vidrados com leões e rosáceas.
O único bairro residencial que foi escavado situava-se no sítio do Merques, a leste da Via Processional e do complexo sagrado, entre os antigos bairros de Cadingirra, Eridu e Suana. Os seus arruamentos são caraterizados por ruas estreitas aproximadamente retilíneas que se cruzavam praticamente em ângulo reto. Trata-se possivelmente da herança de uma antiga planta ortogonal planeada que foi alterada devido aos rearranjos das construções, frequentes devido à alteração rápida das construções em tijolos crus, que têm que ser regularmente restauradas.

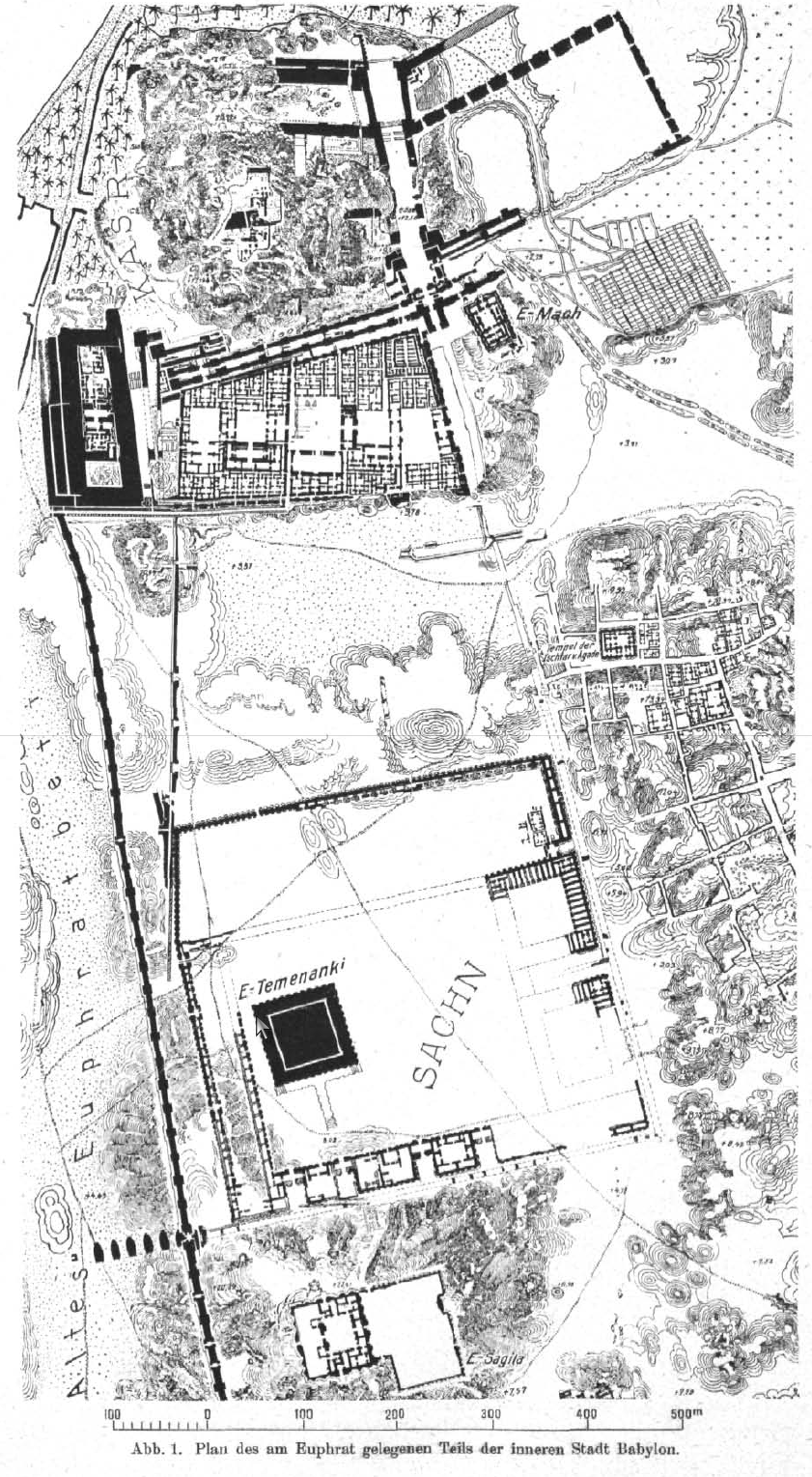
Mapa das zonas escavadas na parte ocidental da cidade interior: o Kasr a norte, o santuário de Marduque a sul, junto à ponte a oeste, e o Merkes a leste

Os arruamentos do Merkes delimitam quarteirões de habitações com 40 a 80 metros de lado, onde foi escavada uma dezena de casas, datadas entre a época neobabilónica e a época parta, as únicas residências escavadas em Babilónia. Essas escavações possibilitaram ter uma ideia de aspetos materiais da vida dos antigos habitantes da cidade. Construídas em tijolos de argila crua, as casas desses quarteirões ocupam áreas entre 196 e 1 914 m² ao nível do solo (a superfície habitável é inferior, pois tem que se descontar o espaço ocupado pelas paredes). A área média é aproximadamente 200 m². Isto ilustra uma sociedade muito hierarquizada mas sem grandes separações entre ricos e pobres.
Cada residência tem pelo menos 8 divisões e no máximo 20. São organizadas de forma caraterística em volta de um espaço central que pode ser aberto e de uma divisão de receção retangular, que dá acesso a outras salas cuja função é geralmente impossível de definir. Estas casas dispunham provavelmente de um andar (ou mesmo três ou quatro, a acreditar na descrição de Heródoto. Nas épocas helenística e parta, conservaram a mesma organização geral, mas os espaços centrais de algumas casas ricas foram reconstruídos para tomarem a forma de um pátio peristilo, o que testemunha uma influência grega.
O mobiliário encontrado nas casas é modesto: essencialmente loiça em barro cozido, por vezes em pedra ou em vidro, bem como algumas placas e estatuetas em cerâmica, representando génios ou demónios que sem dúvida teriam funções de proteção.

#### Os habitantes de Babilónia: economia e sociedade
Nas casas de Babilónia foram encontradas tábuas de argila escritas em cuneiforme, que lançaram alguma luz, ainda que limitada, sobre a vida quotidiana dos antigos habitantes da cidade, em particular sobre as atividades económicas dos mais ricos. A vida dos habitantes da cidade mais povoada da antiga Mesopotâmia é por isso mal conhecida. A população da cidade era muito cosmopolita, com a vinda de deportados, mercadores, militares e de administradores da Síria do Levante e, mais tarde, de persas e de gregos.
Durante as escavações regulares e clandestinas foram encontrados vários conjuntos de textos que falam sobre as atividades privadas de famílias de notáveis dos períodos neobabilónico e aqueménida. Nas casas do Merkes foram achadas algumas tábuas com dados económicos, provenientes de famílias de uma espécie de classe média, que versam sobre compras imobiliárias, empréstimos e arrendamento de terrenos. Os lotes mais ricos provêm de escavações clandestinas e documentam os notáveis do bairro de Suana. O mais importante desses lotes é um de uma família de descendentes de alguém chamado Egibi, que é constituído por cerca de 1 700 textos datados entre os reinados de Nabucodonosor II (r. 605–562 a.C.) e de Xerxes I (r. 486–465 a.C.). A primeira geração conhecida, cujo chefe de família se chamava Sulaia, prosperou comercializando localmente bens alimentares. A segunda geração foi dirigida pelo seu filho Nabuaqueidina, que recebeu uma ampla educação que lhe permitiu integrar a administração e tornar-se juiz real durante o reinado de Nabonido (r. 555–539 a.C.). O seu sucessor Itimarduquebalatu assegurou os interesses da família durante o domínio persa. O património da família (em sentido lato) é bem conhecido pelo texto da sua herança, partilhada entre três descendentes; é constituído por terrenos em Babilónia e nos arredores, até às cidades vizinhas de Borsipa e de Quis. Pelos textos sabe-se também que a família estabeleceu laços familiares com outras famílias notáveis.

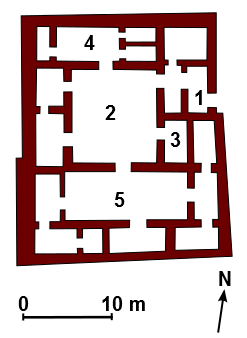
Planta de uma casa escavada no Merkes. 1-vestíbulo; 2-pátio principal; 3-lavabos; 4-cozinha; 5-divisões privadas.

Pelos arquivos do mesmo período conhecem-se atividades similares de outras famílias, como a dos descendentes de Nur-Sîn e da dos descendentes de Nappāhu. Algumas dessas famílias tiveram uma ascensão social notável empreendendo diversas atividades, quer como titulares de cargos na administração real ou dos templos, nomeadamente na tomada de prebendas, serviços religiosos que davam direito a uma remuneração, quer em negócios privados, como empréstimos, aquisição de propriedades, operações comerciais, etc. Porém, os revezes são frequentes. Personagens deste tipo são igualmente conhecidos nos períodos seguintes, através dos arquivos de Muranu e do seu filho Eatabtanabulite, no início da época helenística, e os de Raimesu, que teve um cargo de gestão financeira no Esagila no início do período parta.
No entanto, essas famílias não eram da elite da sociedade babilónica, a qual era constituída pelas pessoas mais próximas dos reis babilónicos, persas ou gregos. Essa elite é mal conhecida. O único personagem dessa categoria que é conhecido através de um lote de arquivos é Belshunu, governador da cidade ao serviço dos reis aqueménidas na segunda metade do século V a.C. Este possuía ou tinha a seu cargo várias propriedades agrícolas espalhadas por toda a província e estava envolvido noutros negócios, aparentemente com meios superiores aos dos notáveis da cidade. O arquivo está incompleto devido a ser proveniente de escavações clandestinas.
Os estratos sociais mais baixos também não estão bem documentados. Dele devem ter feito parte dependentes (escravos ou não) permanentes das instituições (palácios e templos) que dominavam a vida económica, além de trabalhadores livres que constituíam a mão de obra (uma espécie de proletariado) para os trabalhos oferecidos de forma temporária pelas instituições e pelas famílias ricas, nomeadamente na construção. Sabe-se que uma parte dos habitantes da cidade trabalhava na agricultura.
A cidade era o centro de diversas atividades económicas que constituíam a base dos negócios das famílias notáveis, em primeiro lugar a agricultura praticada nos campos cerealíferos e nos palmeirais-hortas situados no exterior das muralhas. Estes terrenos eram os mais cobiçados pelos notáveis da cidade, pelo lucro que davam devido à sua proximidade do importante mercado de víveres que a cidade representava. Essas famílias dedicavam-se também à comercialização de produtos agrícolas provenientes tanto desses terrenos como de outros mais longínquos, usando a rede dos canais para o seu transporte. Iddin-Marduk, da família dos descendentes de Nur-Sîn montou uma rede de recolha e de encaminhamento para Babilónia das produções de camponeses estabelecidos nas proximidades de canais (sobretudo cereais, tâmaras, legumes). Babilónia era uma cidade comercial importante, que era um cruzamento regional e internacional graças às vias terrestres e fluviais que a serviam. Os mercadores afluíam à cidade para se abastecerem de matérias primas raras vindas de paragens longínquas. Não obstante, o comércio regional e local eram os mais importantes. São conhecidos vários espaços comerciais importantes na cidade: o porto fluvial (kāru, "cais") e a ponte referida acima, além de uma parte do bairro de Shuanna em redor da "Porta do Mercado" (uma porta interior).

#### Práticas funerárias

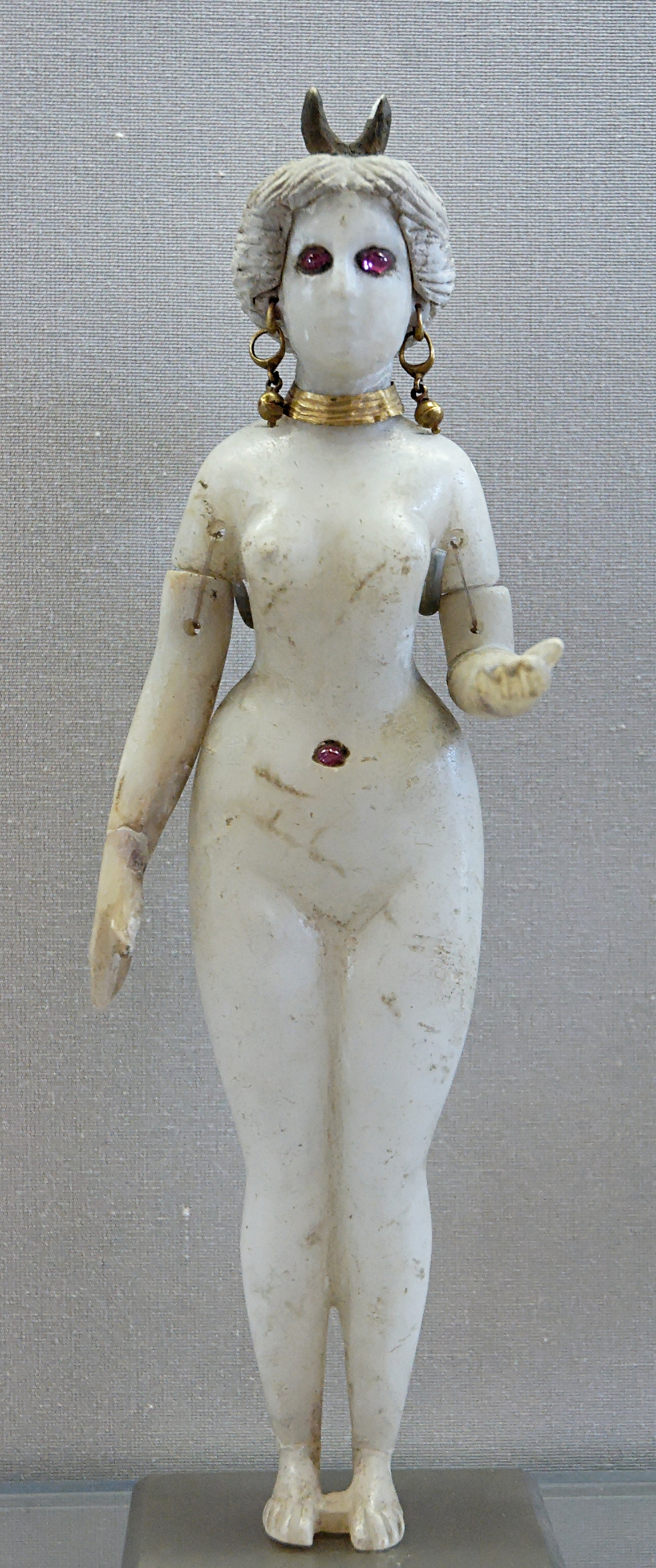
Estatueta proveniente de um túmulo descoberto em Babilónia

No decurso das várias campanhas de escavação realizadas em Babilónia desde meados do século XIX foram postos a descoberto túmulos em vários locais. Eles cobrem um período que vai desde o período neobabilónico até ao fim do domínio parta. As práticas funerárias conheceram algumas modificações ao longo dos séculos, apesar de haver muitos elementos de continuidade. Os túmulos da época neobabilónica foram encontrados principalmente debaixo de residências, seguindo o hábito mesopotâmico de enterrar os defuntos da família sob a residência dos seus descendentes para manter a ligação entre mortos e vivos da comunidade, ligação essa que se manifesta notoriamente num culto dos mortos. Foram também encontrados vários jazigos subterrâneos familiares. Os mortos desse período eram colocados dentro de sarcófagos de cerâmica, alguns compridos e ovais, com uma tampa, e outros curtos, onde o cadáver era colocado numa posição flectida.
Durante o período aqueménida os túmulos são na sua maior parte em fosso. Durante os períodos selêucida e parta, tornou-se mais comum o enterramento em posição alongada do que em posição flectida e os túmulos em fossa tornaram-se minoritários em relação aos de jazigo. São conhecidos sarcófagos com a representação da forma da face do defunto no período selêucida. Os defuntos mais ricos eram geralmente enterrados em jazigos abobadados onde eram escavados nichos para acomodar o sarcófago.
O material funerário desses túmulos é diversificado e pode ser muito relevante arqueologicamente, apesar da maioria dos túmulos desenterrados serem de famílias menos ricas e por isso apresentarem materiais simples (cerâmicas, ornamentos pessoais, estatuetas, etc.). Contudo, alguns dos achados destacam-se dos restantes pela riqueza do seu conteúdo. Uma exemplo disso é um túmulo do período aqueménida de uma criança que foi depositada num vaso, que continha vários objetos e ricos ornamentos, como um cinto decorado com pedras preciosas. Foram igualmente descobertos túmulos ricos do período parta no tel Babil. O túmulo mais notável que foi escavado em Babilónia foi o descoberto por Pacifique Delaporte em 1862, datado provavelmente do século I a.C. ou I d.C. Trata-se de uma câmara funerária abobadada que continha cinco corpos em sarcófagos, dois deles com máscaras de ouro sobre as faces. Entre o rico espólio encontrado, estão estatuetas em alabastro e divindades típicas daquele período, além de joias e de objetos antigos como selos cilíndricos que remontam ao 4.º milénio a.C.

### Os monumentos do poder político
Antes da conquista persa, ocorrida em 539 a.C., Babilónia foi a capital do império mais poderoso do Médio Oriente, o que explica o seu crescimento. Os reis construíram ali vastos palácios que refletiam o seu poderio. A maior parte desses palácios foram desenterrados durante as escavações. Esses edifícios continuaram a ser utilizados pelo poder político depois da perda da autonomia da cidade, pois foram a residência de um governador importante e foram usados por reis, como Alexandre, o Grande, que pensava fazer da cidade a sua capital antes de morrer. A vida das elites políticas de Babilónia é no entanto muito mal conhecida devido à ausência de fontes similares às dezenas de tábuas que se conhecem sobre as capitais do Império Assírio. Sabe-se muito pouco da corte e da administração central do império babilónico.

#### Os palácios de Nabucodonosor II

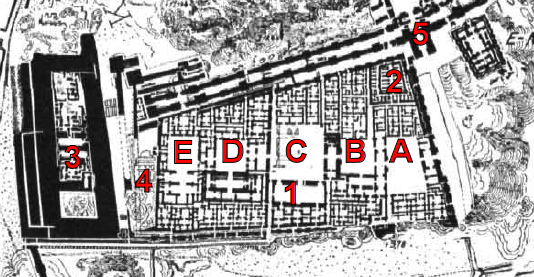
Mapa do palácio sul. A, B, C, D, E: pátios principais. 1: Sala do trono; 2: edifício abobadado; 3: bastião ocidental; 4: edifício persa; 5: Porta de Istar

Na época de Nabucodonosor II Babilónia tinha três palácios reais: dois no setor do Kasr, ao lado das muralhas e de bastiões, o "Palácio Sul" e o "Palácio Norte"; e outro isolado mais ao norte, no tel Babil, conhecido como o "Palácio de Verão". Só o primeiro foi devidamente explorado pelos arqueólogos, conhecendo-se mal os outros dois. Várias inscrições de fundação de Nabucodonosor II, que os restaurou ou reconstruiu, permitem conhecê-los um pouco melhor, mas não permitem saber com exatidão quais eram as funções exatas destes palácios e quais as ligações entre eles.
O "Palácio Sul" (Südburg na denominação dos arqueólogos alemães que escavaram a cidade), chamado "Palácio do Maravilhamento do Povo" nas inscrições de Nabucodonosor II, é o palácio real melhor conhecido de Babilónia. Trata-se de um grande edifício de planta trapezoidal adossado à muralha interior, que mede 322×190 metros. Era acessível através de uma porta monumental situada no lado oriental, que dá para a Via Processional, perto da Porta de Istar. O edifício, que tinha um andar superior, apresenta uma planta original: organizava-se em redor de cinco unidades arquiteturais que se sucediam de leste para oeste, cada uma organizada em volta de grandes pátios que asseguravam a comunicação. Os pátios separavam cada uma das unidades em dois espaços distintos, um a norte e outro a sul, que por sua vez eram organizados  em pequenas divisões em tono de espaços centrais. Aparentemente, as divisões da parte norte tinham uma função administrativa, enquanto que as da parte sul constituíam os apartamentos reais. Contudo, a separação espacial entre essas duas funções não parece tão clara como nos palácios assírios.

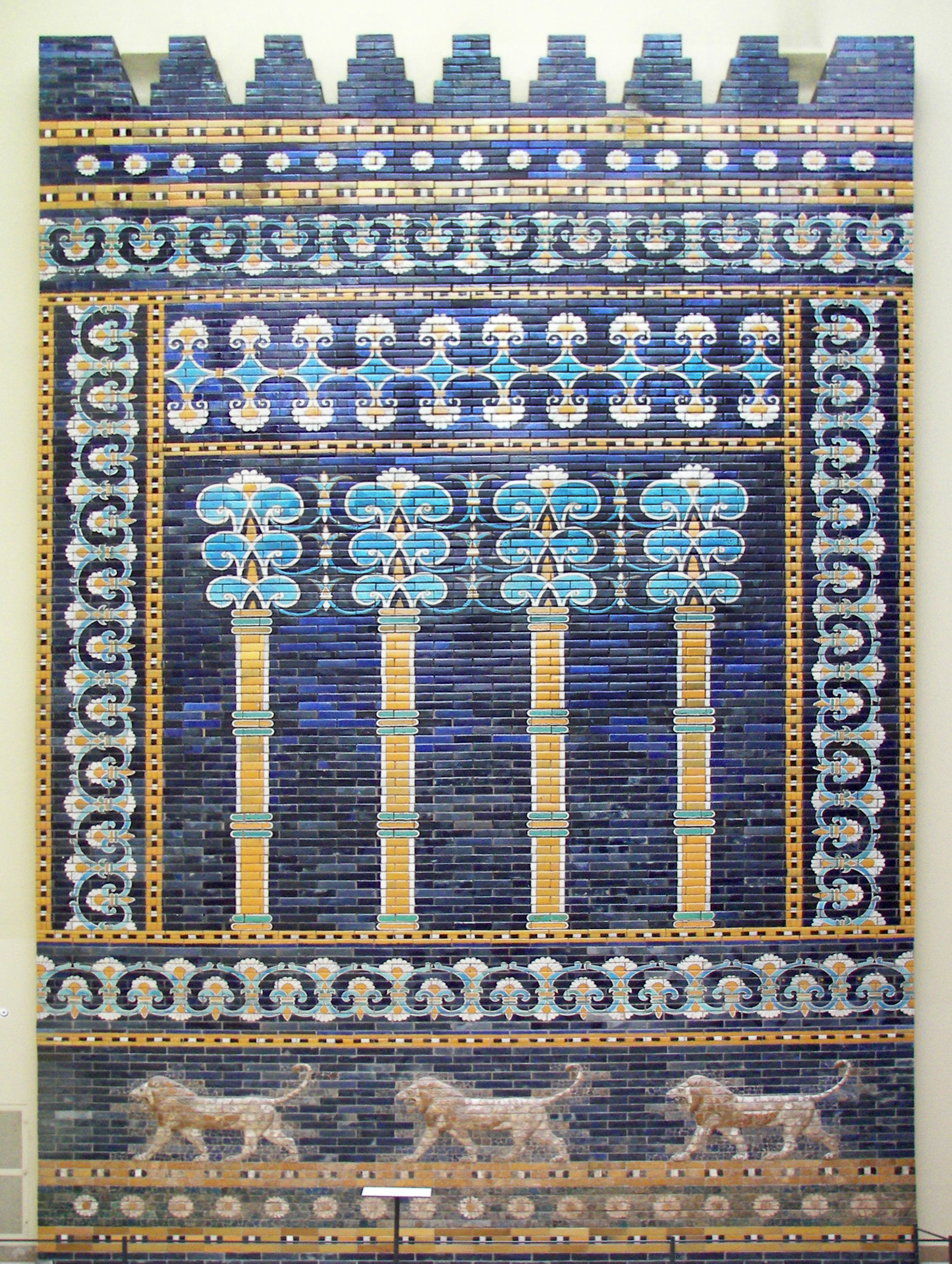
Uma das decorações em tijolos vidrados das paredes da sala do trono do Palácio Sul: palmeiras, motivos florais e leões

O terceiro pátio, no centro do edifício, é o maior de todos (com 66×55 m) e abre-se por três portas pelo lado sul para a sala do trono. Esta grande divisão retangular, com 52×17 m, comportava um pódio para o trono no seu centro. As suas paredes eram decoradas com tijolos vidrados representando leões, palmeiras estilizadas e motivos florais. Uma outra parte notável do palácio é o "edifício abobadado", situado a nordeste, que mede cerca de 50×40 m e tem paredes espessas, que deve ter sido uma espécie de armazém. Foi ali que foi descoberto o único lote de arquivo palaciano notável da época neobabilónica, datado de 595 a 570 a.C., constituído por um conjunto de tábuas com registo das entregas e distribuição de produtos para as rações alimentares de cereais, tâmaras e azeite distribuídas aos dependentes do palácio. Entre estes encontram-se famílias reais deportadas para a Babilónia, nomeadamente Jeconias de Judá, preso na sequência da tomada de Jerusalém em 597 a.C., que é mencionado na Bíblia.
| “ | Tornei magnífica a minha morada real. Com enormes vigas de cedro vindas das altas montanhas, espessas vigas de madeira ašuhu (pinho?) e de cipreste fiz o telhado. Painéis em madeira musukannu (uma essência preciosa), de cedro e de cipreste, de buxo e de marfim, chapeados a prata e a ouro, umbrais e dobradiças de bronze, coloquei nas suas portas. Mandei colocar no cimo um friso de lápis-lazúli. Rodeei-o de um grande muro de betume e de tijolos, alto como uma montanha; além do muro de tijolos, construí um enorme muro de imensas pedras, provenientes das altas montanhas e elevei o seu cimo, alto como uma montanha. Fiz esta casa para o deslumbramento! Para o deslumbramento de todos enchia-a de mobiliário caro. Testemunhas majestosas, esplêndidas e arrepiantes do meu esplendor real foram espalhadas [neste lugar]. | ” |
|   | — Inscrição comemorativa da construção do palácio de Nabucodonosor II. |   |

Na extremidade ocidental do Palácio Sul, Nabucodonosor mandou construir o chamado Bastião Ocidental (em alemão: Westliche Auswerk), um edifício de forma retangular com paredes muito espessas (18 a 20 metros), em parte no leito do rio, cujo curso obstruía, o que obrigou a alterações no cais.

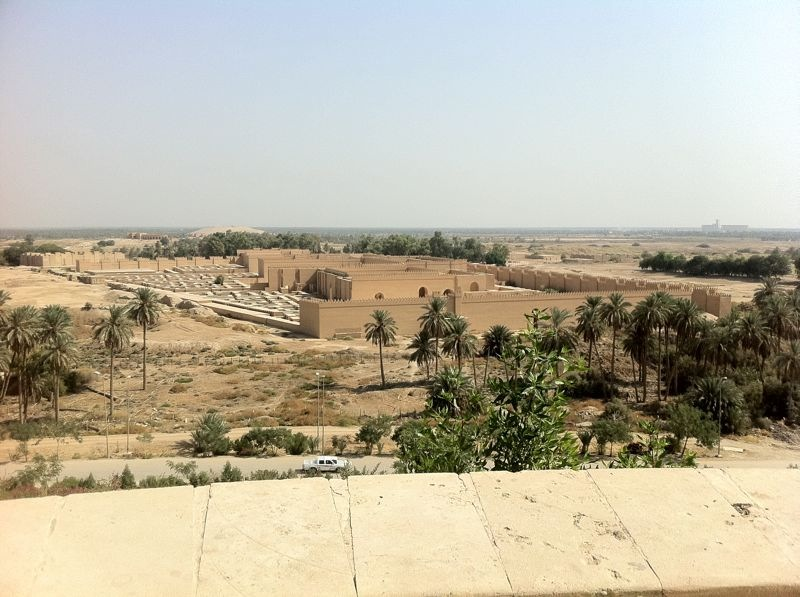
O setor dos palácios (Kasr) após as reconstruções recentes de fibilidade muito duvidosa

O chamado "Grande Palácio" (Hauptburg) ou "Palácio Norte" foi igualmente construído na época de Nabucodonosor II num alto sobre as muralhas imediatamente a norte do Palácio Sul. Assente sobre um terraço, formava uma espécie de cidadela de planta retangular com 170 a 180 por 115 a 120 metros. Era mais pequeno do que o Palácio Sul e nele foram identificados dois grandes pátios para os quais abriam vários corpos com divisões mal identificadas durante as escavações devido à erosão. Era protegido pelo Bastião Norte. Foi no Palácio Norte que foi encontrado um tesouro de guerra dos reis babilónicos, constituído por estátuas, estelas e outras obras levadas para a cidade na sequência de campanhas militares. O arqueólogo que dirigia as escavações qualificou o local da descoberta como "museu". As inscrições de Nabucodonosor parecem indicar que o edifício foi concebido como um espaço de lazer, ou seja, um verdadeiro palácio que servia de residência real. Possivelmente tratava-se mesmo da residência real principal, enquanto que o Palácio Sul teria funções mais administrativas.
A mais de dois quilómetros a norte do Kasr, à beira do Eufrates, no atual tel Babil, os arqueólogos alemães desenterraram um edifício a que chamaram Palácio de Verão (Sommerpalast), devido ao facto de as salas parecerem ser ventiladas por uma espécie de poços de vento, que serviriam para refrescar as divisões interiores nos períodos de calor intenso. Erigido no final do reinado de Nabucodonosor II, as inscrições indicam que tinha uma função principalmente defensiva, ao norte da muralha exterior construída pouco tempo antes. Dele mais não restam do que os alicerces, que deixam perceber um edifício de planta quadrada com 250 metros de lado, organizado em redor de dois vastos pátios, que foi reconstruído em vários ocasiões depois da época neobabilónica.

#### Os "Jardins Suspensos"

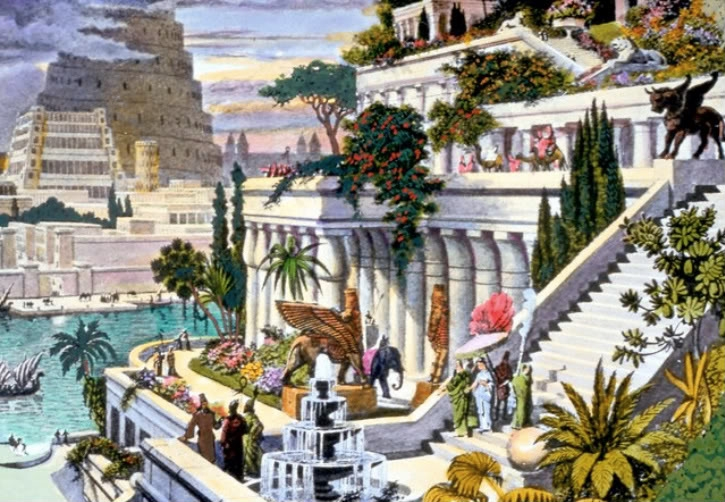
Visão artística dos Jardins Suspensos da Babilónia

Desde as primeiras campanhas de escavações que se procura a "maravilha do mundo" de Babilónia — os Jardins Suspensos, descritos por cinco autores de língua grega e latina, nomeadamente Beroso (século III a.C.) e Diodoro Sículo (século I a.C.). Segundo uma das versões desses relatos, tais jardins teriam sido construídos por Nabucodonosor II para a sua esposa meda Amitis, que tinha saudades do seu país natal verdejante. Não foi encontrada qualquer menção a tal estrutura nas numerosas inscrições de fundação do grande rei babilónico, pelo qual a sua identificação não tem sido possível. Foram procurados vestígios dos jardins no setor palaciano do Kasr, seguindo as descrições encontradas nos textos antigos, privilegiando as construções de paredes espessas, adequadas para suportar as pesados estruturas dos jardins, e os edifícios cujas funções não estão devidamente identificadas. A dificuldade de localização dos jardins advém principalmente do facto de que se trata de uma construção em altura que forçosamente está desaparecida desde a Antiguidade, pelo que é impossível descobri-la apenas pelos achados arqueológicos, sem recorrer a indicações dos textos históricos. R. Koldewey propôs que os jardins se situariam sobre o "edifício abobadado" que tinha poços que poderiam servir para os irrigar, mas esta interpretação é atualmente rejeitada. As identificações mais verossímeis são as que os situam, em parte ou na totalidade, sobre o Bastião Ocidental. Segundo esta hipótese, apoiada por exemplo por Donald Wiseman e Julian Reade, os jardins seriam irrigados pela nascente existente no Bastião Oriental, uma construção que foi identificada como uma fortaleza pelos arqueólogos alemães mas que outros arqueólogos identificaram posteriormente como sendo um vasto depósito de água.
Ante a impossibilidade de encontrar uma prova determinante da existência dos Jardins Suspensos da Babilónia, Stephanie Dalley propôs que fossem procurados em Nínive, onde os textos de fundação descrevem longamente grandes jardins e foi descoberto um baixo-relevo que os poderia representar. Esta reinterpretação não tem aceitação generalizada e está longe de ter posto termo à controvérsia, pois não há qualquer menção histórica explícita a jardins suspensos em Nínive e nada permite excluir a sua presença em Babilónia. Julian Reade e Béatrice André-Salvini admitem a possibilidade da existência de jardins suspensos em Nínive mas é da opinião que também existiam em Babilónia. Por seu lado, Jean-Louis Huot parece dar mais crédito à hipótese avançada por Dalley. Há também quem sugira que as descrições dos monumentais jardins suspensos derivam todas de um texto antigo que descrevia os jardins reais babilónicos de forma exagerada que teria servido como fonte única dos autores posteriores cujos escritos chegaram até nós. De facto, a única certeza é que existiam realmente jardins reais em Babilónia como existiam nas capitais da Assíria, nomeadamente os que são mencionados numa tábua do reinado de Merodach-Baladan II (r. 722–703 a.C.), que enumera as diversas plantas que cresciam num dos vários jardins, que em alguns casos eram provenientes de regiões longínquas.

#### Os locais do poder político sob domínio estrangeiro

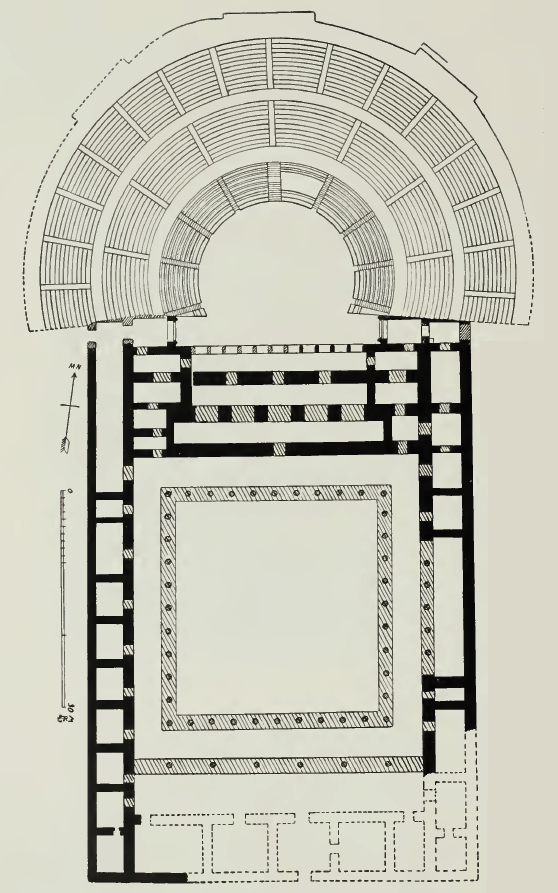
Planta do teatro grego de Babilónia

Após a conquista de Babilónia pelos persas, os palácios reais passaram a ser ocupados permanentemente por um governador e pela sua administração, além de em algumas ocasiões também terem sido usados com residência pelos reis aqueménidas quando eles se instalavam na cidade. Como referido antes, os níveis conhecidos do Palácio Sul são geralmente atribuídos aos reis neobabilónicos, mas uma parte do edifício data possivelmente do período aqueménida. A única construção da época persa claramente identificada nesse palácio pelos arqueólogos que escavaram o local é o "Edifício Persa" (Perserbau), construído sobre um terraço localizado a oeste, entre o palácio e o Bastião Ocidental, que é acessível a partir do primeiro por uma porta que dá para uma esplanada. Trata-se de um edifício com 34,8 por 20,5 metros, erigido sobre um terraço artificial, cujas estruturas são pouco visíveis. Segundo a reconstrução dos arqueólogos, a sua entrada era um pórtico com colunas que abria para um hipostilo. Ali foram encontrados fragmentos de decoração em tijolos vidrados representando guerreiros e rosetas reminiscentes das dos palácios persas de Susa e de Persépolis.
Depois da conquista do Império Persa por Alexandre, este residiu durante algum tempo num dos palácios de Babilónia, onde morreu. Os selêucidas que dominaram a região após a morte de Alexandre estabeleceram a sua capital mesopotâmica em Selêucia do Tigre mas continuaram a habitar os palácios reais de Babilónia em algumas ocasiões, como foi o caso de Antíoco I, que residiu em Babilónia quando era o príncipe herdeiro. O governador da cidade deve também ter ocupado um dos palácios. O de Babil foi reconstruído nessa época, tendo sido dotado de um pátio com peristilo e é provável que o mesmo tenha acontecido com o palácio do Kasr.
No período parta, o palácio de tel Babil foi convertido numa fortaleza com paredes espessas. As autoridades políticas locais dos períodos selêucida e parta ocuparam novos locais. A comunidade dos cidadãos gregos reunia-se no teatro construído na parte nordeste, na "cidade nova", um vasto edifício cujas bancadas foram construídas sobre um aterro (o tel Homera), aparentemente constituído por detritos desenterrados durante as obras de terraplenagem empreendidas para a reconstrução do zigurate durante o reinado de Alexandre e dos primeiros monarcas selêucidas. É confinado a sul por um vasto edifício com um pátio com colunas, erigido aproximadamente entre o fim do período selêucida e o início do período parta, que é identificado como um ginásio ou uma ágora. O órgão de governo que dirigia a comunidade babilónica autóctone, o conselho nomeado pela administração do templo do Esagila liderado pelo administrador deste último, reunia-se no "Edifício das Deliberações" (Bīt milki), situado num parque urbano conhecido como "Pomar dos Zimbros" (GIŠ.KIRI6 ŠEM.LI), que se localizaria na parte sul da cidade, perto da da Porta de Urash e onde também havia templos.

### Uma capital religiosa
A "Porta dos Deuses" tornou-se progressivamente o principal centro religioso da Mesopotâmia, um processo evolutivo que é difícil não colocar em paralelo com a afirmação da cidade como maior capital política da parte sul do que era a região mais esplendorosa nos planos cultural e político. O clero do Esagila, certamente apoiado pelo poder real, elevou gradualmente o deus Marduque ao estatuto de principal deus do panteão mesopotâmico graças a uma produção teológica impressionante. Os santuários deste deus tornaram-se o conjunto mais vasto e mais prestigiado da Mesopotâmia antiga e a afirmação de Babilónia como cidade santa teve também repercussões no desenvolvimento de muitos outros santuários. Tudo isso deu origem a uma vida religiosa e intelectual muito dinâmica.

#### Marduque e o panteão babilónico

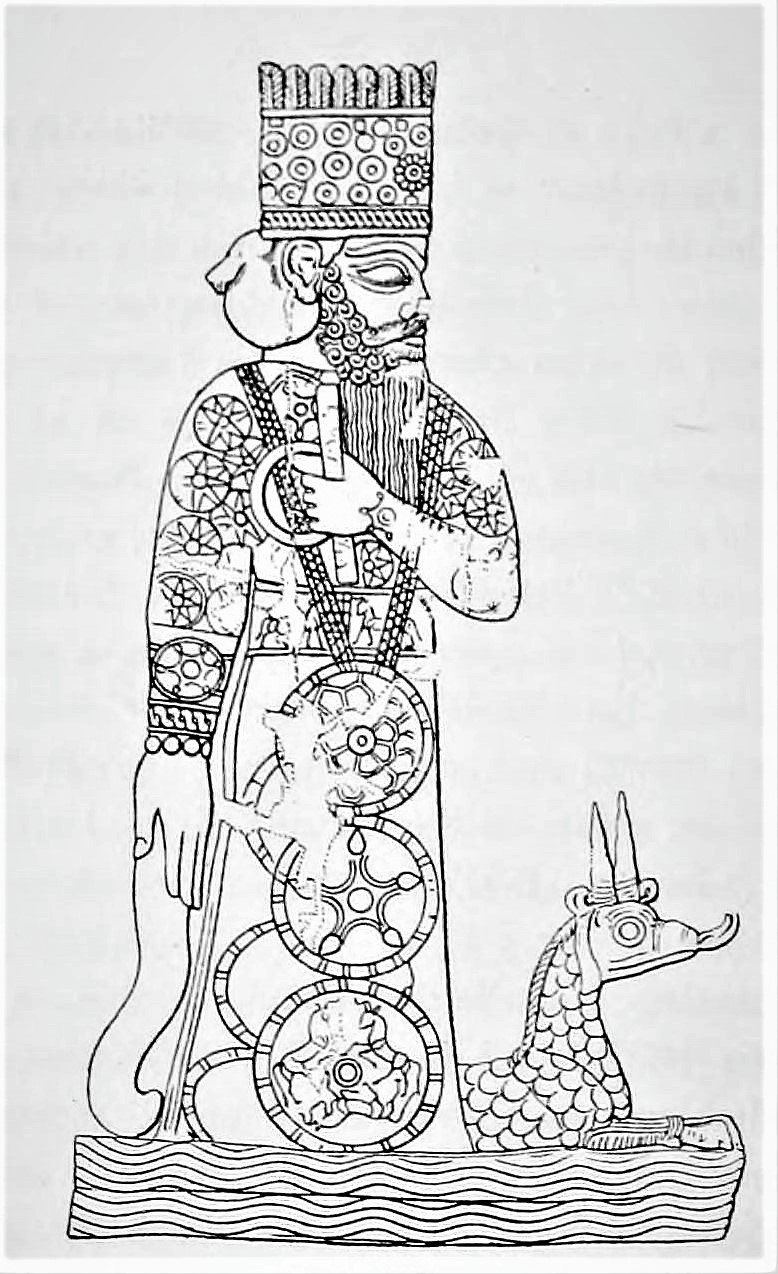
O deus Marduque e o seu animal-símbolo, o ' (dragão-serpente)

A divindade tutelar de Babilónia era Marduque, cujas origens são obscuras e que foi gradualmente elevada ao topo do panteão da Mesopotâmia, com o apogeu da realeza babilónica triunfante e pelo clero do Esagila, durante a segunda metade do 2.º milénio a.C. Trata-se sem dúvida de uma divindade originalmente agrária, como ilustrado pelo facto de que tem uma pá como atributo. Tornou-se um deus padroeiro do exorcismo, tendo sido assimilado ao deus Asalluhi. Com a afirmação de Babilónia como potência política com a qual Marduque era identificado, pois ele era considerado o seu verdadeiro rei, toma o aspeto de deus soberano e concentra grandes poderes na teologia, que se baseia nomeadamente na “Epopeia da Criação” (Enūma eliš). Por vezes é chamado Bēl ("Senhor"), o seu nome entra na composição de numerosos nomes de pessoas de Babilónia, atestando a sua popularidade na cidade, mais forte do que noutras grandes cidades da Baixa Mesopotâmia que conservavam muito reverência pelas suas divindades locais.
Nas relações com os outros deuses, Marduque é considerado um filho de Ea e de Danquina; a sua consorte é Sarpanitu (por vezes chamada Bēltiya), uma deusa sem personalidade própria, que só existe através do seu esposo. O filho de ambos é Nabu, deus da sabedoria e divindade tutelar da cidade vizinha de Borsipa, mas que também tinha locais de culto em Babilónia. A outra grande divindade da cidade era Istar de Babilónia, conhecida também pelo epíteto de "Senhora da Babilónia"( Bēlet Bābili), hipóstase local da grande deusa mesopotâmica Istar, que tinha o papel de protetora das defesas da cidade.

#### O santuário de Marduque
O conjunto religioso principal de Babilónia é o que é dedicado ao deus da cidade, Marduque, chamado Esagila (em sumério: É.SAG.ÍL, que significa algo como "casa da cabeça alta", um termo que podia designar apenas o templo na parte inferior do complexo ou o conjunto do santuário, com o zigurate incluído). Os arqueólogos alemães apenas puderam escavar uma parte do templo devido ao facto de o tel onde ele se encontra, Amran ibn Ali, ser ocupado por uma mesquita, o que limita as explorações. As áreas escavadas do antigo templo foram a parte ocidental, o pátio central para onde se abriam as celas das divindades e algumas das salas que o rodeavam. A parte oriental só foi estudada através de escavações em túnel nas quais foi descoberto o contorno do edifício nesse lado. Alguns textos antigos, — sobretudo a "Tábua do Esagila", um texto metrológico do qual foi descoberta uma cópia do século III a.C. mas cujo original certamente que datava do período neobabilónico, — permitiram completar os conhecimentos sobre as partes não escavadas, não só a área oriental, mas também os apartamentos de Marduque, o local mais importante do santuário.

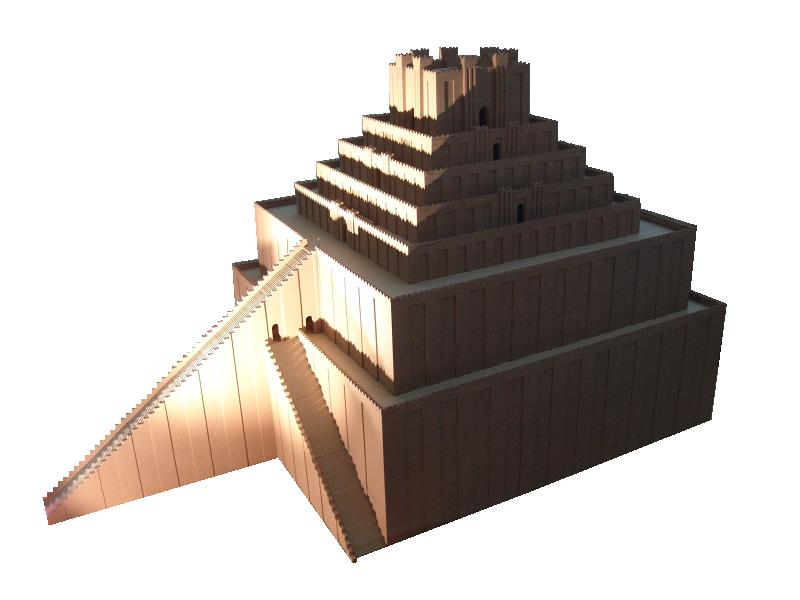
Maqueta de uma proposta de reconstituição do Etemenanki (o zigurate de Babilónia), no Museu de Pérgamo

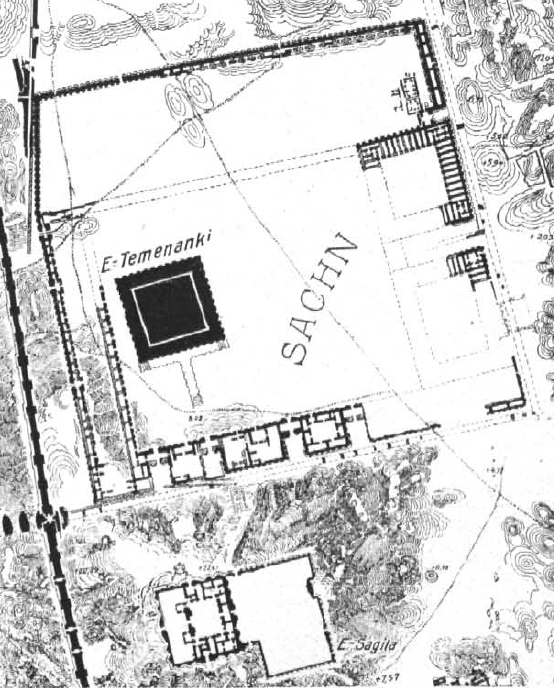
Planta das áreas escavadas no complexo de Marduque, com o Esagila a sul e o Etemenanki a norte, dentro dum grande espaço muralhado

O Esagila era constituído por um primeiro antepátio com  cerca de 103 por 81 metros, rodeado por um primeiro conjunto de salas, acessível por uma porta monumental situada no lado oriental. Esse era o local onde se reunia a assembleia de deuses presidida por Marduque durante a festa de Ano Novo (Akitu). Este primeiro pátio dava para o pátio superior ("Pátio de Bel", ou seja de Marduque), que media 37,6 por 32,3 metros e que foi escavado. Este pátio estava rodeado de salas que constituíam os apartamentos das divindades que residiam no templo (nomeadamente Sarpanitu, a esposa de Marduque, e o seu filho Nabu), o que o tornava uma espécie de pátio do rei dos deuses. Este conjunto constituía o corpo principal do templo, que tinha um perímetro de 85,59 por 79,3 metros. A cela de Marduque era ricamente decorada e tinha numerosas oferendas. A estátua do deus, que se acreditava ser habitada pelo próprio deus, era esculpida em madeira preciosa e envergava ricas roupas e joias. O Esagila estendia-se também a sul do primeiro pátio, numa unidade organizada em torno de um terceiro pátio, dedicado aos deuses Istar e Zababa, e cujas dimensões eram, segundo a "Tábua do Esagila", 95 por 41 metros.
90 metros a norte do Esagila erguia-se o zigurate Etemenanki (É.TEMEN.AN.KI; "Casa da Fundação do Céu e da Terra"), que passou à posteridade com o nome de Torre de Babel. Foi construído num recinto com 460 por 420 metros, que ocupava uma parte considerável do centro da cidade. O recinto muralhado incluía duas unidades arquitetónicas, organizadas em redor de um pátio situado a leste, ao lado da porta monumental que dava para a Via Processional, além de diversas divisões a sul. Os arqueólogos não têm dúvidas de que se tratava do setor administrativo do santuário de Marduque — o Esagila tinha vastas propriedades e empregava muita gente. O zigurate propriamente dito desapareceu na Antiguidade e só as suas fundações (batizadas Sahn ["fogão"] durante as escavações devido à sua semelhança com aquele utensílio de cozinha) puderam ser escavadas. Além dessas escavações, os únicos dados de que se dispõem para ter uma ideia de qual seria o seu aspeto são os que constam da "Tábua do Esagila", que mencionam as dimensões e uma representação do edifício numa estela.
A base do zigurate era quadrada, com cerca de 91 metros de lado, e uma escadaria monumental conduzia ao cimo no lado sul. Foram encontrados vestígios dessa escadaria ao longo de 52 m. A torre tinha sete andares, que na prática eram seis terraços empilhados de tamanho sucessivamente menor, que suportavam um templo no alto (šahuru). Segundo a "Tábua do Esagila", tinha 90 metros de altura, mas este número é considerado fantasioso e as estimativas mais recentes apontam para uma altura de cerca de 60 m. O seu nome indica que o edifício simbolizava uma espécie de ligação entre a Terra, o mundo dos humanos, e o Céu, o mundo dos deuses, além de simbolizar o centro do mundo e o local onde Marduque o tinha criado. No entanto, a sua função de culto é mal conhecida: Heródoto fala num rito de tipo hierogâmico ("casamento sagrado") que era praticado no templo alto; fragmentos de uma tábua escrita em cuneiforme evocam o que pode ser um ritual que tinha lugar no mesmo edifício, mas não há menções em quaisquer outros textos rituais. A sua função de culto era provavelmente limitada, com o templo baixo (o Esagila propriamente dito) concentrando a maior parte dos rituais.
Depois do período neobabilónico, os edifícios do santuário passaram por várias peripécias. O Esagila continuou a ser o principal local de culto da cidade. A possibilidade de ter sido destruído durante a repressão de uma revolta durante o reinado de Xerxes I é tema de debate, mas é evidente que ele continuou a funcionar. O zigurate pode ter sido destruído durante aqueles eventos. Em todo o caso, os textos que se referem ao período de Alexandre e ao início do domínio selêucida apresentam o complexo como estando em mau estado. O templo baixo, sem dúvida restaurado, ainda funcionava, ao passo que o zigurate foi nivelado com a intenção que acabou por nunca se concretizar de o reconstruir. Através de menções de outros autores gregos e latinos e de textos cuneiformes sabe-se que funcionava nos séculos I e II d.C.

#### Outros templos
O Tintir menciona os nomes de 43 templos situados no interior de Babilónia, dos quais 13 se encontravam no "bairro sagrado" de Eridu. Havia divindades que tinham vários templos: são mencionados cinco de Istar e três de Nabu. Foram escavados e identificados oito desses templos na parte ocidental da cidade interior, fora do complexo principal. São de diversas dimensões e isolados do tecido urbano, mesmo quando em alguns casos foram construídos em bairros residenciais, como o templo de Istar de Acádia escavado no Merkes. Seguem a planta típica dos templos locais, chamada "babilónica", também observada no templo de Marduque e que tem reminiscências das residências humanas: uma porta que se abre para um pátio, que por sua vez leva a uma antecela (vestíbulo) e depois à cela da divindade principal do santuário, uma capela ao fundo da qual se encontrava um nicho destinado a receber a estátua de culto. Várias salas rodeavam os espaços destinados à circulação. As portas principais podiam ser abobadadas. O pátio do templo de Nabu ša harê estava coberto de betume e as suas paredes apresentavam uma decoração sumária em branco e preto. O bīt akītu, o templo onde decorriam as cerimónias finais da festa do akītu, situava-se fora da muralha interior. É possível que as ruas ruínas sejam as que foram escavadas por arqueólogos alemães nos anos 1960, quando foi descoberto um complexo arquitetónico situado a norte do Kasr.

#### Culto religioso

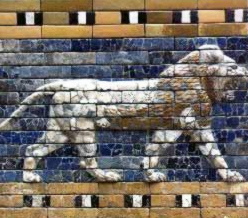
Um dos leões representados nos tijolos vidrados da Porta de Istar, um animal-símbolo da deusa Istar

Os templos de Babilónia eram centros de intensa atividade, pois neles decorria o culto quotidiano das divindades que albergavam, que passava por alimentar simbolicamente e vestir a estátua, além de oferendas acompanhadas de rituais. Tais atividades justificavam a presença de uma categoria importante de pessoal de culto, os erīb bīti, as únicas pessoas autorizadas a entrar no espaço sagrado do santuário e a ali realizar os rituais. O culto requeria também a participação de outros tipos de pessoal mais numeroso, nomeadamente o que fornecia alimentos e objetos de culto. Para levar a cabo essas tarefas, os templos dispunham de património constituído por terras, oficinas e outros bens, provenientes sobretudo de ofertas, com destaque para as dos reis, que eram igualmente quem empreendiam os trabalhos de restauro mais importantes. Toda esta organização explica o facto de os santuários terem sido também centros económicos importantes, em redor dos quais gravitava uma parte considerável da população da cidade e dos campos em volta.
O calendário litúrgico de Babilónia estava repleto de feriados religiosos mais ou menos regulares, alguns de frequência mensal e outros anuais, mais excecionais. A principal festa religiosa era o akītu, realizado no Ano Novo, no equinócio da primavera (21 de março), que durava 12 dias e exigia a presença em pessoa do rei. Durante essa festa, as estátuas de culto das grandes divindades da cidade reuniam-se no Esagila onde prestavam homenagem a Marduque, antes de se reunirem no bīt akītu. A “Epopeia da Criação” era recitada para recordar os grandes feitos desse deus durante uma procissão que percorria a cidade. O rei renovava simbolicamente o seu mandato. Esta festa, aparentemente grandiosa, tinha como objetivo celebrar a renovação da natureza na primavera, mas também afirmar a forte ligação entre o grande deus Marduque e o rei, considerado o seu representante na terra. Ela requeria a presença da estátua do deus e do soberano, o que não era possível em períodos de instabilidade ou após derrotas militares que tivessem envolvido a captura da estátua pelo inimigo, o que constituía um grande infortúnio.
Na cidade eram também celebrados outros feriados importantes, como por exemplo um ritual de "casamento sagrado" (hašādu) entre Marduque e Sarpanitu, ou outro que no qual era representado um Marduque infiel perseguindo Istar enquanto ele próprio era seguido pela sua esposa legítima.

#### Local de conhecimento

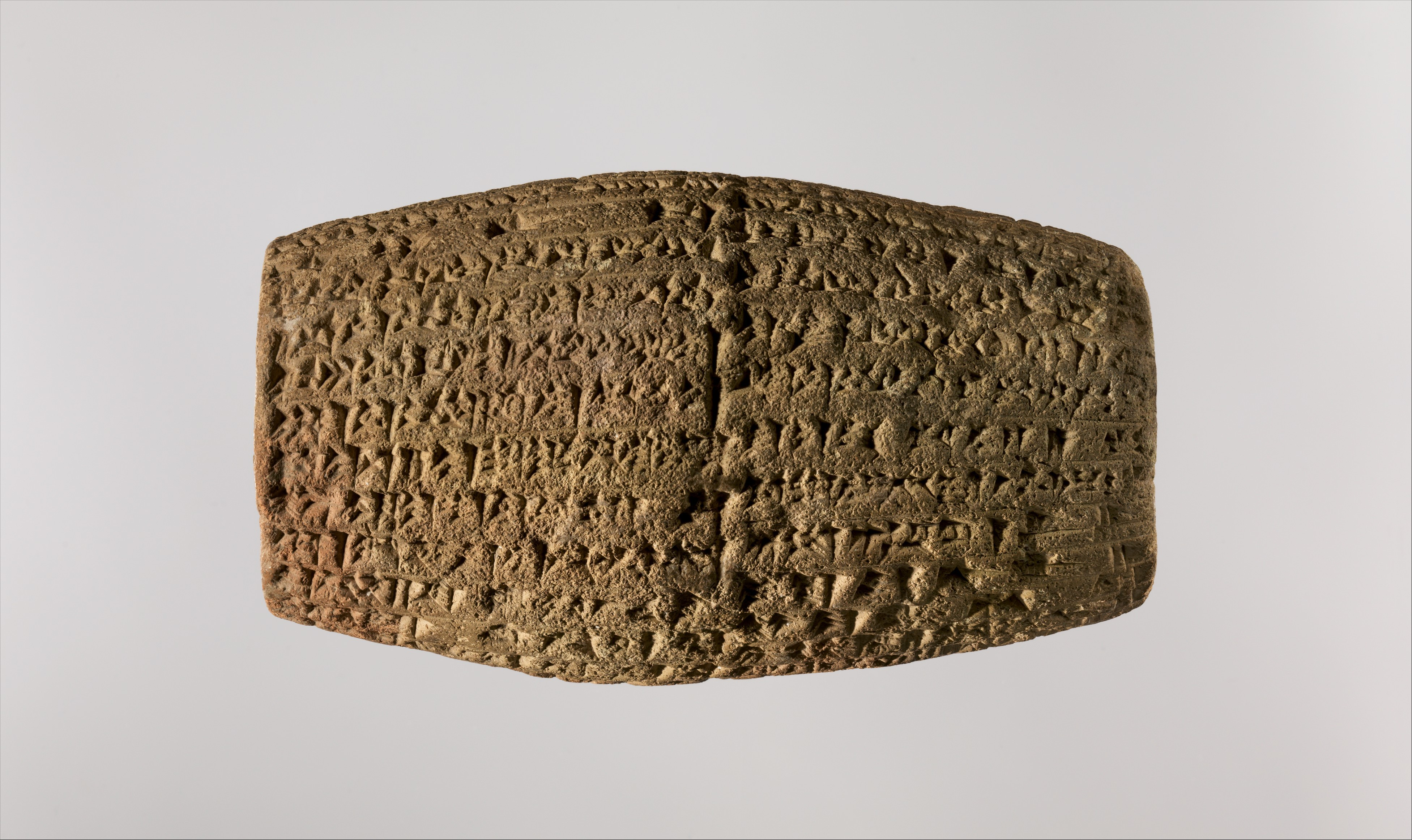
Inscrição cuneiforme de Nabucodonosor descrevendo a construção da muralha exterior de Babilónia

A função de culto e os recurso económicos dos templos fizeram com que eles se tornassem os principais centros de cultura de Babilónia. Vários templos produziram tábuas com informações técnicas e científicos, outras com obras literárias, que podem ter constituído acervos de manuscritos que podem ser caracterizados como bibliotecas. Também foram encontrados textos do mesmo tipo em residências privadas de pessoas letradas (que de qualquer forma trabalhavam para os templos), que em alguns casos serviam também como escolas de escribas. O lote mais importante desse tipo de textos foi o descoberto em 1979 no templo de Nabu ša harê, o deus que representava a sabedoria e que era o padroeiro dos letrados. É constituído por mais de 2 000 tábuas escolares que formam um depósito votivo oferecido ao deus pelos escribas aprendizes. Outras duas tábuas rituais encontradas num forno podem indicar a existência de uma biblioteca no templo.
O principal local de conhecimento de Babilónia era o Esagila, não obstante nele terem sido encontradas muito poucas tábuas fazendo alusão a atividades intelectuais comparativamente às descobertas relativas ao mesmo período em Nínive e em Uruque, que eram centros de conhecimento de nível comparável. É evidente que o templo albergava uma biblioteca e um grupo de letrados, constituído por sacerdotes especializados em várias disciplinas (astrónomos/astrólogos, adivinhos, exorcistas, etc.). As tábuas em cuneiforme mostram como o corpo de letrados do templo eram recrutados e mantidos entre o fim do período aqueménida e o período helenístico. Um texto descreve o recrutamento de um astrólogo/astrónomo: ele ocupava o cargo exercido pelo seu pai, o que era corrente entre os letrados da época, mas devia passar num exame perante o conselho do templo para provar as suas competências. Era remunerado com um salário anual e um terreno que lhe era concedido. Eram-lhe atribuídas obrigações: fazer as observações celestes, redigir textos técnicos, sem dúvida almanaques ou efemérides característicos da ciência que conhecia então o maior desenvolvimento na Babilónia. Esta organização era também aplicada nas outras especialidades e pode ter inspirado os gregos quando eles criaram a Biblioteca de Alexandria e o seu Μουσεῖον (Museion, "Museu") seguindo princípios que apresentam semelhanças com a organização do Esagila.

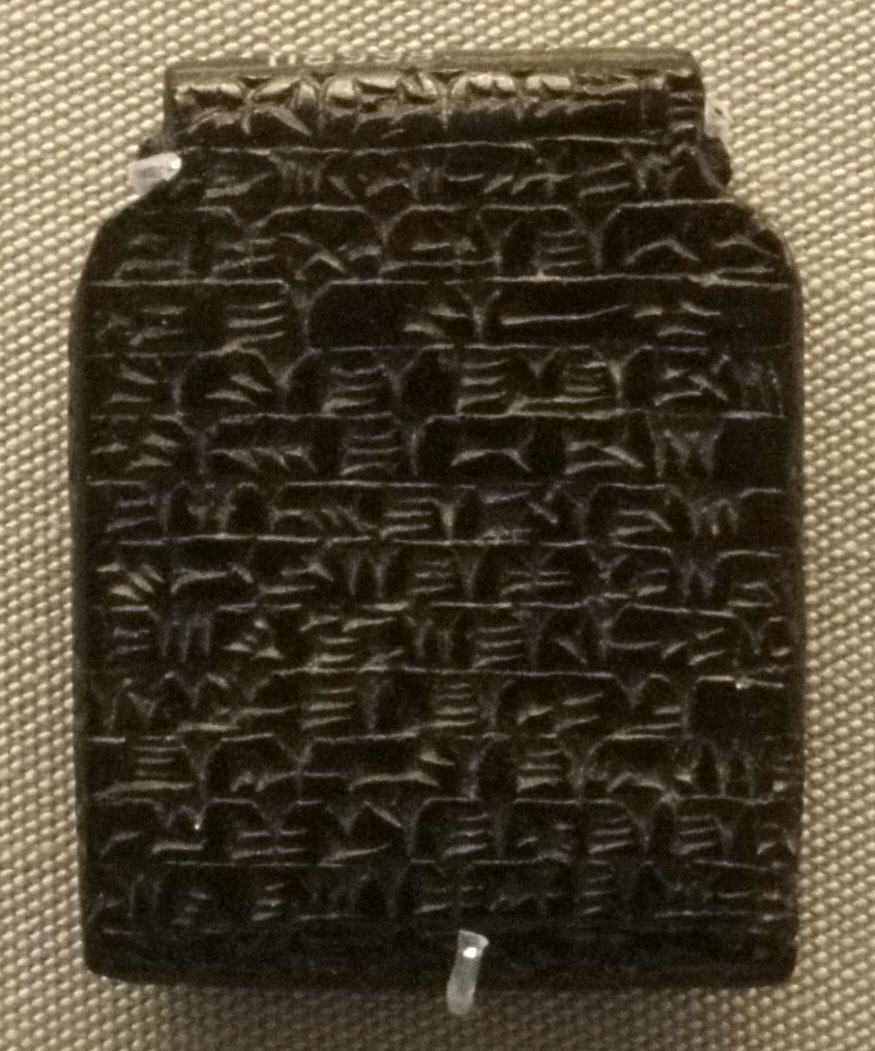
Amuleto para esconjurar epidemias com um trecho da “Epopeia de Erra”, encontrado em Assur, datado de c. 800–612. Museu Britânico.

Várias obras da literatura mesopotâmica (em sentido lato, incluindo textos rituais e técnicos) são atribuíveis ao clero da Esagila. Pode estimar-se que os grandes textos exaltando Marduque (“Epopeia da Criação”, Enūma eliš) e a importância da cidade (TINTIR=Babilu, Tábua do Esagila) são da sua autoria, bem como os textos rituais ligados ao culto do grande deus babilónico e ainda vária crónicas históricas centradas em Babilónia ou nos seus templos e o texto sapiencial “Ludlul bel nemeqi” ("Louvarei o Senhor da Sabedoria", também conhecido como "Monólogo do Justo Sofredor"), um lamento em verso dirigido ao deus por um homem atingido pela injustiça. Certos textos são atribuídos a autores cujo nome remete ao templo ou ao deus e que eram manifestamente sacerdotes do templo, como a “Epopeia de Erra”, de Cabti-ilani-Marduque, um relato que procura explicar o período caótico pelo qual passou Babilónia no início do 1.º milénio a.C. pelo abandono da cidade pelo seu grande deus Marduque, enganado pelo deus Erra, que personificava a guerra no seu aspeto destruidor; ou a “Teodiceia Babilónica”, um texto sapiencial redigido por Esagil-kina-ubbib em forma de uma discussão entre dois indivíduos sobre as relações entre deuses e homens.
O exemplo melhor conhecido dos letrados do Esagila é Beroso, que no início do século III a.C. escreveu “Babyloniaka”, uma obra em grego da qual apenas nos chegaram citações e resumos, que visava apresentar a tradição babilónica a um público letrado grego. Para escrever a sua obra, Beroso serviu-se das tábuas disponíveis na biblioteca do Esagila. Segundo os elementos biográficos conhecidos, ele teria terminado a sua vida a ensinar astronomia e astrologia na ilha grega de Cós a gregos e sabe-se que estes reconheciam a grande mestria que os babilónios tinham atingido nesse domínio.
O Esagila  e os templos de Babilónia, juntamente com os de Uruque, foram os últimos locais onde se sabe que o conhecimento da Mesopotâmia antiga foi transmitido depois do período helenístico. Foi em Babilónia que foi descoberta a tábua em cuneiforme mais recente, que de forma muito significativa, é um almanaque astrológico, datado de 74 ou 75 d.C.

## Babilónia mitificada
Dada a sua importância política e cultural, Babilónia tornou-se um elemento do imaginário e dos mitos de várias civilizações, até mesmo muito tempo depois da sua queda. Os relatos relativos à cidade, dificilmente dissociáveis da trajetória do reino do qual era a capital, concentraram-se sobretudo no estatuto de cidade de proporções gigantescas e com monumentos grandiosos, mas também, de forma mais negativa, no seu orgulho e nos seus pecados. As fontes antigas fornecem a matriz dessas representações: em primeiro lugar as fontes provenientes da própria teologia babilónica, nas quais a cidade é considerada sagrada e situada no centro do mundo, depois nos escritos dos autores gregos e latinos, que deixaram a imagem de uma cidade gigantesca, e por fim os autores dos textos bíblicos, que a apresentam quase sempre numa perspetiva negativa. Depois do seu desaparecimento, desenvolveu-se uma  imagem de grande cidade e símbolo do pecado, nomeadamente na Idade Média, quando as fontes mais fiáveis sobre o que ela tinha sido realmente ficaram inacessíveis.

### Nas civilizações antigas

#### Na Mesopotâmia
| “ | Os Anunnaki cavaram o chão com as suas enxadas, E, durante um ano, moldaram tijolos; Depois, a partir do segundo ano, Do Esagila, réplica do Apsu, eles ergueram o cume. Construíram a alta Torre de andares deste novo Apsu Ali instalaram um Habitáculo para Anu, Enlil e Ea. Então, em majestade (Marduque) ali foi tomar lugar na frente deles, [...] O Senhor (Marduque), no Lugar-muito-augusto que eles tinha edificado para Habitáculo, Para o seu banquete convidou os deuses, seus pais. "Eis Babilónia, o vosso habitáculo e residência: Inclinai-vos! Enchei-vos com o seu júbilo!" | ” |
|   | — "A construção de Babilónia pelos grandes deuses para Marduque", na “Epopeia da Criação” (Enūma eliš) . |   |

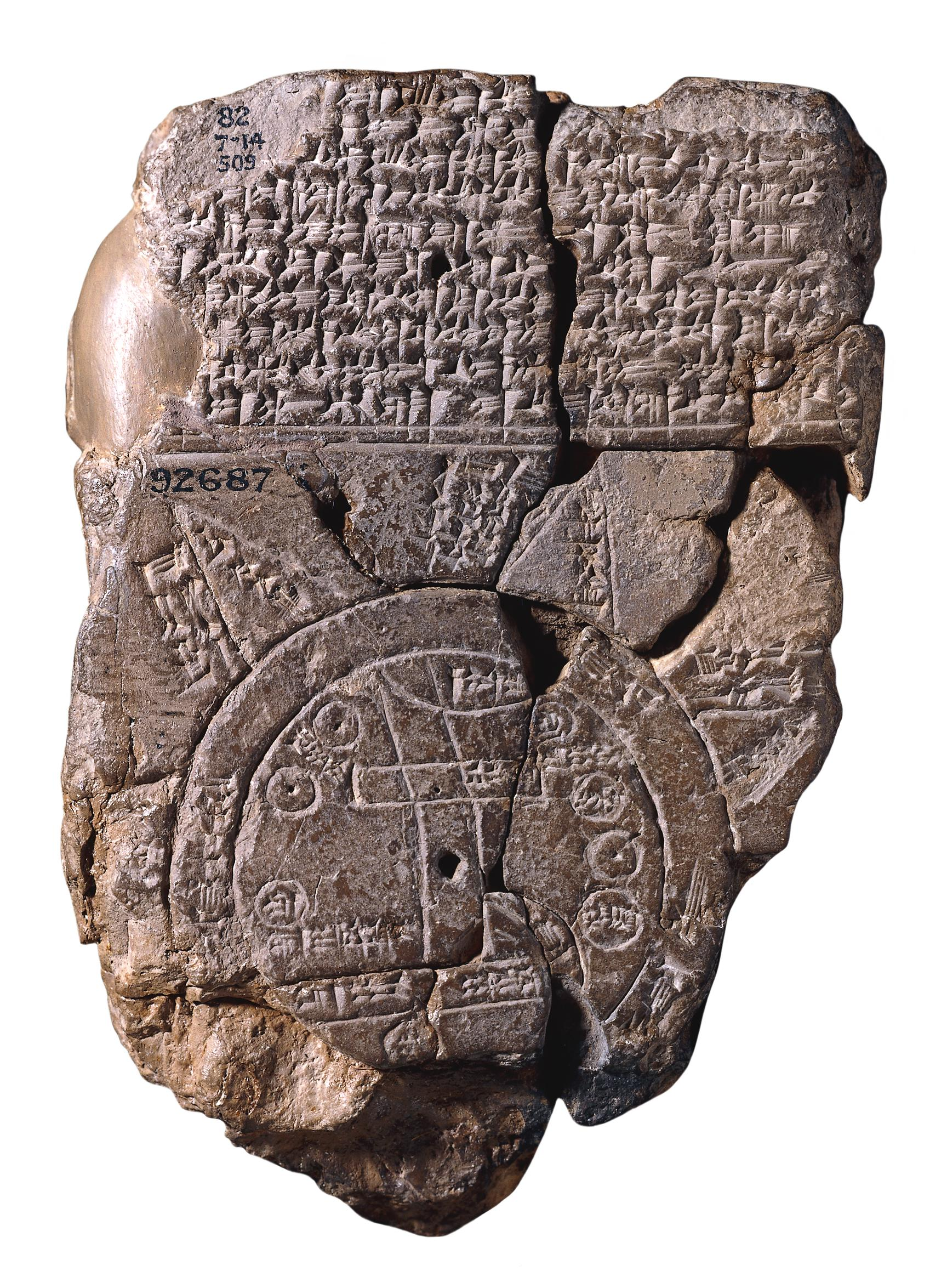
Mapa-múndi babilónico do século VII a.C., onde Babilónia figura no centro

A ascensão política de Babilónia foi progressivamente transportada para o domínio religioso e mitológico na Mesopotâmia antiga, sobretudo devido à instigação dos letrados dos templos da cidade, em primeiro lugar do Esagila. Isso conjuga-se com a afirmação da preeminência de Marduque como rei dos deuses, que se manifesta na redação do século XII a.C. da “Epopeia da Criação”. Este relato mitológico descreve como Marduque se tornou o rei dos deuses sendo o único capaz de salvá-los da ameaça representada por Tiamat, ancestral de todos eles que simbolizava o caos. Depois da sua vitória, Marduque criou o mundo com o cadáver de Tiamat e no seu centro, no local onde se juntavam o Céu e a terra, instalou os grandes deuses em Babilónia, a sua cidade que eles construíram, começando pelo seu grande templo. Esta ideia segundo a qual Babilónia era o centro do mundo encontra-se igualmente numa tábua que representa um mapa-múndi babilónico no qual a cidade aparece no seu centro.
O estatuto mítico de Babilónia transparece nos diversos textos topográficos relativos aos seus monumentos religiosos, como o Tintir, que mostra a que ponto o espaço da cidade é marcado pelo sagrado, ou a Tábua do Esagila, que informa das dimensões do zigurate Etemenanki com números simbólicos. Este último representava o centro do mundo no local onde ele foi criado e onde se ligam o Céu e a Terra (esse é o significado do seu nome). Essa função de capital do cosmos estendia-se a toda a cidade, pois entre os epítetos que a ela se aplicavam encontra-se um "Lugar entre o Céu e a Terra".
As crónicas históricas escritas pelo clero babilónico destacam a ligação entre a a importância religiosa da cidade e do seu deus e a sua importância política. Elas reconstroem um passado mítico colocando a evolução dos eventos sob o prisma da relação entre os grandes reis com Marduque e os seus templos de Babilónia: aqueles que mostram lhe pouco respeito acabam por ser punidos mais tarde ou mais cedo. Isso constitui uma mensagem para os reis seguintes, a quem eles aconselham tratar bem o deus e o seu grande templo.

#### Autores greco-romanos
Os autores gregos e latinos foram testemunhas da decadência de Babilónia mas preservaram a recordação da sua grandeza, dando uma imagem amplamente mitificada que sem dúvida refletia mal a realidade com que foram confrontados aqueles que realmente visitaram a cidade. O primeiro desses autores a deixar uma descrição foi Heródoto, na primeira metade do século V a.C., seguido por Ctésias no fim do mesmo século. Ambos descrevem uma cidade gigantesca, sem dúvida a maior do mundo que eles conheciam no seu tempo, e evocam grandes monumentos, nomeadamente as muralhas. Ctésias menciona ainda a sua outra maravilha, os Jardins Suspensos, e atribui a fundação a Semíramis. Esse topos de Babilónia como megalopolis encontra-se também, com os seus monumentos e soberanos lendários, por vezes com confusões com a história da vizinha Assíria, nos autores dos séculos da viragem da nossa era como Estrabão, Flávio Josefo e Plínio, o Velho, todos relatando o seu passado prestigioso e o facto de a cidade ter caído em ruínas. Progressivamente, a recordação  de Babilónia foi-se deformando, não obstante alguns autores que escreveram em grego ou latim terem registado informações relativamente fiáveis sobre a sua história e a sua cultura, baseando-se nos escritos do sacerdote  babilónico Beroso ou em fontes locais, como foi o caso do filósofo Damáscio (séculos V e VI d.C.).

#### Na Bíblia hebraica e no Novo Testamento cristão
E vi uma mulher montada numa besta escarlate, cheia de nomes de blasfémia, com sete cabeças e dez cornos
Essa mulher estava vestida de púrpura e de escarlate, e adornada de ouro, pedras preciosas e de pérolas. Tinha na sua mão um cálice de ouro, repleto de abominações e de impurezas da sua prostituição.
Na sua testa estava escrito um nome, um mistério: Babilónia a grande, a mãe dos fornicadores e das abominações da terra.
E vi essa mulher embriagada do sangue de santos e do sangue de testemunhas de Jesus.

— Passagem do Livro do Apocalipse (17: 3 a 6)
Na Bíblia hebraica e a sua versão cristã (o Antigo Testamento) há várias passagens nas quais Babilónia ocupa um papel importante. A primeira é a descrição da Torre de Babel, relatada no Génesis, onde Babel remete a Babilónia, sendo a torre uma manifesta derivação do zigurate da cidade cujas primeiras testemunhas podem ter sido os exilados judeus na Babilónia. Este relato conta como os habitantes da cidade de Babel do país de Shinear, fundada pelo primeiro rei Nimrod, erigiram uma torre com o objetivo de atingir o Céu, mas "o Eterno" impediu-os de o fazer, lançando a confusão entre eles fazendo-os falar várias línguas, de forma a que eles deixassem de se compreender uns aos outros.
Babilónia aparece também nos livros da Bíblia mais próximos da realidade histórica, nomeadamente o Segundo Livro dos Reis, que relata as vitórias de Nabucodonosor II sobre o Reino de Judá, e o Livro de Jeremias, que fala sobre os mesmos acontecimentos, evocando o princípio da deportação para a Babilónia. Nestes textos transparece uma imagem ambígua de Babilónia. Por um lado, ela é a cidade odiada, capital do reino dominador e orgulhoso que deportou os judeus e os forçou ao exílio doloroso e à melancolia do país de origem "nas margens de rios da Babilónia" (Salmo 137), mas por outro lado por vezes Babilónia e Nabucodonosor são também apresentados como instrumentos da vontade divina. A imagem negativa da cidade é retomada no Novo Testamento dos cristãos, nomeadamente por ser assimilada a Roma, a nova potência dominadora e perseguidora. No Apocalipse de São João, a "Grande Prostituta" tem o nome de Babilónia e a cidade é citada várias vezes como símbolo do mal e do engano.

### A memória de Babilónia depois do seu fim

#### A recordação longínqua de uma grande cidade

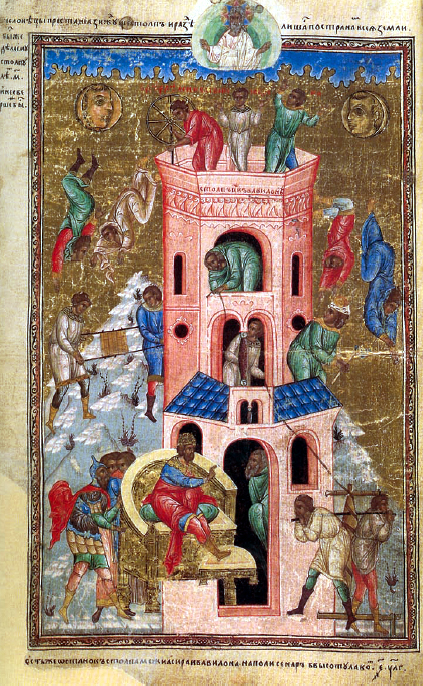
A construção da Torre de Babel segundo a iluminura num manuscrito russo do século XVI

Depois do desaparecimento de Babilónia, a maior parte dos testemunhos diretos referentes à cidade foram em grande medida esquecidos durante a Idade Média, quando a imagem da cidade se deformou ainda mais. As fontes bíblicas constituíam então o essencial da documentação de base que estava disponível. Os territórios que outrora tinha estado sob o domínio babilónico pertenciam agora a estados muçulmanos e vários autores de língua árabe e persa, sobretudo geógrafos e historiadores, preservaram a memória do local das ruínas da cidade, que evocavam como primeira capital do Iraque. As histórias que eles evocam a propósito da cidade baseiam-se largamente na Bíblia ou nas tradições históricas iranianas, nomeadamente as ligadas aos reis Nabucodonosor II (Bukht Naṣ[ṣ]ar) e Alexandre (Iskandar). A cidade só é referida uma vez no Alcorão.
No mundo medieval europeu, a imagem de Babilónia é ainda mais enevoada, baseando-se apenas nos textos bíblicos e nas ilustrações dos manuscritos ela aparece como uma grande cidade onde a arquitetura segue os padrões da época do artista. Com a redescoberta de textos de autores gregos e latinos a partir do século XV, as representações puderam passar a ser mais precisas, nomeadamente com a inclusão dos Jardins Suspensos. Estes eram considerados como uma das sete maravilhas do mundo e contribuíram para cimentar a imagem de fausto e de civilização associado aquela grande capital antiga. Mas são principalmente dois aspetos da cidade que interessam aos autores do mundo cristão: o mito da Torre de Babel e a sua utilização com como símbolo do mal.

#### O mito da Torre de Babel
O sucesso do mito da Torre de Babel é dos vetores essenciais da memória do passado de Babilónia no mundo cristão e, em menor escala, também no mundo muçulmano. Este mito tem uma conotação principalmente negativa, ligada ao pecado do orgulho dos homens atingidos pela sanção divina por terem querido elevar-se demasiado. Tornou-se um tema iconográfico muito prolífico durante o período medieval e ainda mais na época moderna entre o século XVI e XVII. Durante este último período, o mito é interpretado de forma mais ambígua em função das evoluções do tempo: sempre um símbolo de orgulho, mas também da divisão dos homens durante os períodos de guerra, nomeadamente as de cariz religioso, e de forma mais positiva, como símbolo de uma humanidade confiante nos seus meios. Nas representações, a torre apresenta formas muito variadas (piramidal, cónica, rampa helicoidal, base quadrada, etc.), refletindo as tendências arquitetónicas do tempo em que foram produzidas ou a imaginação do artista.

#### Um símbolo do mal
O nome de Babilónia adquiriu gradualmente uma conotação negativa no mundo cristão, devido à imagem deixada pelos relatos da derrota e posterior deportação dos judeus para a Babilónia na época de Nabucodonosor II. Os textos dos Padres da Igreja mostram o seu desconhecimento da história da cidade e de uma deriva para a visão fantasiosa negativa sobre ela, que ficou enraizada na tradição cristã seguinte. Babilónia tornou-se um símbolo do pecado e da perseguição. Roma foi identificada como uma nova Babilónia na época da perseguição das primeiras comunidades cristãs e bastante mais tarde quando os primeiros reformistas, com Martinho Lutero à cabeça, fizeram de Roma a cidade do pecado, retomando o topos da "Grande Prostituta" do Apocalipse. Na iconografia da Europa medieval, tanto no Ocidente como no Oriente, em Bizâncio e na Rússia, a imagem de Babilónia como cidade do mal é generalizada, nomeadamente sendo associada a uma serpente simbolizando o pecado. O seu destino é marcado por um fim funesto, o da sua queda e abandono.

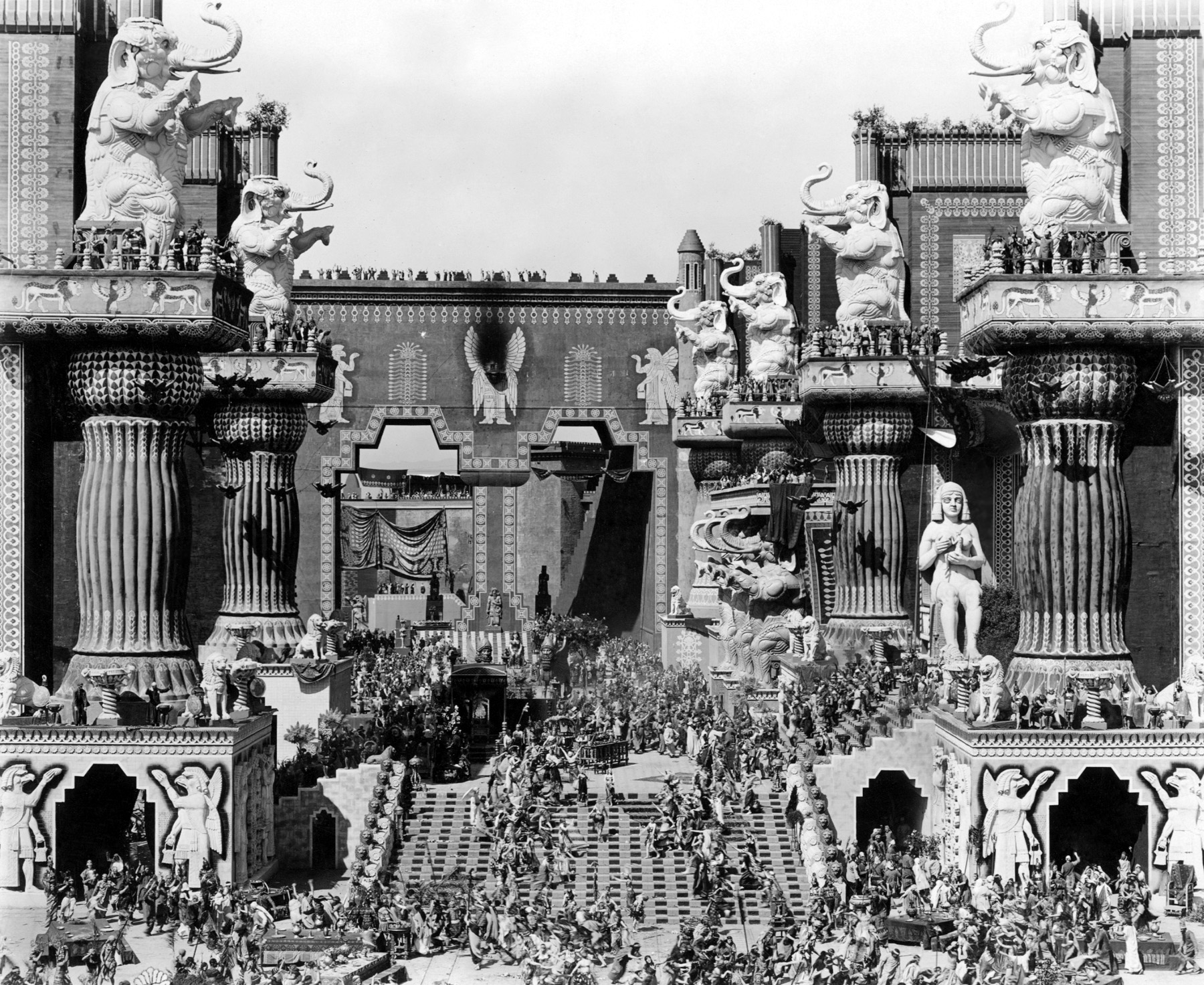
Cenário representando Babilónia no filme Intolerância de D. W. Griffith, onde se misturam temas iconográficos assírios com outros provenientes de civilizações exteriores à Mesopotâmia

Esta imagem negativa do termo Babilónia permaneceu ao longo do tempo. Na atualidade, diversos movimentos messiânicos dos Estados Unidos ainda usam a metáfora babilónica para descrever a origem do que é considerada como uma perseguição e Nova Iorque é por vezes designada como uma "Babilónia moderna". O nome da antiga cidade é também usado para condenar a opressão e corrupção nos discursos do movimento rastafári e de diversos estilos musicais como o reggae,e o rap.

#### Babilónia na cultura dos séculos XIX e XX
A partir do século XVIII, alguns autores céticos em relação à perspetiva das autoridades religiosas matizam a imagem negativa de Babilónia, como por exemplo Voltaire, que faz referência à cidade em vários dos seus escritos. No início do século XIX, o romantismo e sobretudo o orientalismo despertam um novo interesse pelo passado antigo do Oriente, um movimento que acompanha as primeiras escavações de sítios antigos no Médio Oriente (não relacionados com a Babilónia) e gradualmente apuram os conhecimentos, que no entanto continuam fortemente marcados pelas heranças grega, romana e bíblica.
Babilónia surge em obras marcantes desse período, como a pintura La Mort de Sardanapale ("A Morte de Assurbanípal") de Eugène Delacroix (1827) e a ópera Nabucco de Giuseppe Verdi (1842). As descobertas arqueológicas já podiam então ser tidas em conta para fazer com que as representações da antiga Mesopotâmia se aproximassem da sua aparência real antiga nas obras artísticas a partir da segunda metade do século XIX, nomeadamente em pinturas como The Babylonian Marriage Market do pintor orientalista Edwin Long (1875) e mais tarde no filme mudo Intolerância de D. W. Griffith, realizado em 1916. Depois disso, Babilónia aparece em diversas formas de expressão artística (literatura, artes plásticas, cinema, jogos de vídeo, etc.) que se inspiram, conforme os casos, em tradições externas antigas e sua posteridade ou em conhecimentos provenientes de estudos arqueológicos e assiriológicos.

## Escavações e reconstruções
Os estudos dos sítios arqueológicos da Mesopotâmia antiga foram iniciados durante a primeira metade do século XIX e foram-se intensificando nas décadas que se seguiram. Os primeiros estudos focaram-se nos sítios assírios, cujas ruínas eram mais espetaculares. Apesar do sítio de Babilónia ter atraído rapidamente a atenção devido à celebridade do nome, só foi objeto de escavações no início do século XX, que foram levadas a cabo por uma das melhores equipas de arqueólogos da sua geração. Seguiram-se outras campanhas durante a segunda metade do século XX, que aprofundaram os conhecimentos sobre o local, que no entanto continua por explorar na sua maior parte.

### Primeiras investigações e escavações
Não obstante por vezes haver alguma confusão com os sítios vizinhos de Birs Ninrude (Borsipa) e Acarcufe (Dur-Curigalzu), onde as ruínas dos zigurates faziam lembrar a Torre de Babel, a localização de Babilónia nunca foi realmente perdida e até o topónimo usado localmente — Bābil — deriva do nome antigo da cidade. Vários viajantes europeus visitaram as suas ruínas, como Benjamim de Tudela (século XII), Pietro Della Valle (século XVII) e Pierre Joseph de Beauchamp (século XVIII).

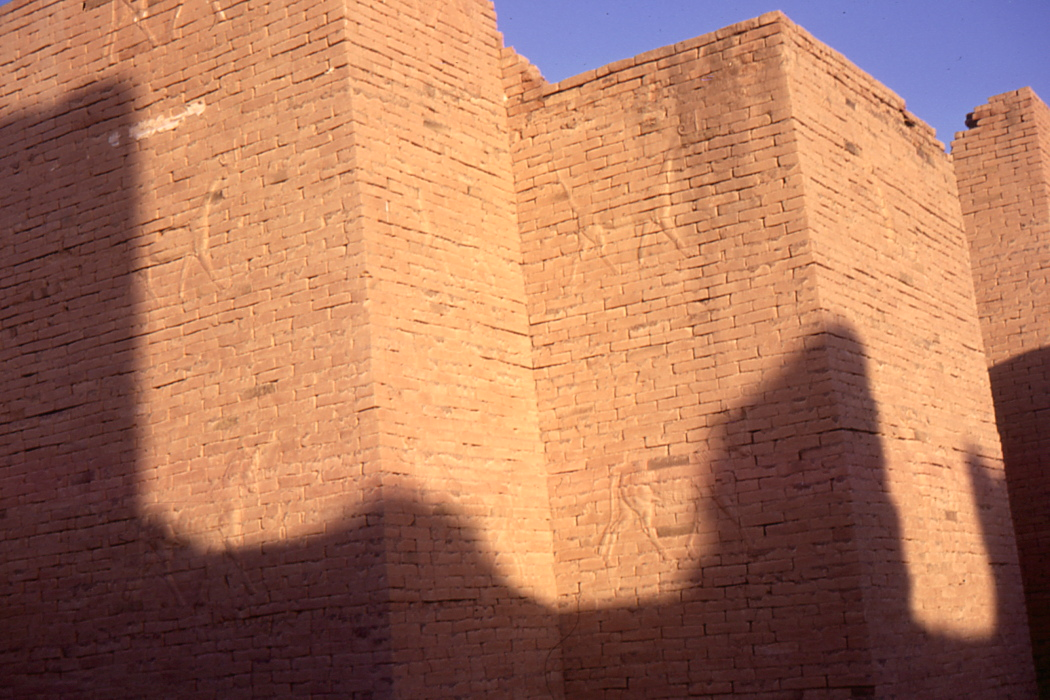
Muralhas de Babilónia em 1970

O primeiro trabalho científico sobre as ruínas foi realizado pelo britânico Claudius James Rich, que no início do século XIX fez o primeiro levantamento cartográfico do local, que foi pioneiro na exploração científica da Mesopotâmia. Seguiram-se vários compatriotas seus, nomeadamente Austen Henry Layard em 1850 e Henry Rawlinson em 1854, dois dos principais descobridores de sítios das capitais assírias, que ali estiveram pouco tempo devido ao sítio de Babilónia apresentar menos descobertas espetaculares do que os sítios do norte, o que explica que não tenha havido escavações nesse período. Em 1852, uma equipa de franceses escavou o local, sob a direção de Fulgence Fresnel, assistido por Jules Oppert e Félix Thomas.
As poucas descobertas que fizeram durante as escavações (sobretudo sepulturas), realizadas num contexto complicado, não puderam ser enviadas para França porque o comboio fluvial que transportava principalmente baixos-relevos foi atacado por tribos hostis no sul do Iraque e afundou-se em 1855. O sítio da antiga cidade foi regularmente escavado na segunda metade do século XIX por vários arqueólogos depois daqueles primeiros trabalhos. Em 1862, o cônsul francês Pacifique Delaporte encontrou um túmulo parto com um rico espólio de objetos que foram enviados para o Museu do Louvre. Os locais, que até então recolhiam sobretudo tijolos, começaram também a recolher objetos antigos que encontravam para os venderem nos mercados vizinhos. Essa atividade decorreu em paralelo com as escavações organizadas por equipas britânicas, sob a direção de Hormuzd Rassam na década de 1870, que descobriu vários objetos, alguns deles selecionados para serem enviados para o Museu Britânico, nomeadamente o Cilindro de Ciro. As escavações britânicas pararam e recomeçaram várias vezes e estiveram envolvidas em polémicas devido a suspeitas de conluio entre os escavadores clandestinos e Rassam, até que os alemães se interessaram pelas ruínas de Babilónia em 1897.

### Escavações alemãs

Escavações alemãs no tel do Kasr no início do século XX

Em 1897, Robert Johann Koldewey foi a Babilónia e decidiu empreender as suas escavações numa escala sem precedentes. No ano seguinte, foi criada a Deutsche Orient-Gesellschaft (DOG, "Sociedade Oriental Alemã") para reunir os fundos necessários ao projeto, para o qual também contribuíram os museus prussianos que iriam receber os achados feitos nas escavações. O projeto teve também o apoio do imperador Guilherme II, que era um entusiasta de antiguidades orientais.
Os trabalhos foram iniciados ainda em 1898 e prolongaram-se até 1917, uma duração excecional para a época, tanto mais que as investigações só eram interrompidas uma vez por ano, ao contrário do que é usual acontecer atualmente. Devido à dimensão do sítio e aos objetivos das escavações (redescobertas científicas, desenterramento de peças e envio das mais importantes para Berlim), Koldewey e os seus assistentes, nomeadamente Walter Andrae, montaram um elaborado sistema logístico. Foram escavados vários locais em simultâneo — frequentemente três, por vezes cinco — e o número de operários envolvidos chegou rapidamente aos 150 a 200, chegando a atingir 250. O projeto tinha também como objetivo empreender escavações em outros sítios, o que foi feito em Birs Nimrud (Borsipa), Fara (Xurupaque) e depois em Qala'at Shergat (Assur), de que Andrae se ocupou de forma permanente entre 1903 e 1913.

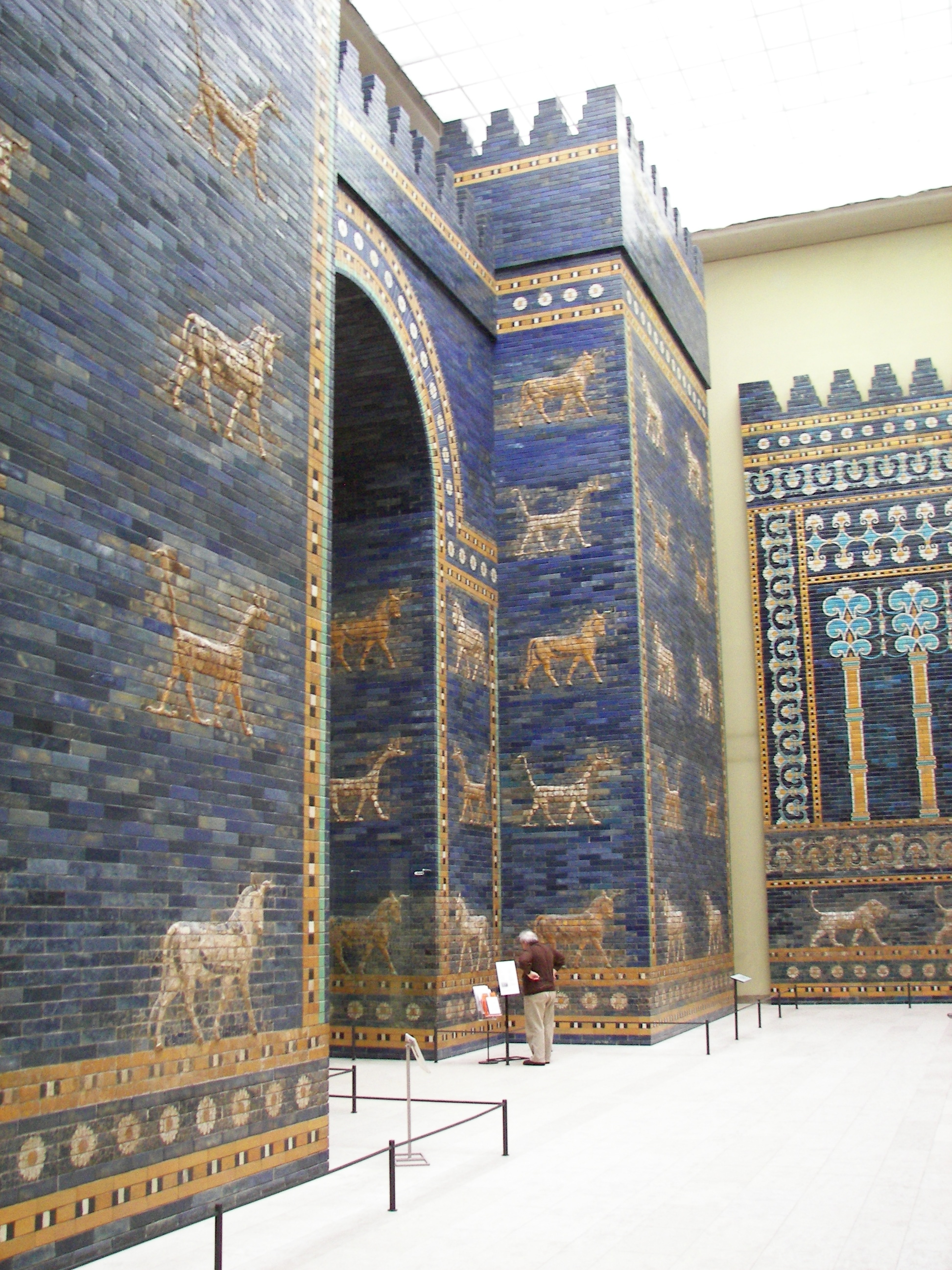
Muros da Via Processional e da Porta de Istar reconstruídos no Museu de Pérgamo em Berlim

As escavações em Babilónia puseram a descoberto vários monumentos maiores e permitiram conhecer plantas e outros dados com qualidade até então inédita sobre a história da Mesopotâmia. O diretor das escavações, arquiteto de formação, estava sobretudo interessado na reconstituição dos edifícios antigos, ao contrário de muitos dos outros arqueólogos que o precederam, que se focavam principalmente em achar objetos sem terem grandes preocupações em preservar os edifícios. O tel do Kasr, onde se situavam os palácios reais principais, foi o primeiro tel a ser explorado, antes do complexo de Marduque (situado nos teis Amran ibn Ali e Sahn). Aí funcionaram os principais estaleiros. Os palácios do tel Babil foram também explorados, bem como templos no tel de Ishin Aswad, a "Via Processional" e o bairro residencial de Merkès, a partir de 1907.
A partir de 1913, Koldewey publicou os resultados das descobertas na obra “Das wiedererstehende Babylon” ("A ressurreição de Babilónia"), que teve várias reedições até à sua morte em 1925, e que se tornou um clássico da arqueologia mesopotâmica. Os trabalhos dirigidos por Koldewey reuniram documentação impressionante pela sua quantidade e qualidade, comparativamente aos trabalhos arqueológicos da sua época, mas a dimensão do sítio faz com que apenas uma pequena parte dele seja conhecida, apesar dos principais edifícios terem sido explorados. Tal como estava previsto, muitos dos achados foram enviados para a Alemanha, nomeadamente os relevos vidrados da Porta de Istar e da Via Processional, que foram reconstruídos e estão em exposição no Museu de Pérgamo em Berlim. O ritmo das escavações abrandou em 1914, com o início da Primeira Guerra Mundial, durante a qual muitos alemães e locais envolvidos nas escavações foram recrutados. Koldewey continuou a trabalhar no local até 1917 com uma equipa limitada.

### Escavações depois de 1945
As escavações em Babilónia só foram retomadas várias décadas depois da partida de Koldewey. Em 1962 e entre 1967 e 1973, equipas alemãs escavaram o setor do zigurate e de outros edifícios, nomeadamente um complexo que pode ter sido o antigo templo da grande festa religiosa do Akitu.
A partir de 1974, trabalhou no sítio uma equipa italiana dirigida por G. Bergamini. O primeiro objetivo era efetuar estudos topográficos e estratigráficos para corrigir e completar as escavações da época de Koldewey. Estes estudos revelaram a elevação da cidade devido aos problemas hidrográficos do local. Foram também postos a descoberto alguns edifícios no setor de Ishin Aswad.
Em 1979 e 1980, uma equipa iraquiana escavou o templo de Nabu ša harê, onde foi encontrado um lote importante de tábuas de barro escritas. Os trabalhos dessa equipa foram interrompidos em 1990 devido à Guerra do Golfo.

### Reconstruções e degradações

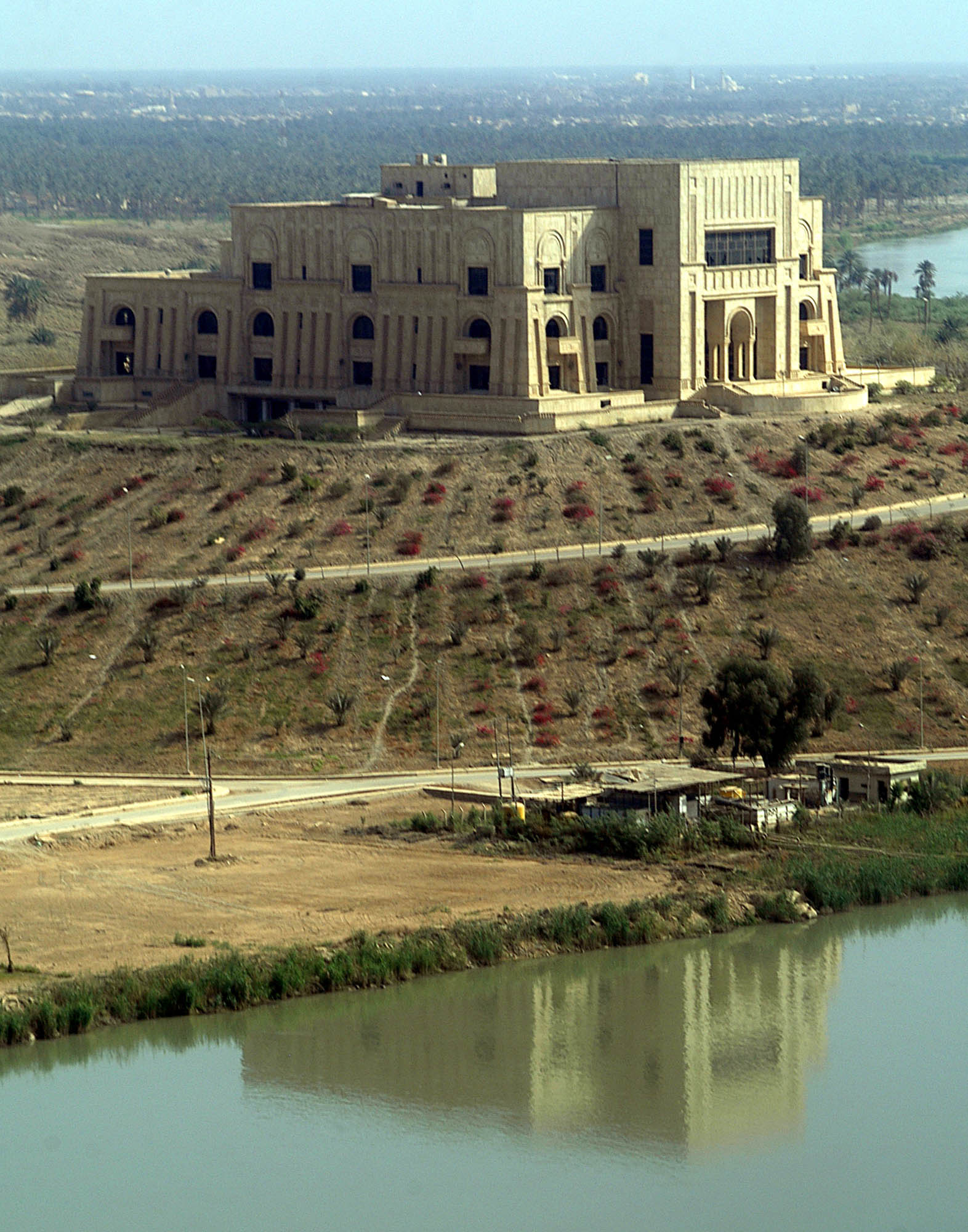
Fotografia de 2003 do palácio de Saddam Hussein em Babilónia

Durante as décadas de 1960 e 1970, as equipas arqueológicas iraquianas empreenderam a restauração de monumentos antigos no país, com objetivos turísticos, o que foi levado a cabo paralelamente com novas escavações. Um dos monumentos restaurados em Babilónia foi o templo de Ninmah. O sítio de Babilónia foi um dos que tiveram mais edifícios reconstruídos, em grande parte devido a ter-se tornado um símbolo do Iraque, desde que o país foi fundado em 1932. O programa de reconstruções intensificou-se a partir de 1978, impulsionado por Saddam Hussein, que governou o Iraque entre 1979 e 2003. Um dos objetivos era ligar o ditador ao passado da Mesopotâmia para fins de propaganda, apresentando-o por vezes como sucessor de Hamurábi, de Nabucodonosor II e de alguns soberanos assírios. As questões políticas misturaram-se com os interesses turísticos e Babilónia passou a ser um local de manifestação do poder. Foram restaurados alguns monumentos, como uma parte da muralha e a Porta de Istar. Outros foram modificados, como o Palácio Sul, cuja sala do trono foi adaptada para poder ser usada para concertos e receções, ou o teatro grego, que foi dotado de 2 500 lugares para espetáculos. Saddam Hussein foi ao ponto de mandar colocar inscrições de fundação, como faziam os antigos soberanos babilónicos, e mandou construir um palácio sobre uma das três colinas artificiais que foram então construídas no sítio. O local da antiga cidade passou a ser palco de várias festividades, que se realizaram regularmente. Essas obras são criticadas pelos arqueólogos pois elas impedem as escavações num grande parte do sítio e aceleram a degradação de alguns monumentos antigos, já danificados pelas escavações precedentes, que retiraram algumas partes deles para museus europeus, e pela erosão que se intensificou desde que eles foram desenterrados.
A degradação do sítio de Babilónia acentuou-se na sequência da invasão do Iraque por tropas americanas em 2003. No local foi estabelecido o "Campo Alfa", uma base militar americano-polaca com 150 hectares e mais de 2 000 soldados, que incluía um heliporto militar. As atividades militares danificaram alguns edifícios devido à passagem de veículos militares como helicópteros e blindados com lagartas e principalmente a grandes trabalhos de Terraplenagem realizados no meio do setor monumental, entre o Kasr, o tel Homera e o tel Sahn. Foram escavadas trincheiras em sítios arqueológicos e o pavimento da Via Processional foi danificado pelos veículos. As críticas aos estragos levaram finalmente as autoridades militares a restituir o sítio às autoridades iraquianas em dezembro de 2004. No entanto, a degradação prosseguiu devido à falta de manutenção e à inexistência de qualquer projeto de preservação.
Em 2018, milhares de pessoas viviam dentro do perímetro das antigas muralhas exteriores da cidade e os regulamentos que restringem a construção nessas áreas nem sempre são respeitados. O uso de algumas áreas para pastagem de gado também representa riscos para a conservação dos vestígios arqueológicos.

### Obras generalistas sobre a civilização mesopotâmica
- Black, Jeremy A.; Green, Anthony; Rickards, Tessa (1998), Gods, Demons and Symbols of Ancient Mesopotamia, An Illustrated Dictionary (em inglês), Londres: British Museum Press for the Trustees of the British Museum, consultado em 1 de janeiro de 2016
- Bottéro, Jean; Kramer, Samuel Noah (1989), Lorsque les dieux faisaient l'homme: mythologie mésopotamienne (em francês), Gallimard, consultado em 31 de janeiro de 2016
- Brisch, Nicole (2013), «Lugalirra and Meslamtaea (a pair of gods)», Ancient Mesopotamian Gods and Goddesses (em inglês), Oracc and the UK Higher Education Academy, consultado em 1 de janeiro de 2016, cópia arquivada em 14 de setembro de 2015
- Dalley, Stephanie (1994), «Nineveh, Babylon and the Handing Gardens», Iraq (em inglês), LVI: 45-58
- Foster, Benjamin Read (1993), «Epic of Tukulti-Ninurta», Before the muses: an anthology of akkadian literature, ISBN 9781883053239 (em inglês), CDL Press, consultado em 28 de dezembro de 2015
- Joannès, Francis (2000), La Mésopotamie au Ier millénaire avant J.-C. (em francês), Paris
- Joannès, Francis, ed. (2001), Dictionnaire de la civilisation mésopotamienne, ISBN 9782702866573, Bouquins (em francês), Paris: Robert Laffont
- Huot, Jean-Louis (2004), Une archéologie des peuples du Proche-Orient, tome II, Des hommes des Palais aux sujets des premiers empires (IIe-Ier millénaire av. J-C) (em francês), Paris: Errances
- Kramer, Samuel Noah (1983),  Bottéro, Jean, ed., Le mariage sacré à Sumer et à Babylone, ISBN 9782900269299 (em francês), Berg International
- Leick, Gwendolyn, ed. (2007), The Babylonian World, ISBN 9781134261284 (em inglês), Londres e Nova Iorque: Routledge, consultado em 28 de dezembro de 2015
- Linssen, Marc J. H. (2004), The Cults of Uruk and Babylon: The Temple Ritual Texts As Evidence for Hellenistic Cult Practises, ISBN 9789004124028 (em inglês), Leida: Brill, consultado em 30 de dezembro de 2015
- Margueron, Jean-Claude (2001), «Aux origines du plan de Babylone», in:  Breniquet, Catherine; Kepinski-Lecomte, Christine, Études mésopotamiennes, Recueil de textes offerts à Jean-Louis Huot, ISBN 9782865382804 (em francês), Paris: Editions Recherche sur les civilisations, consultado em 28 de dezembro de 2015
- Sachs, A. J. (1976), «The Latest Datable Cuneiform Tablets», in:  Eicher, B. L., Kramer Anniversary Volume: Cuneiform Studies in Honor of Samuel Noah Kramer (em inglês), Neukirchener Verlag

### Estudos especializados sobre Babilónia
- André-Salvini, Béatrice, ed. (2008), Babylone, ISBN 9782754102834 (em francês), Paris: Hazan - Musée du Louvre éditions, consultado em 28 de dezembro de 2015
- André-Salvini, Béatrice (2009), Babylone, ISBN 9782130609964, Que sais-je ? (em francês), Paris: Presses universitaires de France, consultado em 28 de dezembro de 2015
- Astour, M. (1986), «The name of the ninth Kassite ruler», New Haven American Oriental Society, Journal of the American Oriental Sociey, ISSN 0003-0279 (em inglês) (106), OCLC 1480509
- Baker, H. (2004), The Archive of the Nappāḫu Family (em inglês), Viena
- Battini, L. (1997), «Les systèmes défensifs à Babylone», Fondation assyriologique Georges Dossin, Akkadica, ISSN 1378-5087 (em francês) (104-105): 24-57
- Boiy, T. (2004), Late Achaemenid and Hellenistic Babylon, ISBN 9789042914490 (em inglês), Lovaina: Peeters Publishers, consultado em 30 de dezembro de 2015
- Cavigneaux, A. (1981), Textes scolaire du temple de Nabû ša Harê (em francês), Ministério da Cultura e da Informação do Iraque
- Cavigneaux, A. (2000), «Nabû ša harê und die Kinder von Babylon», Sarrebruck, Colloquien der Deutschen Orient-Gesellschaft (em alemão), 2
- Cancik-Kirschbaum, Eva; van Ess, Margarete; Marzahn, Joachim (2011), Babylon : Wissenkultur in Orient und Okzident, ISBN 9783110222111, Berlin Studies of the Ancient World (em alemão), Berlim: Walter de Gruyter, consultado em 28 de dezembro de 2015
- Charpin, Dominique (1985), «Un quartier de Babylone et ses habitants», Bibliotheca Orientalis, ISSN 0006-1913 (em francês) (42): 265-278
- Charpin, Dominique (2003), Hammu-rabi de Babylone, ISBN 9782130539636 (em francês), Paris: Presses universitaires de France, consultado em 28 de dezembro de 2015
- Charpin, Dominique (2008), Lire et écrire à Babylone, ISBN 9782130567400 (em francês), Paris: Presses Universitaires de France, consultado em 29 de janeiro de 2016
- Finkel, I. J. (1993), «Les jardins suspendus de Babylone», in:  Clayton, P. A.; Price, M. J., Les Sept Merveilles du monde (em francês), Paris
- Gasche, Hermann (1998),  Armstrong, J. A.; Cole, S. W., eds., Dating the Fall of Babylon: A Reappraisal of Second-millennium Chronology, ISBN 9781885923103 (em inglês), Peeters
- Gasche, Hermann (2010), «Les palais perses achéménides de Babylone», in:  Perrot, Jean, Le palais de Darius à Suse: une résidence royale sur la route de Persépolis à Babylone, ISBN 9782840506812 (em francês), Paris: Presses de l'université Paris-Sorbonne, consultado em 26 de janeiro de 2016
- George, Andrew R. (1992), Babylonian Topographical Texts, ISBN 9789068314106, Orientalia Lovaniensia Analecta (em inglês), Lovaina: Peeters Publishers. Leuven Departement Oriëntalistiek, consultado em 28 de dezembro de 2015
- George, Andrew R. (1993), «Babylon revisited: archaeology and philology in harness», Antiquity (em inglês), 67 (257): 734–746
- George, Andrew R. (1995), «The Bricks of E-Sagil», Iraq (em inglês), 57: 173-197
- George, Andrew R. (1997), «'Bond of the Lands': Babylon, the Cosmic Capital», in:  Wilhelm, Gernot, Die orientalische Stadt: Kontinuität, Wandel, Bruch ; 9.-10. Mai 1996 in Halle Saale, ISBN 9783930843244, Internationales Colloquium der Deutschen Orient-Gesellschaft, Deutsche Orient-Gesellschaft (em inglês), 1, Saarbrücken: SDV in Komm, pp. 125-145
- George, Andrew R. (2005–2006), «The Tower of Babel: archaeology, history and cuneiform texts» (PDF), Archiv für Orientforschung (em inglês), 51: 75-95, consultado em 5 de fevereiro de 2016
- Glassner, Jean-Jacques (1993), Chroniques mésopotamiennes, ISBN 9782251339184 (em francês) 2ª ed. , Paris: Les Belles Lettres, consultado em 31 de janeiro de 2016
- Glassner, Jean-Jacques (2002), «L'Etemenanki, armature du cosmos», NABU (em francês) (32)
- Glassner, Jean-Jacques (2003), La tour de Babylone. Que reste-t-il de la Mésopotamie ?, ISBN 9782020385084 (em francês), Paris: Seuil
- Horowitz, W. (1988), «The Babylonian Map of the World», Iraq (em inglês), 50: 147-165
- Kennedy, D. (1968), Late Babylonian Economic Texts (em inglês), Londres
- Klengel, Horst (1983), Altbabylonische Texte aus Babylon (em alemão), Berlin: Akademie-Verlag
- Margueron, Jean-Claude (2000), «Babylone, la première mégapole ?», in:  Nicolet, Claude, Mégapoles méditerranéennes, ISBN 9782706813771, L'Atelier méditerranéen (em francês), Paris: Maisonneuve et Larose, p. 452-481, consultado em 28 de dezembro de 2015
- Marzahn, J. (1993), La Porte D'Ishtar de Babylone, ISBN 9783805314282 (em francês), Staatliche Museen zu Berlin, Musée du Proche-Orient
- Reade, Julian (2000), «Alexander the Great and the Hanging Gardens of Babylon», Iraq (em inglês) (62): 195-217
- Renger, Johannes, ed. (1999), Babylon: Focus mesopotamischer Geschichte, Wiege früher Gelehrsamkeit, Mythos in der Moderne ; 24. - 26. März 1998 in Berlin, ISBN 9783447055499 (em alemão), Sarrebruck: Isd
- Schmid, Hansjörg (1995), «Der Tempelturm Etemenanki in Babylon», ISBN 9783805316101, Mainz: P. von Zabern, Baghdader Forschungen, ISSN 0939-0022 (em alemão), 17
- Wiseman, Donald John (1985), Nebuchadrezzar and Babylon, ISBN 9780197261002 (em inglês), Oxford, Nova Iorque e Toronto: Oxford University Press, consultado em 28 de dezembro de 2015
- Van de Mieroop, Marc (2003), «Reading Babylon», American Journal of Archaeology (em inglês) (107/2): 257-275
- Van de Mieroop, Marc (2004), King Hammurabi of Babylon: A Biography, ISBN 9780470695340 (em inglês), Malden, consultado em 28 de dezembro de 2015
- Vicari, Jacques (2000), La Tour de Babel, ISBN 9782130507017, Paris: Presses universitaires de France, ISSN 0768-0066, Que sais-je ? (em francês), 3555, consultado em 28 de janeiro de 2016
- Wiseman, D. J. (1985), Nebuchadrezzar and Babylon: The Schweich Lectures of The British Academy 1983, ISBN 9780197261002 (em inglês), Oxford University Press, British Academy, consultado em 29 de dezembro de 2015

### Outras obras
- Boadt, Lawrence; Clifford, Richard J.; Harrington, Daniel J. (2012), «Cap. 20 – The Exile near its end», Reading the Old Testament: An Introduction, ISBN 9781616436704 (em inglês), Paulist Press, consultado em 29 de dezembro de 2015
- Briant, Pierre (1996), Histoire de l'Empire perse, de Cyrus à Alexandre, ISBN 9782213639468 (em francês), Paris: Fayard, consultado em 30 de dezembro de 2015
- Briant, Pierre; Joannès, Francis, eds. (2005), «La transition entre l'empire achéménide et les royaumes héllénistiques», ISBN 9782701802138, Paris: De Boccard, Persika (em francês), 9, consultado em 29 de dezembro de 2015
- Capdetrey, Laurent (2007), Le pouvoir séleucide. Territoire, administration, finances d'un royaume hellénistique (312-129 av. J.-C.), ISBN 9782753505247 (em francês), Presses Universitaires de Rennes, consultado em 30 de dezembro de 2015
- Freu, Jacques; Klock-Fontanille, Isabelle; Mazoyer, Michel (2007), Des origines à la fin de l'ancien royaume hittite: Les Hittites et leur histoire, ISBN 9782296167155 (em francês), Paris: L'Harmattan, consultado em 28 de dezembro de 2015
- Geller, M. J. (1997), «The Last Wedge», W. de Gruyter, Zeitschrift für Assyriologie, ISSN 0084-5299 (em inglês) (87)
- Joutard, P. (setembro de 2005), «L'empire du Mal», L'Histoire (em francês) (301)
- Klock-Fontanille, Isabelle; Biettlot, S.; Meshoub, K. (2010), Identité et altérité culturelles : le cas des Hittites dans le Proche-Orient ancien (em francês), Bruxelas: Editions Safran
- Kuhrt, A. (2002), «Babylon», in:  Bakker, Egbert J.; Van Wees, Hans; de Jong, Irene J. F., Brill's Companion to Herodotus, ISBN 9789004169661 (em inglês), Koninklijke Brill
- Lackenbacher, Sylvie (1990), Le palais sans rival, Le récit de construction en Assyrie, ISBN 9782707155245 (em francês), Paris: La Decouverte, consultado em 29 de dezembro de 2015
- McCullough, William Stewart (1964), The Seed of Wisdom (em inglês), Toronto
- Reade, J. (2000),  Ebeling, E.; Meissner, B.; Edzard, D. O., eds., «Ninive (Nineveh)», Walter de Gruyter, Reallexikon der Assyriologie, 9 (5–6)
- Ricolleau, M. (2008), Babel : le récit biblique (em francês), Bruxelas
- Rollinger, Robert (1993), Herodots babylonischer Logos (em alemão), Innsbrück: Inst. für Sprachwiss. d. Univ., consultado em 1 de fevereiro de 2016
- Van Soldt, W. H.; Dercksen, Jan Gerrit, eds. (2001), Veenhof Anniversary Volume. Studies presented to Klaas R. Veenhof on the occasion of his sixty-fifth birthday, ISBN 9789062580910 (em inglês), Leida: Nederlands Instituut voor het Nabije Oosten, consultado em 30 de dezembro de 2015
- Van der Spek, R. J. (2008), «Berossus as a Babylonian Chronicler and Greek Historian», in:  Van der Spek, R. J.; Stol, Marten; Haayer, G., Studies in Ancient Near Eastern World View and Society: Presented to Marten Stol on the Occasion of His 65th Birthday,10 November 2005, and His Retirement from the Vrije Universiteit Amsterdam, ISBN 9781934309186 (em inglês), Bethesda: CDL Press, pp. 277-318, consultado em 26 de janeiro de 2016
- Weidner, E. F. (1939), «Jojachin, Koenig von Juda, in babylonischen Keilschrifttexten», Mélanges Syriens offerts a M. René Dussaud (em alemão), Paris: Académie des inscriptions & belles-lettres, P. Geuthner
- Wiesehöfer, Josef (1998), Das Partherreich und seine Zeugnisse, ISBN 9783515073318, Franz Steiner Verlag, consultado em 13 de janeiro de 2016
- Site Management Plan. Babylon cultural landscape and archaeological city, ISBN 9780985894382, Nova Iorque: World Monuments Fund, 2015, consultado em 5 de julho de 2023